# Revoluția Americană
Revoluția Americană cuprinde o serie de evenimente de natură politică, economică, militară, organizatorică și legislativă petrecute în a doua jumătate a secolului al XVIII-lea, mai exact între 1763 și 1791, care au culminat cu apariția unui stat independent și suveran în America de Nord, Statele Unite ale Americii.
Revoluția Americană a fost unul din evenimentele majore al epocii moderne, care s-a desfășurat sub forma unor serii de revolte și transformări ale modului de gândire al coloniștilor, apoi sub forma unui război, numit Războiul de independență al Statelor Unite ale Americii, care a avut loc între cele Cele 13 colonii britanice din America de Nord și țara lor de origine, Marea Britanie, urmat de organizări economice, structurale, politice, statale și legislative unice și novatoare în istoria modernă.
Revoluția Americană a avut trei consecințe importante: cucerirea independenței celor 13 colonii față de Marea Britanie, recunoscută oficial prin Tratatul de la Versailles (1783), formarea unui stat federal continuu deschis expansiunii și formarea unui sistem de guvernare al acestei țări bazat pe Constituția Statelor Unite din 1787, care punea bazele unei republici federale numită Statele Unite ale Americii, în care conducerea este bazată pe suveranitatea poporului și separarea tripartită a puterilor în stat (legislativă, executivă și judiciară).
Era revoluționară a început în 1763, când pericolul militar exercitat de Franța se terminase și Marea Britanie a introdus o serie de taxe fǎrǎ reprezentare în Parlament care au fost considerate ilegale de către coloniști . După o serie de proteste, dintre care cele mai proeminente au fost cele din Boston, britanicii au trimis trupe militare de intervenție. Ca rezultat, coloniștii americani au mobilizat trupele lor de miliție până în punctul critic în care luptele au izbucnit (1775). Deși loialiștii reprezentau aproximativ 15 - 20 % din întreaga populație de 2,2 milioane a coloniilor, iar patrioții controlau circa 80 - 90 % din teritoriul celor 13 colonii, britanicii nu au putut controla mai mult decât câteva din orașele de pe coasta Atlanticului. Punctul cel mai de seamă al Revoluției americane a fost, fără îndoială, Declarația de Independență, care a condus la crearea de către cele 13 colonii a Statelor Unite ale Americii. Ulterior, americanii au creat o alianță cu Franța, în 1778, care a determinat o echilibrare a forțelor militare terestre și navale. Două armate majore britanice au fost capturate la Saratoga în 1777 și Yorktown din 1781, conducând la pacea încheiată în 1783 la Paris prin recunoașterea Statelor Unite ale Americii ca națiune independentă și suverană mărginită la nord de Canada britanică, la sud de Florida spaniolă și la vest de fluviul Mississippi.
Epoca revoluției americane s-a încheiat în 1791, după consolidarea Statelor Unite, adoptarea Constituției acestora în 1787, aderarea tuturor celor treisprezece state la entitatea statală nou creată (1787 - 1790), crearea instituției prezidențiale, alegerea lui George Washington ca întâiul președinte al țării în 1789, începerea creșterea Uniunii prin aderarea Republicii Vermont ca cel de-al patrusprezecelea stat al său la 4 martie 1791 și amendarea / corectarea / îmbunătățirea Constituției cu primele zece amendamente cunoscute sub numele generic de The  United States Bill of Rights  (1789 - 1791).
Revoluția a cuprins o serie de mișcări deosebite pe plan ideatic, intelectual, politic, conceptual și legislativ, care se întâmplaseră în societatea americană timpurie, așa cum a fost ideea modernă de republicanism, care a fost larg îmbrățișată de populația coloniilor. În unele dintre viitoarele state, discuții politice aprinse despre democrație au consolidat ideile care au fost ulterior aplicate în legislație și practică pentru crearea a ceea ce a devenit Statele Unite. Masiva "mutare" spre republicanism și spre continua creștere a rolului democrației au creat o tranziție treptată spre un alt fel de ordonare ierarhică socială și au format bazele solide ale eticii și valorilor politicii americane de mai târziu.
Revoluția americană a fost, cronologic, a doua mare revoluție a epocii moderne, după Revoluția engleză și urmată apoi de Revoluția franceză.

## Cauzele revoluției
Drumul spre revoluție a fost construit încet de-a lungul timpului. Multe evenimente au alimentat dorința tot mai mare a celor treisprezece colonii pentru independențǎ. 

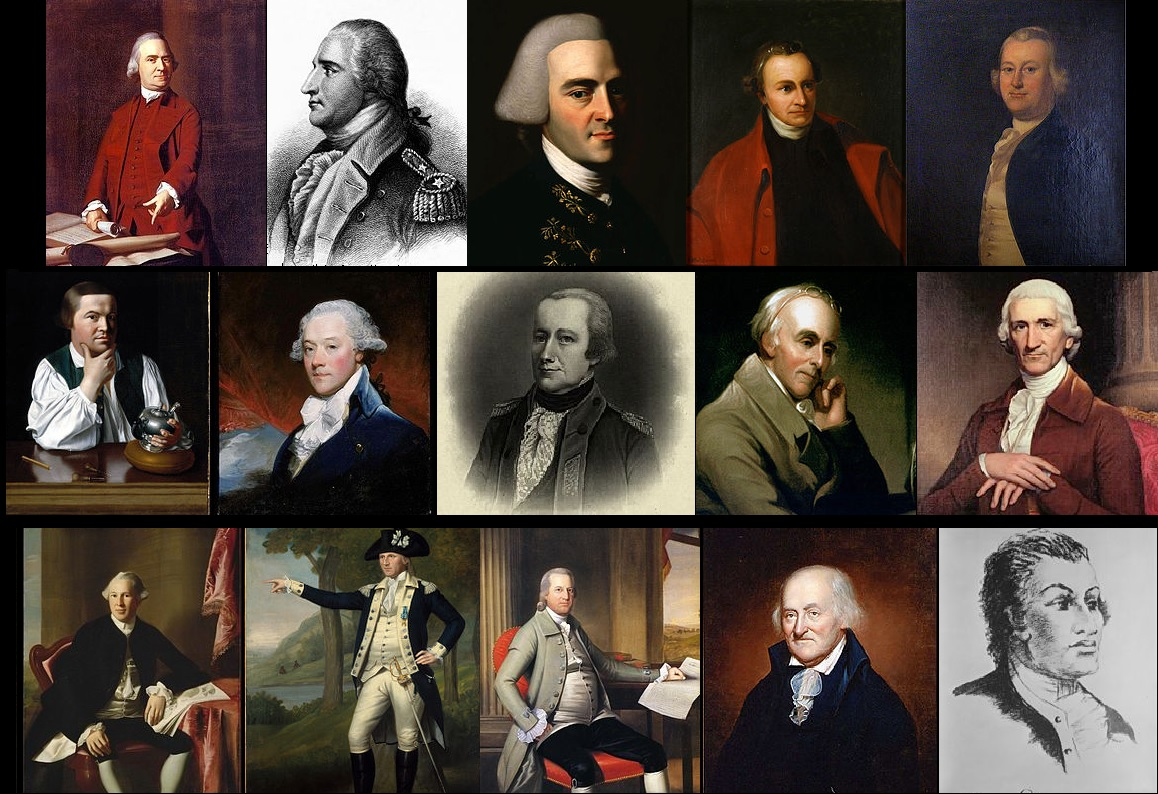
Fii Libertatii

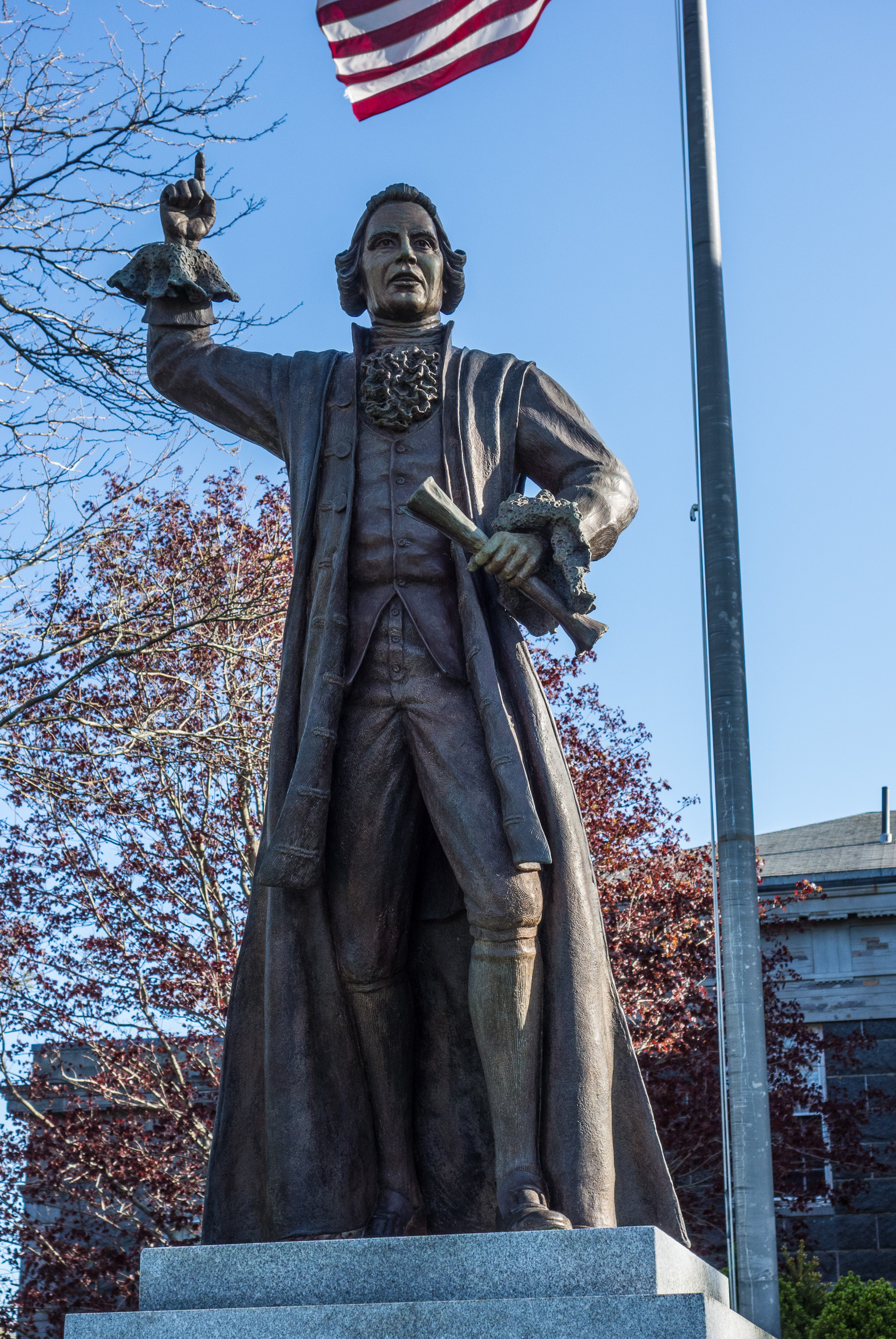
James Otis Jr a sustinut sloganul " Impozitarea fără reprezentare este tiranie "

Războiul de Șapte Ani dintre Marea Britanie și Franța s-a încheiat cu victoria britanicilor profund îndatorați. Aceștia au trebuit să recurgă la obținerea veniturilor provenite din colonii. După înfrângerea francezilor, coloniile au devenit tot mai mai puțin dependente de Marea Britanie.
Vistieria britanică avea nevoie de bani. Deficitul bugetar britanic crescuse anual de la 77 milioane lire sterline în 1755 la 129 milioane lire sterline în 1764. Întreținerea corpului militar în colonii se ridică la 220 000 lire anual. 
George Grenville, cumnatul lui William Pitt, a preluat misiunea de a echilibra bugetul britanic după ce a fost numit premier în 1763. A cercetat modalitățile de a obține venituri din America, constatând eficiența activitǎților contrabandiștilor americani, taxele vamale încasate coborând la 1800 de lire anual.

### Legea Zahǎrului
La propunerea sa, Parlamentul britanic a adoptat în aprilie 1764 Legea Venitului American (American Revenue Act, cunoscut ca și Sugar Act), comercianții coloniali fiind obligați să plătească o taxă de șase pence pe galon la importul de melasă străinǎ. Din cauza corupției, au anulat în mare parte impozitele și subcotat taxa pentru ca produsul englez sǎ fie mai ieftin decât cel francez. Se privilegia importul de zahăr din Antilele Britanice și era prohibit importul zahărului din Antilele Franceze. 
Se aplicau noi taxe pe produsele textile străine, pe cafea, indigo, vinurile de Madeira importate, fiind sporite taxele vamale la toate produsele străine reîncărcate în Anglia. Se interzicea importul de rom și de vinuri franceze în colonii. Se prevedea ca legea să aducă 45 000 de lire anual bugetului, iar negustorilor și industriașilor britanici, noi beneficii.
Legea Zahărului a fost completată cu o serie de dispoziții: înființarea unei curți a Viceamiralității la Halifax, jurisdicția extinzându-se asupra tuturor coloniilor americane. Se anula dreptul de care se bucurau împricinații de a urmări în justiție un caz de sechestrare abuzivă și nejustificată a vasului sau a mărfurilor, introducerea mandatelor de asistență, înregistrarea tuturor vaselor și a documentelor vamale și dreptul pentru comandanții fregatelor britanice de a îndeplini funcția de ofițeri vamali. Coloniile s-au opus prin proteste documentate. 
Prin "The Currency Act " se interzicea emiterea monedei-hârtie cu drept de circulație pentru că exista pericol de inflație, ceea ce a dus la depresiune economică și prăbușirea unor firme, ruinând mii de mici creditori.
Massachusetts s-a adresat Parlamentului, susținând că industria și comerțul englez își avea debușeul pe piață americană, iar o America sărăcită nu va mai fi capabilă să cumpere produse britanice. 
În cele din urmă, produsele britanice au fost boicotate. Negustorii din Boston au decis să nu mai folosească manșete și dantele britanice, iar meșterii nu mai purtau îmbrăcăminte din piele englezească.
Spre sfârșitul anului 1765, mișcarea de boicot s-a extins în toate orașele. Măsurile de întărire a controlului a cauzat inconveniențe în aprovizionarea coloniilor, vasele ce transportau produse fiind obligate să aibă acte eliberate de oficiul vamal. De astfel, ofițerii vamali nu mai răspundeau de daunele pricinuite. James Otis remarcă că legea zahărului i-a determinat pe oamenii din colonii să se gândească serios, iar la Boston, o adunare publică anticipa că legea zahărului avea să ducă la deposedarea coloniilor de toate drepturile. Legislativa din Massachusetts a adoptat propunerea lui James Otis și a autorizat înființarea unui Comitet de corespondență care să ia legătură cu celelalte colonii în privința unor acțiuni de protest în iunie 1764. Otis publică „Apărarea și demonstrarea drepturilor coloniilor britanice”, inspirat dupǎ John Locke. Vorbea despre contractul dintre guvernanți și guvernați. 
Al doilea element important expus de protestatari era că legile nu se puteau emite la Londra fără ca în Parlamentul Britanic să fie și reprezentanți ai coloniilor.

### Legea Timbrului și Legea Cartiruirii

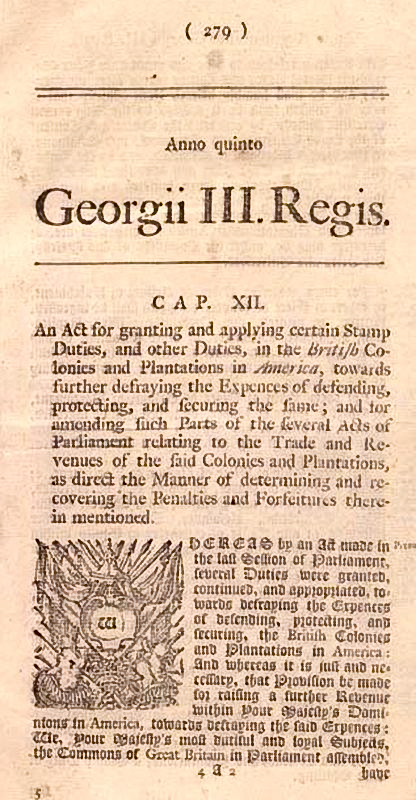
Stamp Act

La 22 martie 1765, a fost adoptată Legea Timbrului (Stamp Act) ce prevedea taxe periodice pe fiecare pagină de pamflete și almanahuri, de acte legale, pe polițe de asigurare, pe cărți de joc, iar timbrele aveau să fie plătite în lire sterline. Venitul din timbre avea să aducă Marii Britanii 60 000 de lire. La New York a avut loc un protest împotriva legii timbrului britanic pentru a critica politica Metropolei.
Pe 24 martie 1765, Parlamentul britanic a adoptat Legea Cartiruirii (Quartering Act), prin care autoritățile civile coloniale erau obligate să asigure cantonamente și provizii pentru trupele britanice. Furia s-a revărsat printr-un torent de vorbe, verbale și tipărite. Au apărut numeroase pamflete în Anglia și în colonii despre teza lui Grenville. 

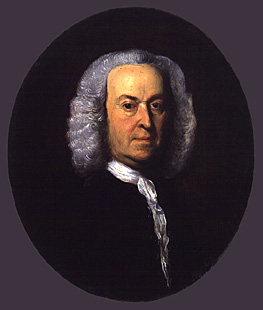
Andrew Oliver

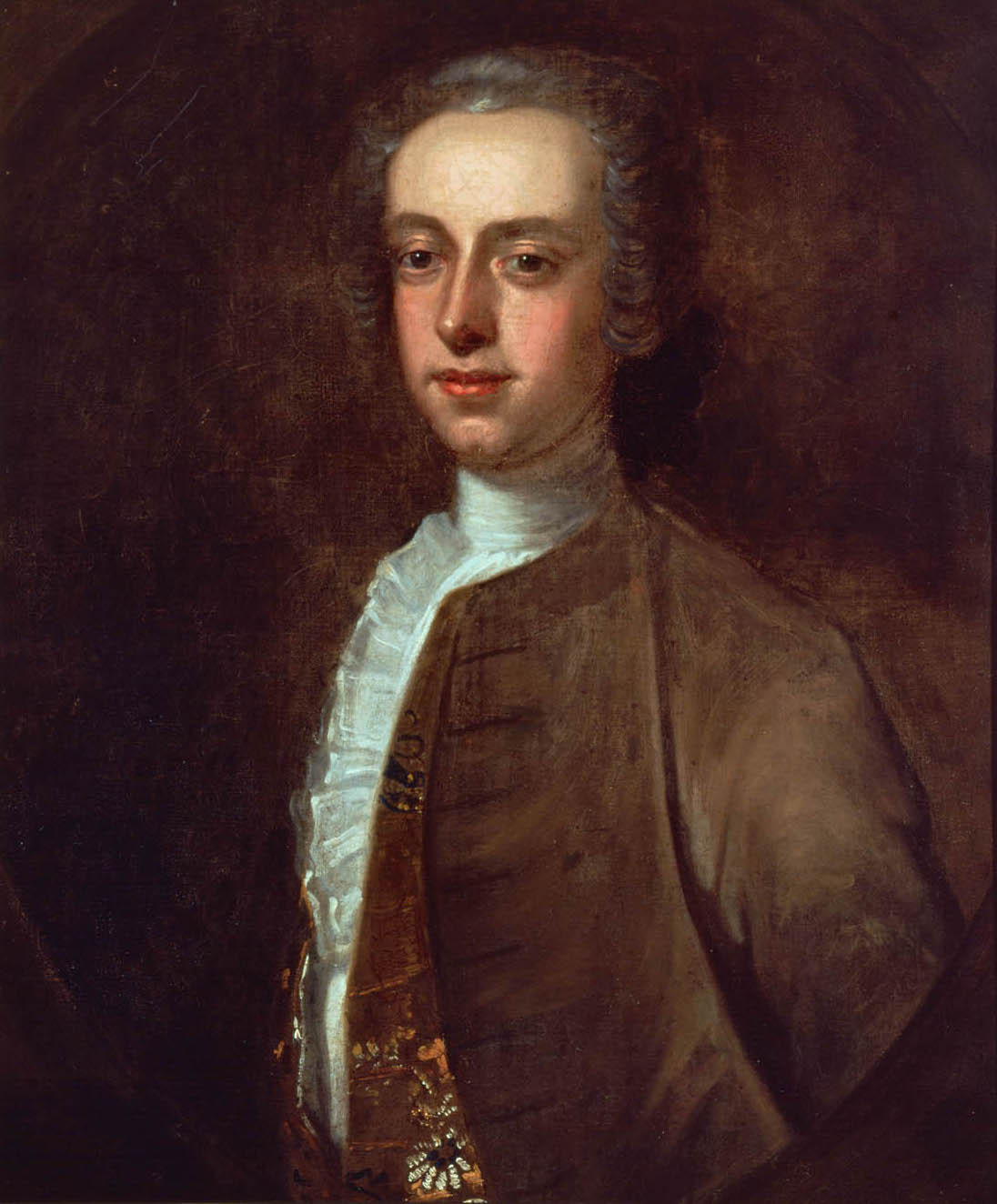
Thomas Hutchinson

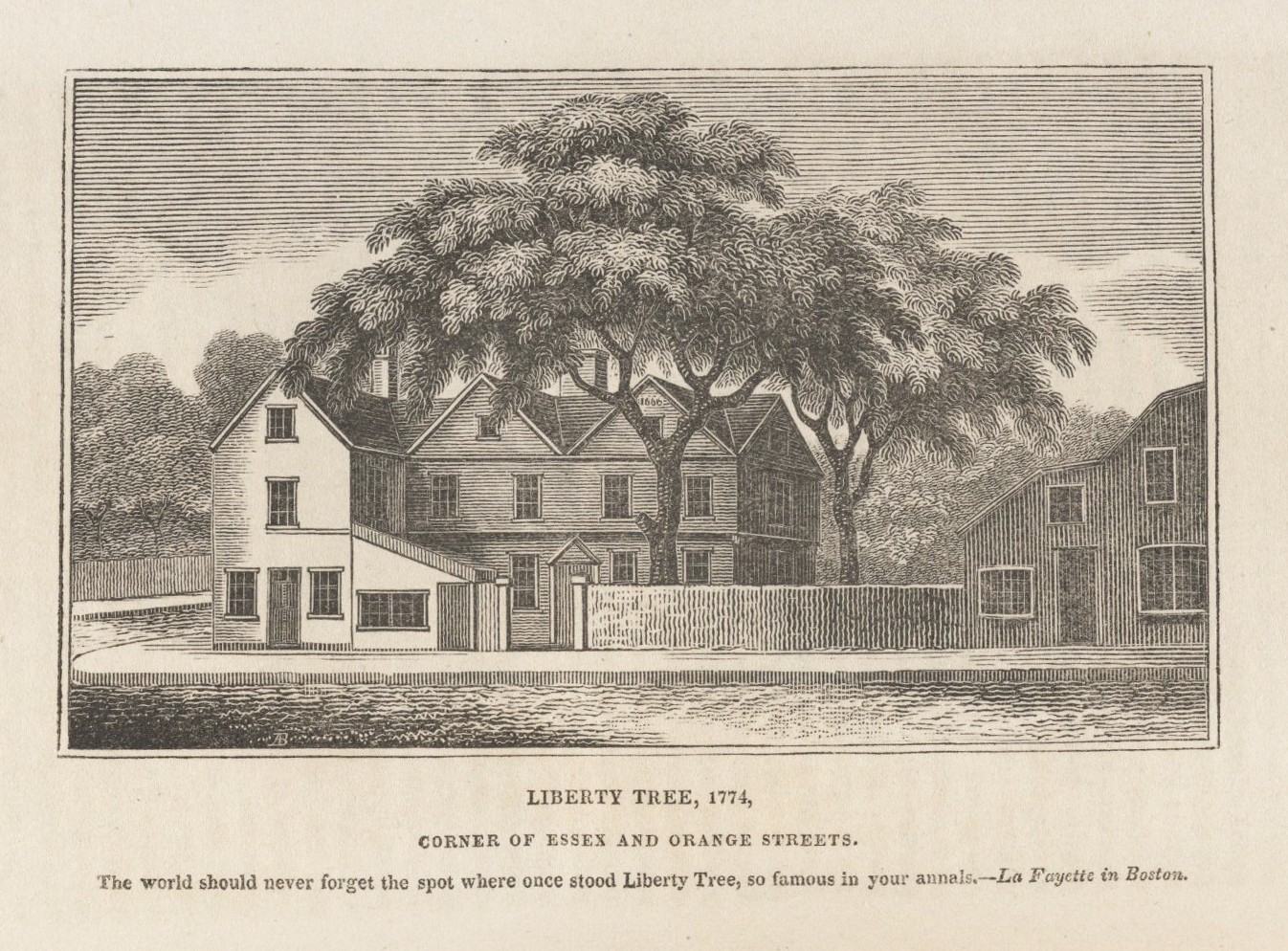
Arborele libertatii

În vara 1765, la Boston, s-a format organizația “Fii Libertății”, din care făceau parte cei nouă loiali: John Avery, Thomas Crafts, John Smith, Henry Welles, Thomas Chase, Stephen Cleverly, Henry Bass, Benjamin Edes și George Trott, ce erau de profesie meșteșugari și negustori. John Adams, Samuel Adams și John Otis, liderii radicali din Adunarea Legislativă, îi contactau în taină. 
Pe 14 august, două mii de oameni, adunați, au spânzurat două efigii pe un arbore din Newbury Street ce avea sǎ fie denumit arborele libertății, ce îi reprezentau pe negustorul Andrew Oliver, distribuitorul de timbre pentru Massachusetts, și pe lordul John Stuart Bute . Mulțimea, condusă de Ebenezar Mackintosh, un pantofar de profesie, s-a îndreptat spre locuința lui Oliver și au devastat-o. 
Andrew Oliver a scăpat cu viață pentru că a fost înștiințat și a promis că va demisiona din funcția de distribuitor de timbre. Fii Libertății s-au răfuit și cu Thomas Hutchinson, viceguvernatorul și cumnatul lui Andrew Oliver. Hutchinson a ordonat ridicarea efigiilor spânzurate de pe arbore . 
Pe 26 august, seara, mulțimea condusă de Mackintosh, s-a împărțit în două coloane, una spre judecătorie, cealaltă spre locuința inspectorului vămilor. Reunite, au năvălit asupra casei lui Hutchinson, devastând-o. 
În noiembrie, generalul Thomas Gage, comandantul suprem al forțelor britanice din America, a oferit trupe regulate pentru menținerea ordinii. Guvernatorul coloniei, Francis Bernard, a refuzat susținând că prezența trupelor putea stârni furie . Ulterior, efigiile luo George Grenville și a lui John Huske au fost spânzurate de același arbore al libertății. 
Până la urmă, Andrew Oliver refuză să preia timbrele expediate din Anglia, iar guvernatorul, consiliul și curtea supremă, precum și inspectorul șef vamal au refuzat să ordone distribuie și să aplice timbrul. Pe 18 decembrie, locuitorii orașului au reluat protestele, începând să devasteze clădiri. 

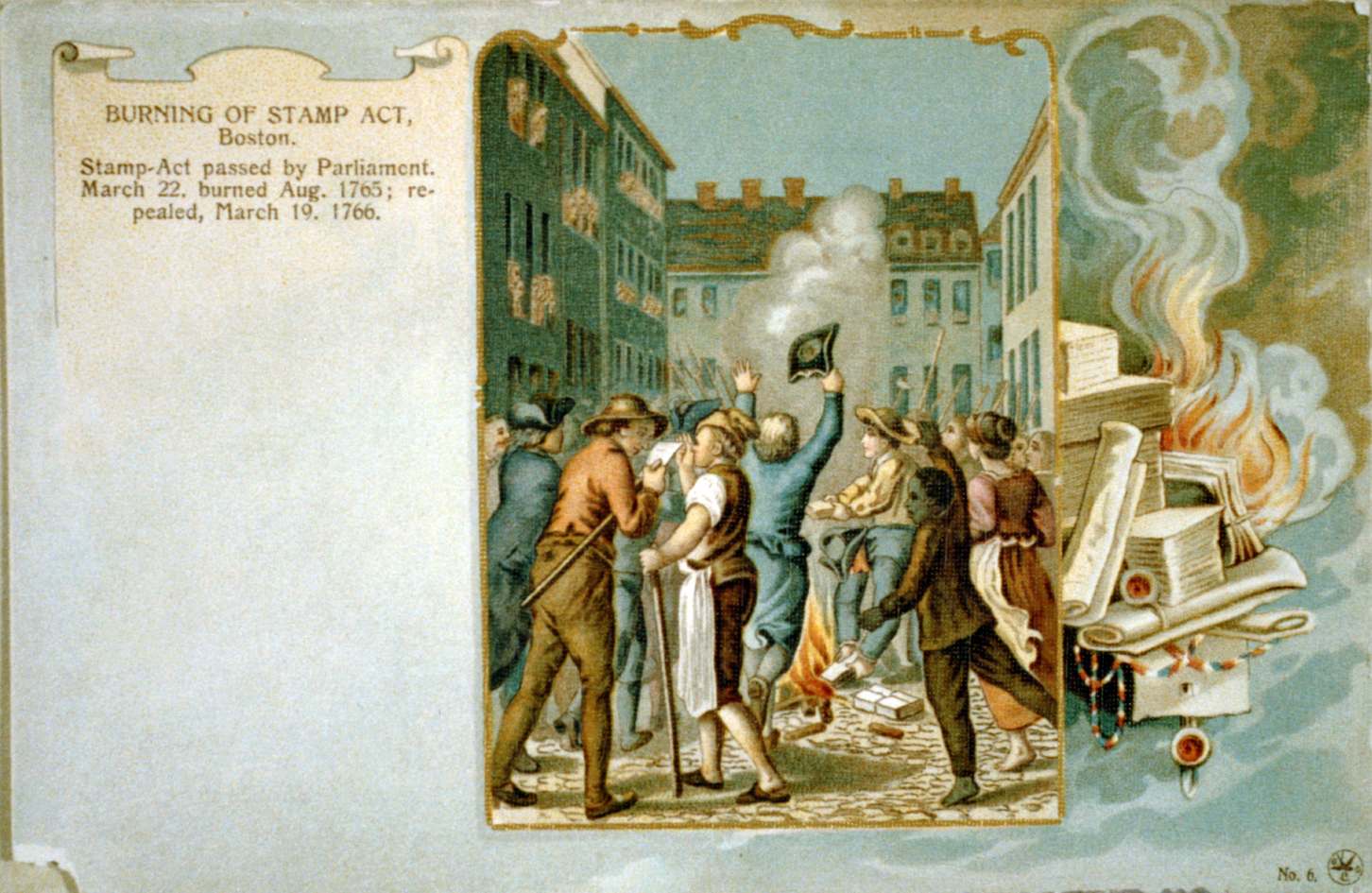
Revoltele anti-Stamp Act

La câteva săptămâni, populațiile din Rhode Island, New York, New Hampshire, Connecticut, New Jersey, Virginia, Maryland, Carolina de Sud, Pennsylvania, Carolina de Nord și Georgia s-au revoltat. În toate coloniile au apărut grupuri organizate de Fii Libertății. Distribuitorii de timbre au fost nevoiți să părăsească orașele. În New York, masele răsculate au asediat garnizoana bateriei de artilerie, au incendiat trăsura oficială a viceguvernatorului și au distrus casa maiorului. În celelalte colonii, comerțul continuă, ignorând legea timbrului. Parlamentul și-a început sesiunea, iar subiectele despre răzmerițele din America canalizau discuțiile.
Guvernul Rockingham a trebuit să pacifice o revoltă provocată de politică dusă de oponenții săi. Parlamentul era inundat de plângeri din partea negustorilor. Întregul comerț era stopat cu coloniile, iar mii de negustori, manufacturieri, marinari și lucrători se aflau într-o situație disperată. În coloniile americane, mișcarea de boicot a produselor britanice a cuprins mase largi. Exportul britanic a scăzut în colonii cu 15%. Instanțele judecătorești și curțile viceamiralității au fost închise temporar, constituind o lovitură grea pentru britanici, iar în octombrie, 200 de negustori din New York au semnat o convenție prin care se obligau să nu mai importe nici un produs englez până când legea timbrului nu va fi retrasă. În cadrul dezbaterilor în Camera Comunelor, William Pitt a cerut anularea legii.

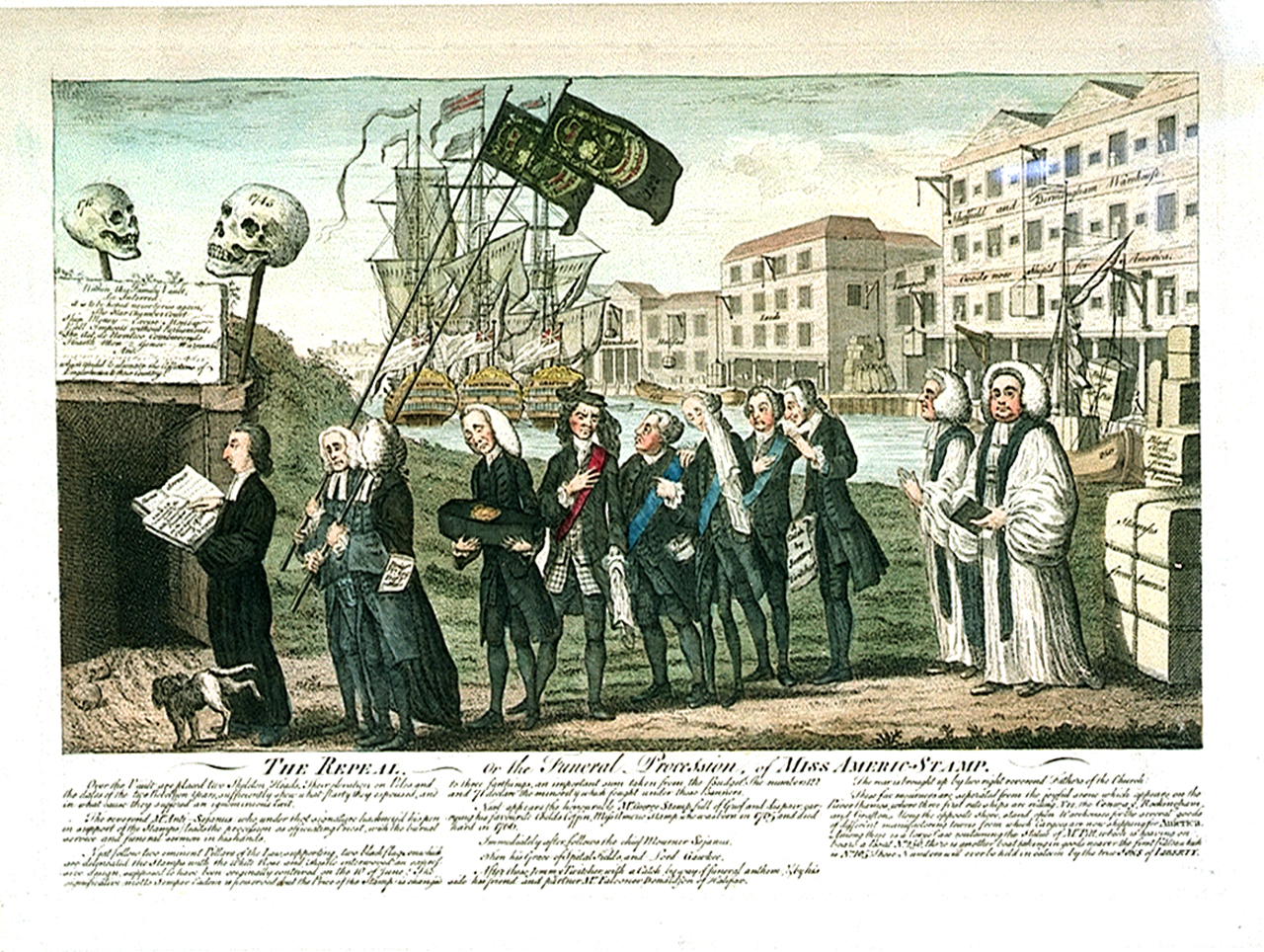
Moartea legii timbrelor reprezentata intr-o caricatura

În ianuarie 1766, Benjamin Franklin a explicat parlamentului britanic că orixe taxa impusă va fi considerată de americani ca fiind anticonstituțională și nedreaptă.
Rockingham a supus Camerei Comunelor Legea declaratorie, prin care Parlamentul avea deplină autoritate să elaboreze legi privind coloniile americane și rezoluția pentru anularea legii timbrului în februarie 1766, ambele acte fiind adoptate. Vestea anulării legii a ajuns în America în aprilie, fiind primită cu victorie. Dar anularea legii timbrului nu avea nici un rost când coloniile își pierdeau alte privilegii.

### Legile Townshend

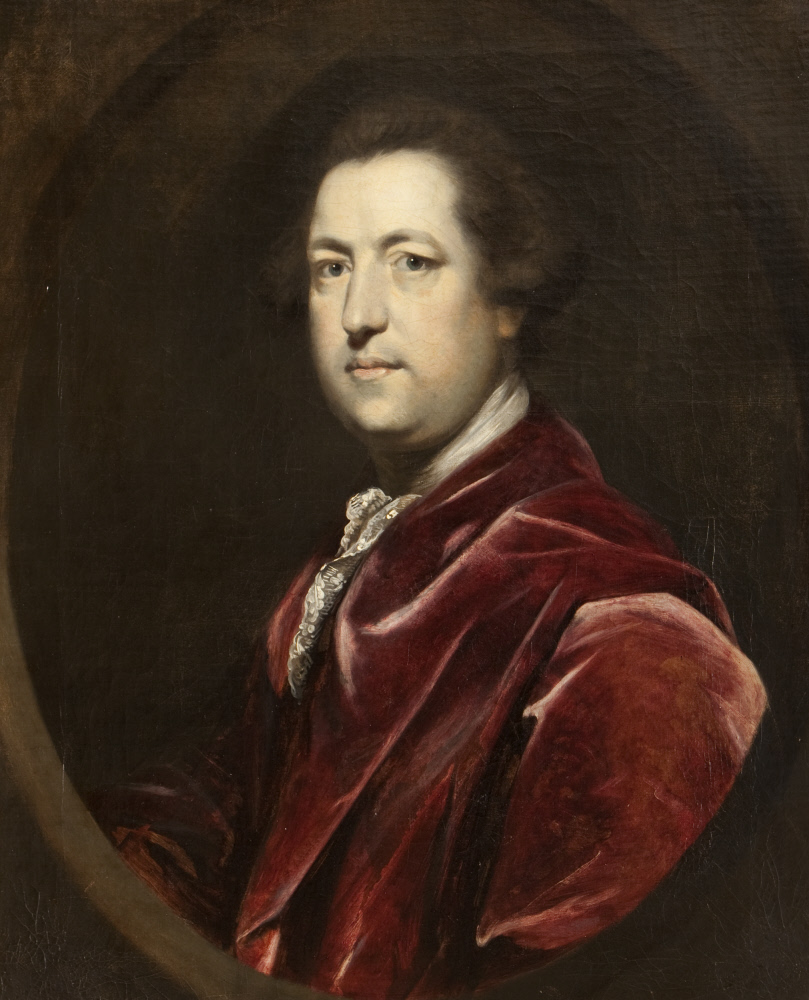
Charles Townshend

În martie 1766, parlamentul a ordonat despăgubirea celor care au avut de suferit de pe urma actelor de violență, iar vinovații aveau să fie aduși în față justiției. Cum impozitul funciar a fost redus în Marea Britanie, în iunie 1767, legile Townshend (numite dupǎ Charles Townshend ce a fost numit ministru de finanțe) au fost adoptate în Parlament, fiind impuse taxa de import pe sticlă, porumb, vopsele, plumb, hârtie și ceai. Contrabandiștii și-au crescut activitățile pentru a evita plata taxei. Numai ceaiul era adus în cantități mari. Taxele vamale aveau să aducă bugetului britanic 35 000-40 000 de lire sterline. Legile au intrat în vigoare în noiembrie 1767. Protestele și opoziția încep să capete forme din ce în ce mai organizate.
Coloniștii adoptă o formă de rezistență instituind boicotului asupra produselor din Marea Britanie.De asemenea, la nivelul câtorva colonii, adunările coloniale solicită abrogarea acestor legi.
În presa americană apar sub pseudonim o serie de articole, unul dintre autori fiind John Dickinson care a scris "Letters from a Farmer in Pennsylvania" și The Liberty Song.

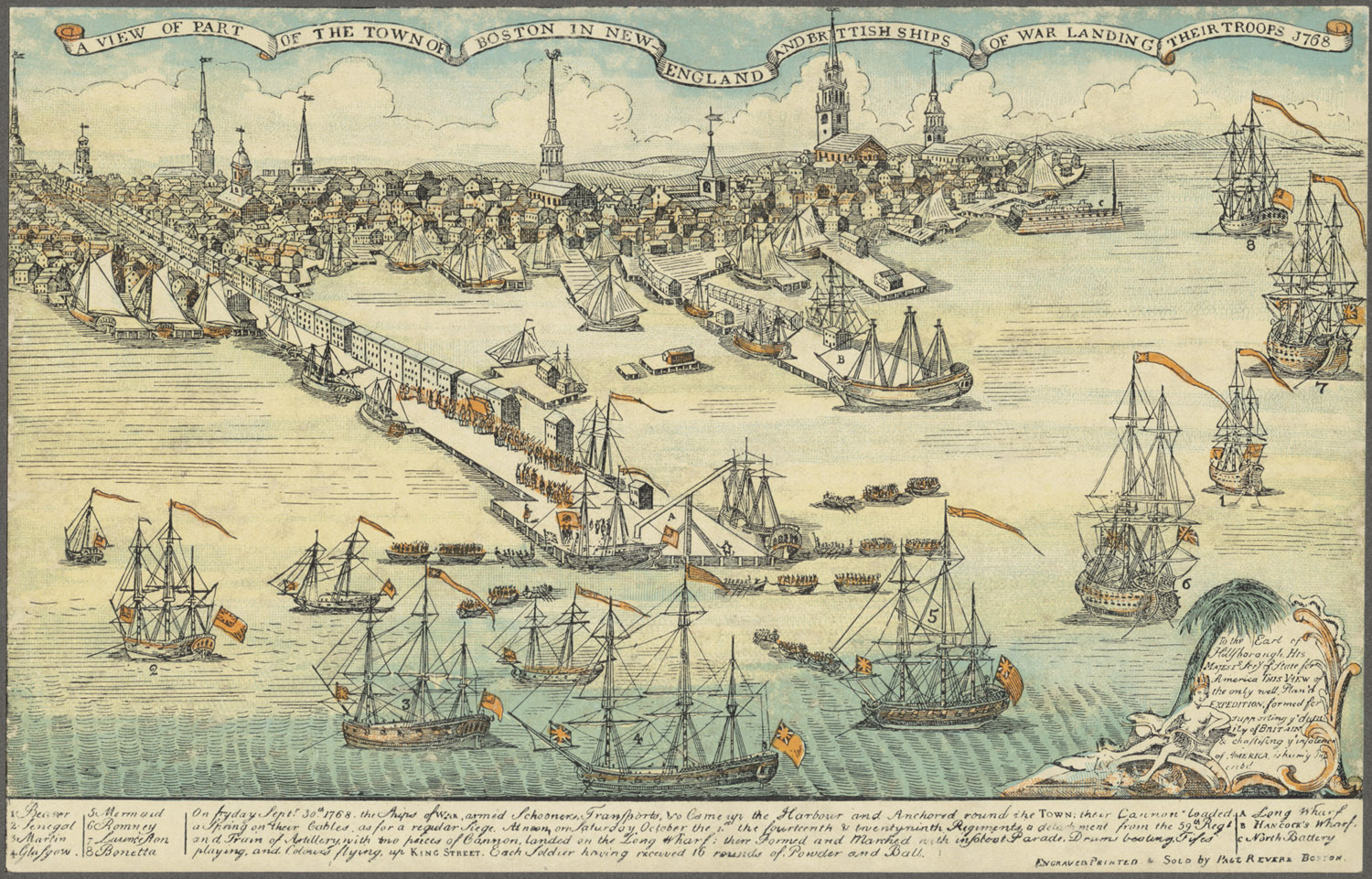
Boston în 1768

Bostonul a boicotat din nou produsele britanice, iar în 1768, s-a decis să nu se mai importe nici un produs englez în Noua Anglie. Muncitorii, meșteșugarii, negustorii și fermierii s-au constituit în asociații, boicotând produsele britanice. Au urmat violențe în New York și în Boston. O încăierare sângeroasă cu răniți de ambele părți a avut loc la Golden Hill, în New York. 

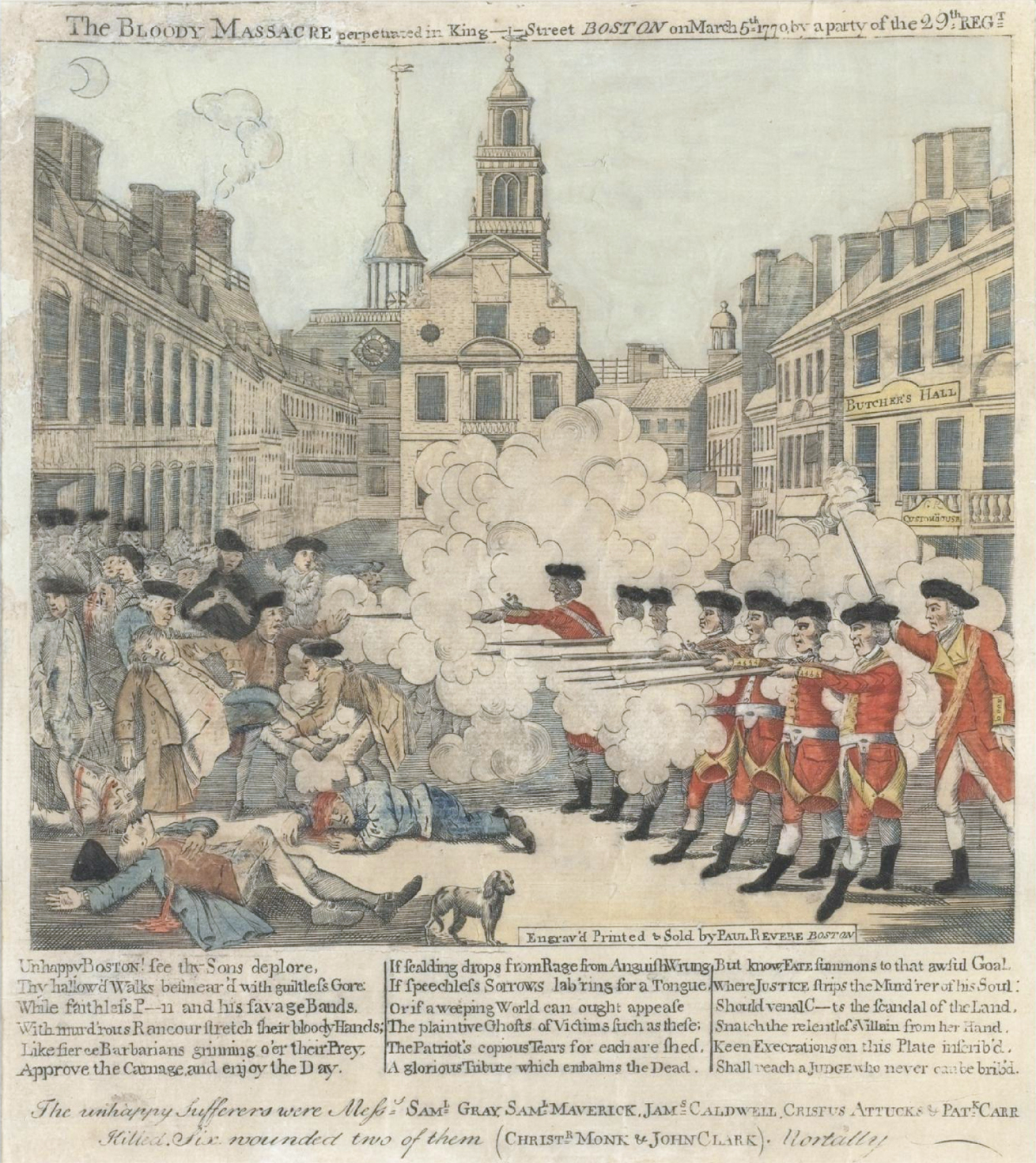
Masacrul de la Boston

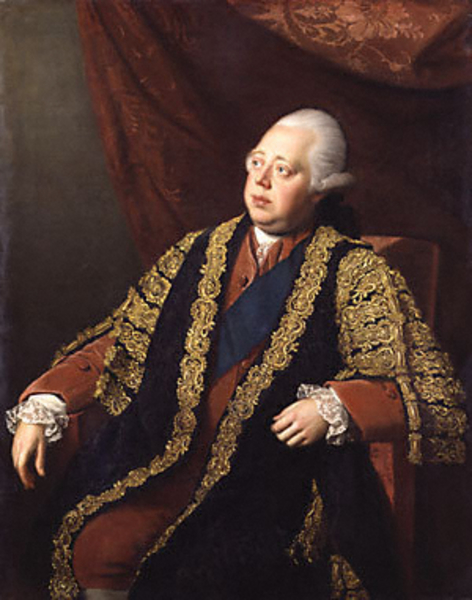
Lord North

George III a avut un rol major în escaladarea crizei. Încearcă prin promovarea Lordului North ca prim-ministru în 1770 să pună presiune asupra coloniilor.
În ziua de 5 martie 1770, bătaia dintre cetățeni americani și soldați britanici pe una din străzile Bostonului s-a transformat într-un adevărat masacru, un detașament de soldați intervenind și deschizând focuri asupra mulțimii. Cinci cetățeni au fost uciși, printre care și un muncitor negru, și alți câțiva au fost răniți. Viceguvernatorul Hutchinson, la cererea maselor, a retras trupele din oraș pe insula Castle William. Boicotul a fost suspendat temporar, volumul comerțului britanic crescând din 1770 până în 1771.
Pe 21 august 1770, statuia ecvestră a regelui George al III-lea a fost dărâmată de pe soclu. Dar spre sfârșitul anului 1771, violențele au continuat, un vas fiscal fiind sechestrat la intrarea în Delaware de către un grup de câțiva oameni mascați ce s-au urcat pe vas și au legat echipajul, și au plecat într-o direcție necunoscută. În iulie 1772, vasul Gaspee a fost atacat de sute de oameni aflați în opt bărci, comandantul fiind rănit, iar vasul a fost ulterior incendiat. Apare o altă formă de rezistență vigilentă: un prim comitet de corespondență (din Boston) care trebuia să supravegheze comportarea Metropolei și să stabilească relații și cu alte comitete din alte state.

### Legea Ceaiului

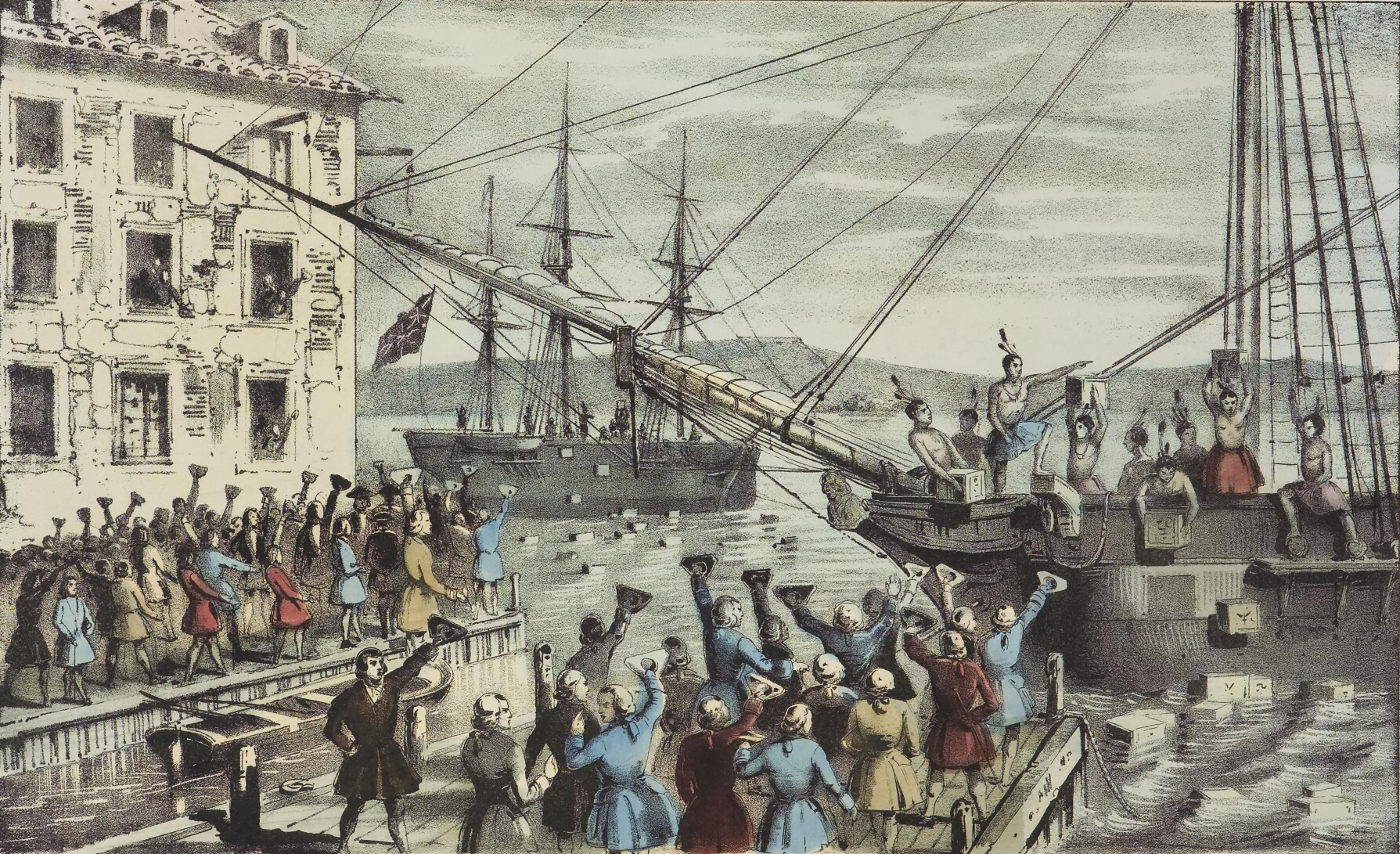
Partida de Ceai de la Boston

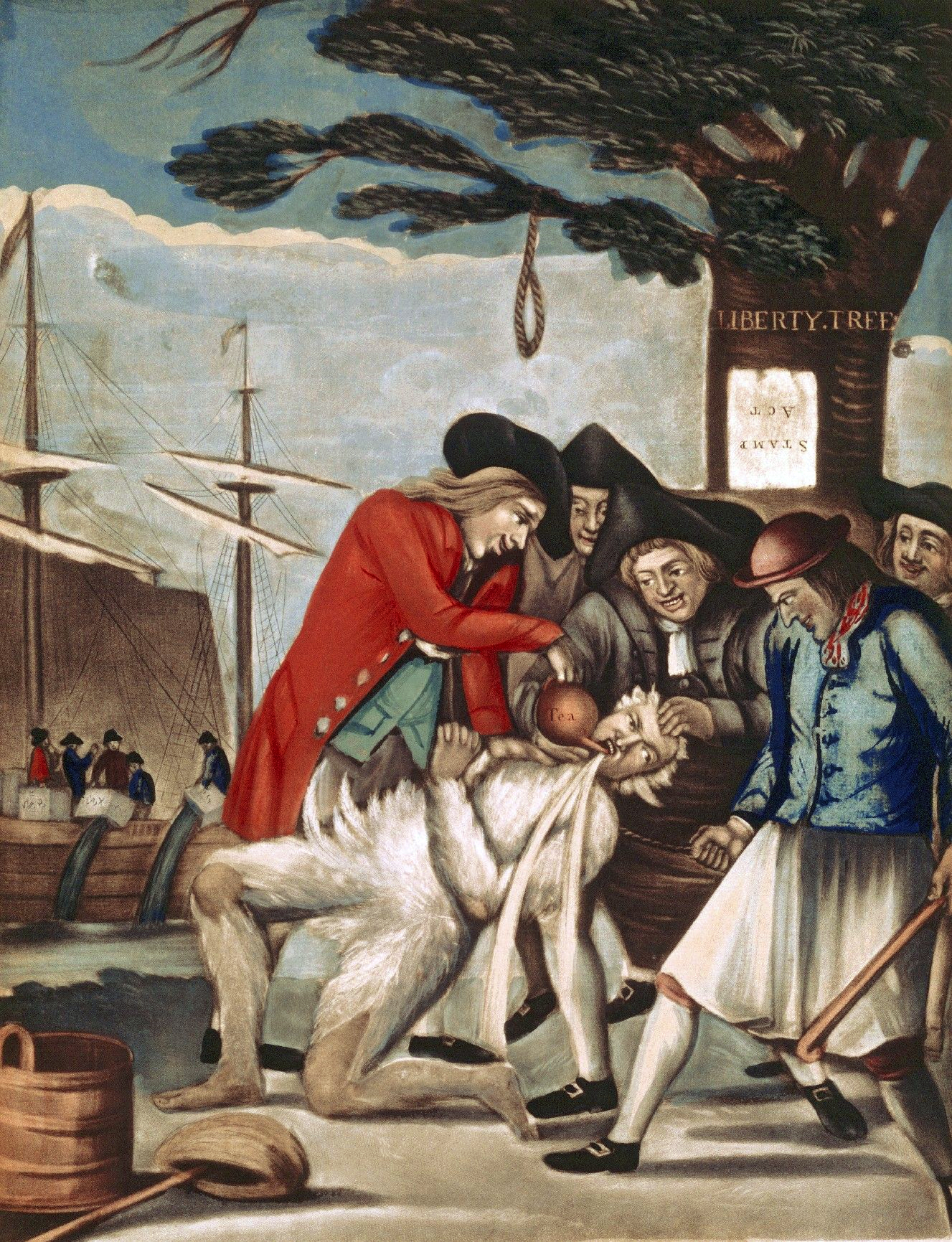
Locuitorii Bostonului l-au acoperit cu catran și cu fulgi pe un colector de taxe

În mai 1773, Parlamentul britanic a adoptat Legea Ceaiului (Tea Act), conform căreia Compania Indiilor de Vest capătă dreptul de export a ceaiului fără vamǎ, ceaiul fiind desfăcut în America prin agenții proprii. Fiind o lovitură dată contrabandistilor coloniali și negustorilor, comitetele de corespondență au intrat în stare de alertă, iar călăreții voluntari selectați transmiteau corespondență în colonii, iar în New York și Philadelphia se desfășurau demonstrații populare forțând comandorii vaselor de ceai să se întoarcă în Anglia cu mărfurile lor.
La Charleston, lăzile cu ceai au fost depozitate sub lacăt într-o magazine, rămânând acolo trei ani până când au fost rechiziționate în folosul revoluției. La sfârșitul lunii noiembrie au sosit în port trei vase încărcate cu ceai. 
În noaptea de 16 decembrie 1773, un grup de oameni deghizați în indigeni, sprijiniți de un cordon masiv de cetățeni s-au urcat în cele trei vase, au sfărâmat lăzile și au aruncat ceaiul în apele golfului, evenimentul rămânând în istorie drept “Partida de Ceai de la Boston” ce s-a propagat de-a lungul coastei Atlanticului.
Pe 25 decembrie, Vasul Polly a întâmpinat o mulțime de 8000 de oameni ce l-au convins pe căpitan să se întoarcă cu încărcătură. Nereușind să negocieze, mulțimea s-a urcat pe vas și a aruncat lăzile cu ceai în apă. Vasele încărcate cu ceai au fost incendiate la Annapolis și Greenwich, Dacă Compania nu avea să fie despăgubită cu contravaloarea ceaiului distrus-15 000 de lire, Parlamentul trebuia să admită că a pierdut controlul asupra coloniilor.

### Legea Quebec și Legile Represive

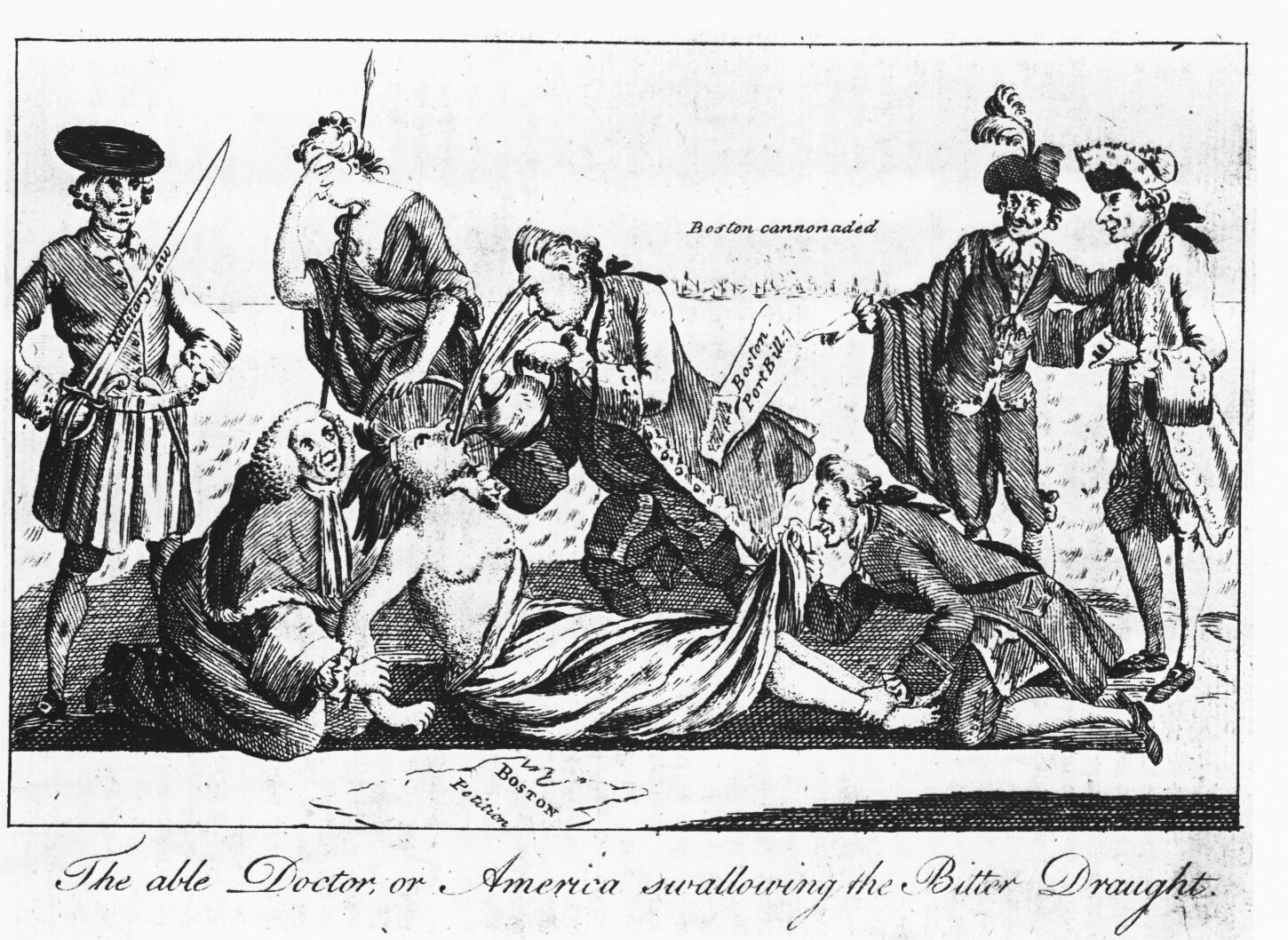
Caricatura: Lordul North, William Murray si John Montagu violeaza America

În 1774, parlamentul a legiferat Legile repressive, închizând portul Boston și instituind blocada. Persoanele învinuite de ofense și de împotrivire puteau fi judecate în America. Se anula patenta coloniei Massachusetts. Membrii Consiliuluii, ce erau aleși până atunci de Adunarea Legislativă, aveau să fie numiți numai de rege. În cele din urmă, s-a emis Quebec Act care prevedea privilegii speciale pentru biserica catolică și populației franci-canadiene și pentru alipirea Canadei cu teritoriul coloniilor. Având aceste drepturi, cei din Quebec nu se vor alătura Revoluției Americane. Se va așeza pe poziții de relativă neutralitate. Tot prin Quebec Act a fost stabilită frontiera dintre Canada britanică și celelalte colonii.

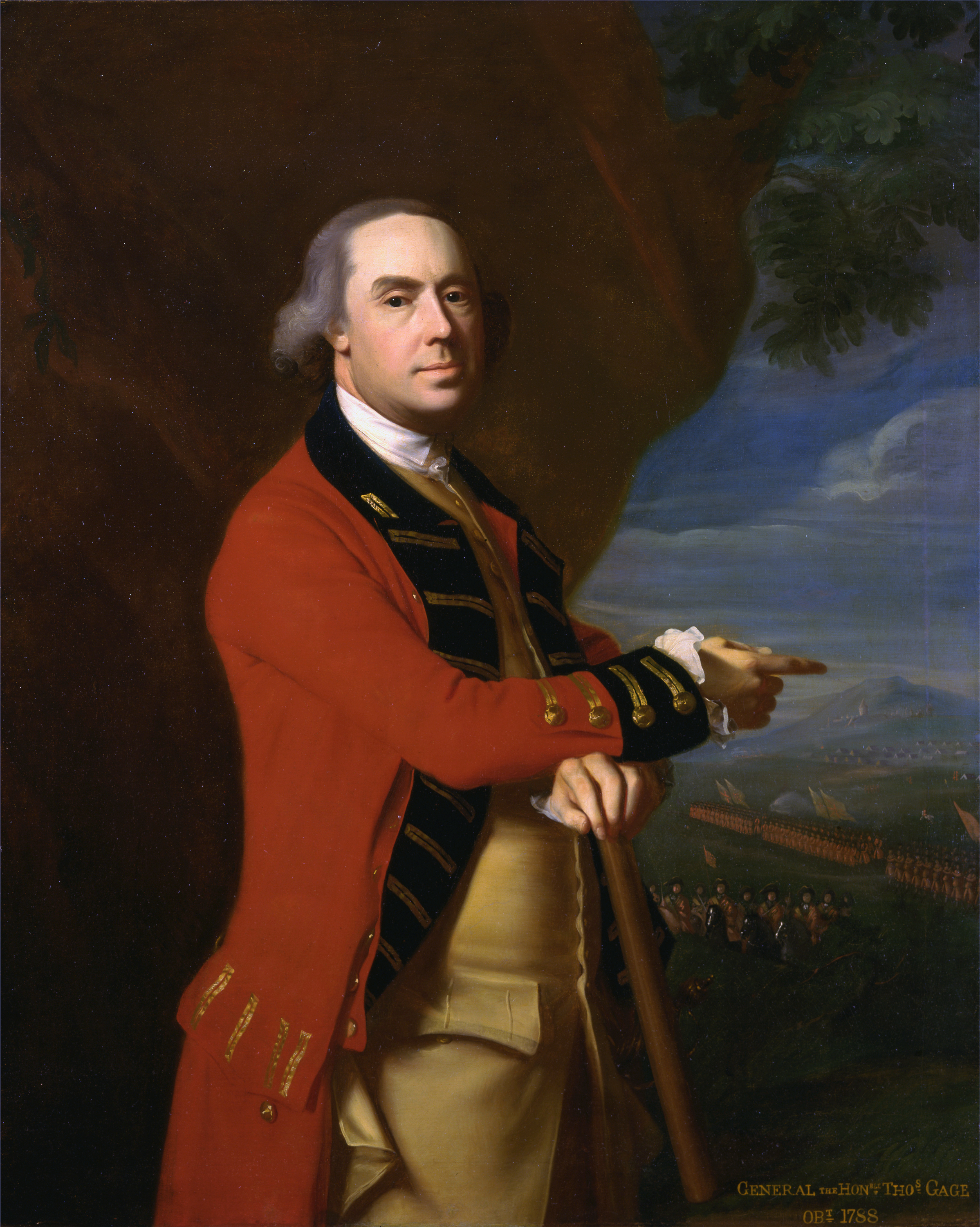
Thomas Gage

Guvernul britanic l-a numit guvernator în Massachusetts pe generalul Gage, înlocuind-ul pe Thomas Hutchinson . Dar valul de solidaritate cu Boston a străbătut America, Virginia, Carolina de Nord, Maryland și Connecticut expediind spre Boston cantități de cereale, orez și alimente.

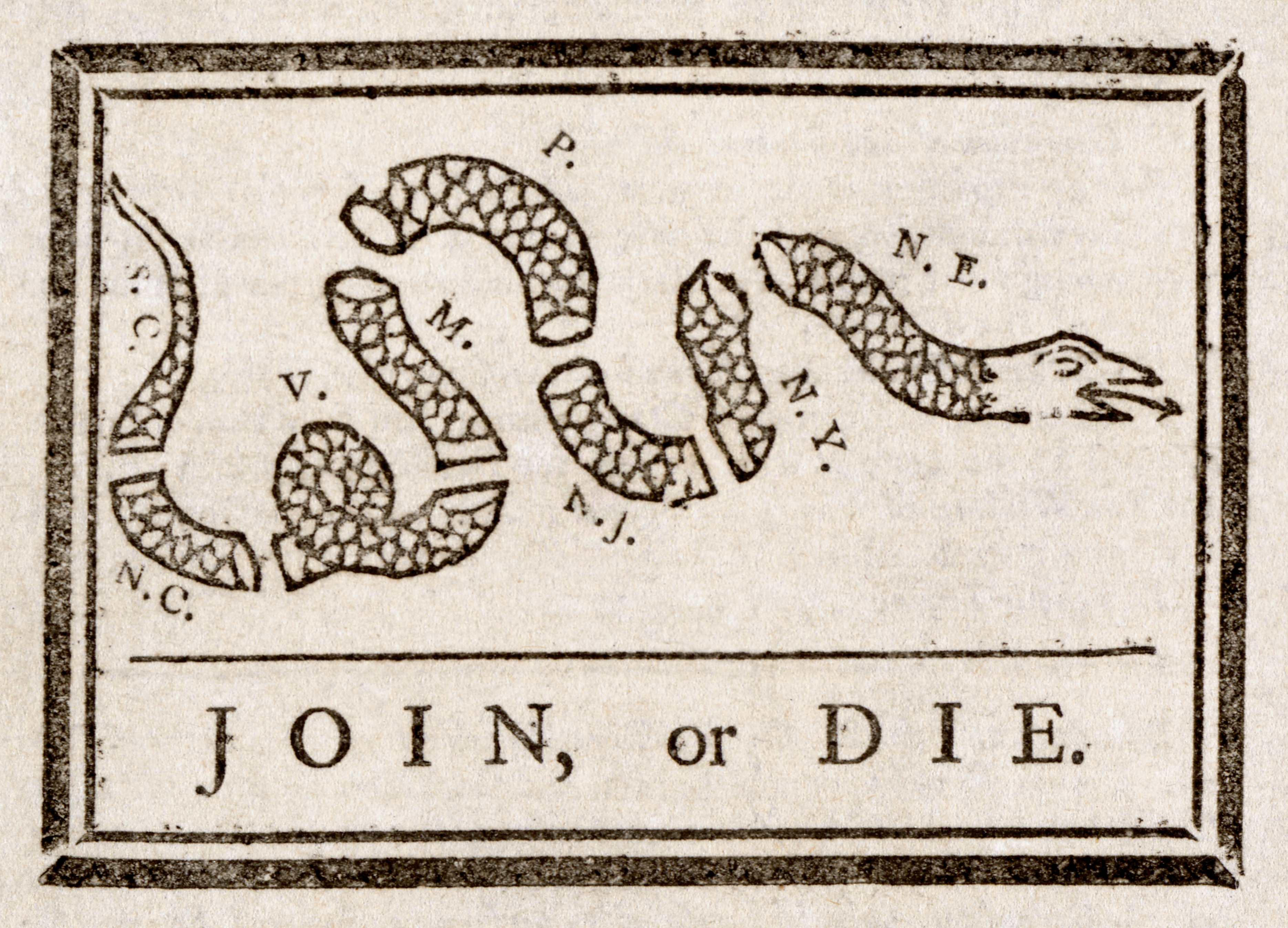
Benjamin Franklin - Join or Die

În mai 1774, în Newport din Rhode Island, a apărut manifestul “Ne unim sau murim” (Join, or Die) creat de Benjamin Franklin în 1754. Chiar dacă Adunarea legislative a Virginiei a fost dizolvată de guvernator, membrii s-au reunit în sala Apollon din hanul Raleigh pe 18 iunie 1774, pentru a invita coloniile să-și trimită reprezentanții la un congress continental. Comitetele de corespondență din Philadelphia și New York au răspuns propunerii făcută de Boston, pronunțându-se pentru convocarea unui Congres Intercontinental. 
În Rhode Island, Massachusetts, Pennsylvania, delegații au fost aleși în cadrul Adunărilor legislative, în New Hampshire, Maryland, New Jersey, Delaware, Virginia și Carolina de Nord de către convenții convocate și adunări orășenești, în Connecticut de Comitetul de corespondență, în Carolina de Sud de un miting de la Charleston, în New York-comitetele Fiilor libertății și altor organizații.
Între noiembrie 1774-august 1775, s-a elaborate o rezoluție privind interzicerea importului de produse engleze și a tutunului. Thomas Jefferson a elaborat un proiect pe care avea să-l prezinte Connvenției, iar prietenii săi l-au tipărit sub aspectul unui pamphlet: O privire sumară asupra drepturilor Americii Britanice. Thomas Jefferson a denunțat legile parlamentului privind comerțul și navigația.
În august 1775, a apărut pamfletul lui James Wilson, militant radical din Philadelphia: Considerații despre natură și extinderea autorității legislative a Parlamentului britanic.

## Primul Congres Continental

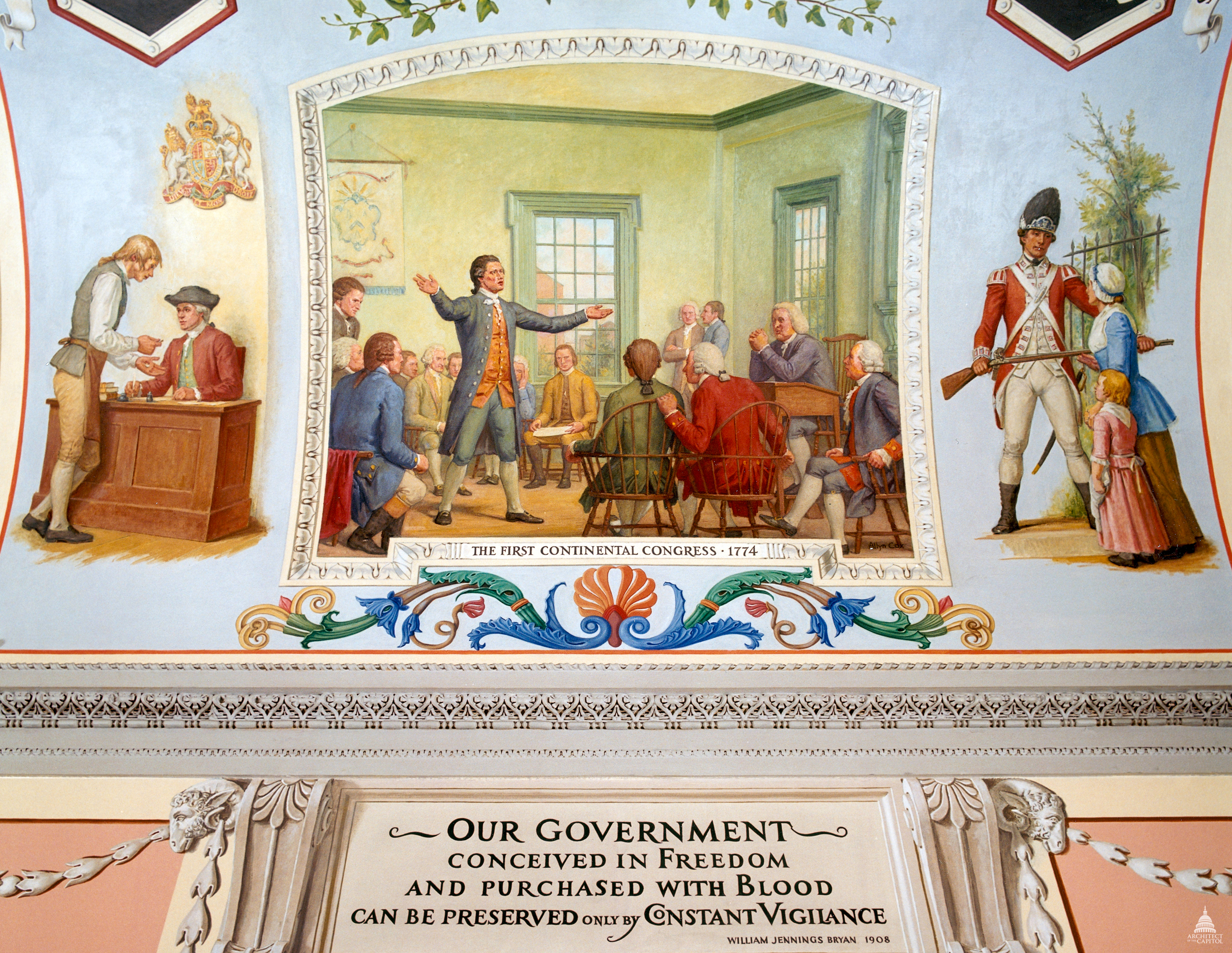
Primul Congres Continental

55 de bărbați, ce reprezentau 13 colonii, s-au dus în Philadelphia în septembrie 1774, jumătate fiind avocați, plantatori, negustori, funcționari, morari, hotarnici și dulgheri. Congresul și-a deschis lucrările pe 5 septembrie 1774, la Carpenters Hall. 

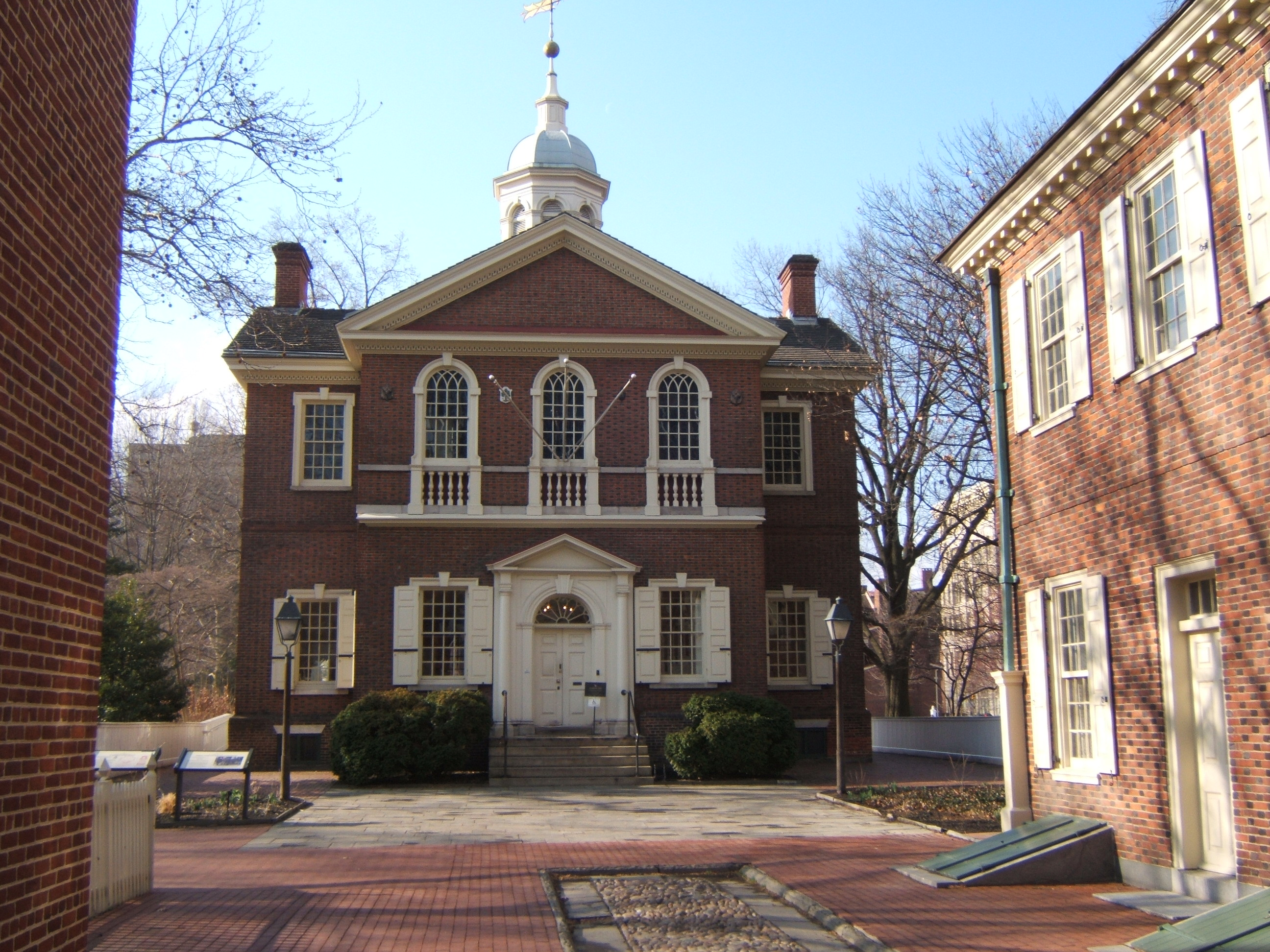
Carpenters Hall

Congresiștii erau divizați în două partide: radicalii ce doreau independența și conservatori-moderați ce predominau și doreau o conciliere cu Marea Britanie. Lucrările au fost influențate de Rezoluțiile de la Suffolk, adoptate la mitingurile organizate illegal în comitatele Milton și Suffolk, elaborate de Dr. Joseph Warren, colaboratorul lui Samuel Adams, ce declarau că America nu trebuia să se supună legilor represive britanice, să rupă relațiile comerciale cu Anglia și să cheme populația la luptǎ. Paul Revere a prezentat informații despre trupele britanice din Boston și planurile britanicilor. Patrick Henry susținea că “Noua Anglie” nu mai exista, susținând conceptul de "cetățean american". John Adams din Massachusetts și grupul de plantatori din Virginia ce erau conservatori, erau ostili Londrei. Joseph Galloway, conservator, speaker al Adunării legislative din Pennsylvania, a propus un Plan de uniune dintre Marea Britanie și Colonii pentru a garanta coloniilor legi proprii în cadrul imperiului. Se prevedea crearea unui parlament unicameral al tuturor coloniilor, în frunte cu un președinte general numit de rege, iar deputații să fie aleși de Adunările legislative coloniale. Planul a suscitat dezbateri aprinse, iar radicalii l-au respins.

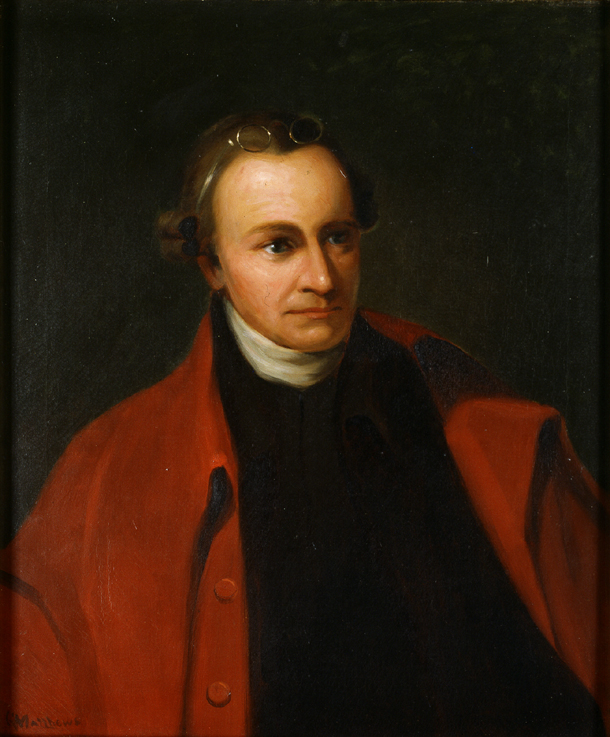
Patrick Henry

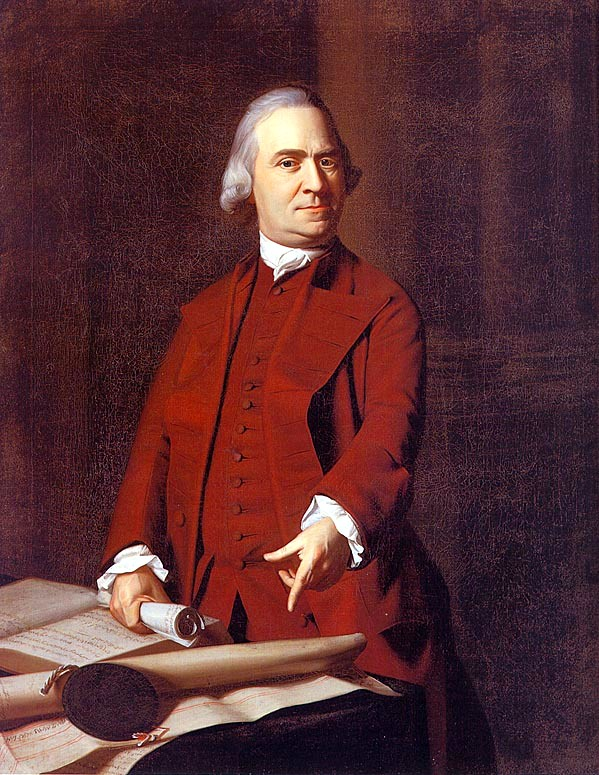
Samuel Adams

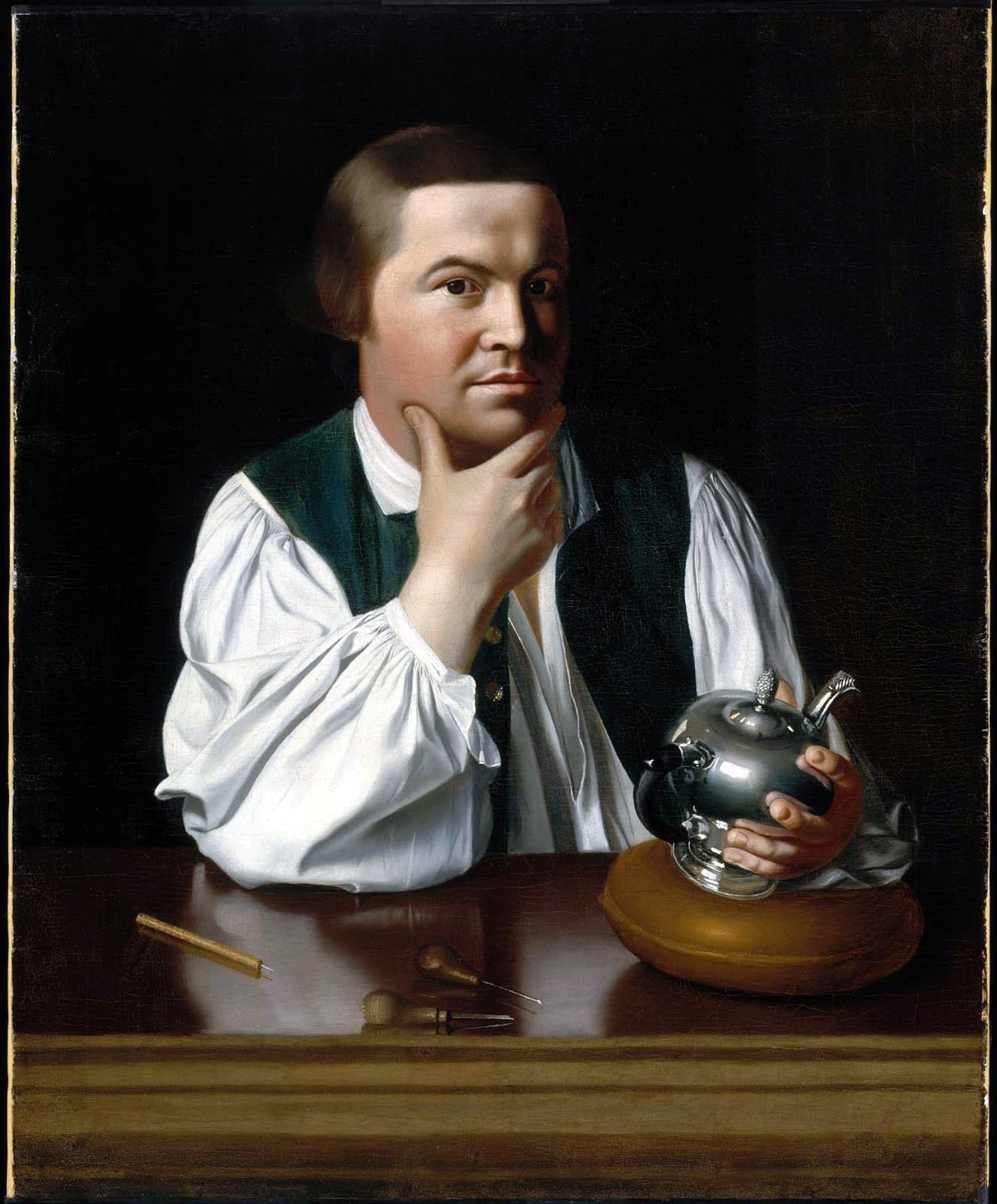
Paul Revere

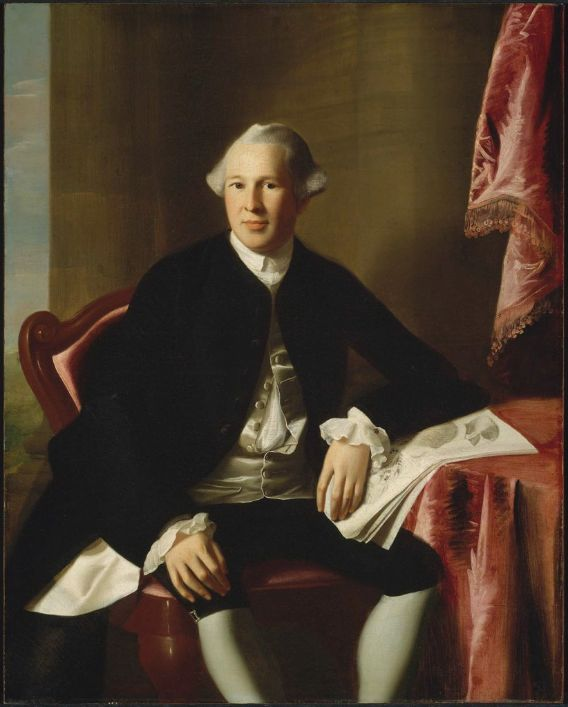
Joseph Warren

Pe 14 octombrie 1774, Congresul a adoptat “Declarația a drepturilor și nevoilor coloniilor” ce cuprindea teoriile constituționale susținute în pamfletele lui Thomas Jefferson și James Wilson. Coloniștii aveau dreptul la viață, libertate și proprietate, conform legii naturii, Constituției britanice și patentelor coloniale, nefiind și neputând fi reprezentați în Parlament. Era considerat un drept legiferarea prin propriile lor adunări legislative, acceptând voluntar legile parlamentului privind reglementarea comerțului exterior și nu prevedeau ideea vreunei taxe interne sau externe. Declarația cere anularea legilor represive. Congresul a adoptat un memoriu către rege și apeluri către poporul Marii Britanii și coloniilor engleze. S-a aprobat o serie de măsuri practice pentru organizarea rezistenței, fiind aplicate de Asociația Continentală, marcând începutul Revoluției Americane. Asociația a constituit un angajament solemn luat de delegați ca fiecare colonie de la 1 decembrie 1774 să înceteze orice formă de import de mărfuri din Marea Britanie și Irlanda. În cazul în care legile represive nu erau retrase, de la 1 octombrie 1775, exportul de produse americane către Marea Britanie înceta. Asociația prevedea crearea unui aparat pentru introducerea hotărârilor în practică. Congresul și-a încheiat lucrările pe 26 octombrie. Un alt congres avea să se întrunească în mai 1775 dacă plângerile coloniilor nu erau ascultate. Coloniile aveau de ales între supunere și independențǎ. Lungul declin al Imperiului Britanic începuse.
Deciziile Congresului au fost adoptate și popularizate în mitingurile orășenești și convențiile coloniale. Adunările de cătune și târguri erau organizate, fiind înființate comitele, ale căror membri aleși treceau la fiecare casă pentru a expune scopurile Asociației continentale, cerând populației să li se alăture, asmuțind furia și disprețul mulțimii.
Importul scădea vertiginous de la 2 milioane lire sterline în 1774 la doar 200 000 în 1775. Importul din Anglia la New York scăzuse de la 437 000 în 1774 la 1228 lire în 1775. Loialistii “tory” îndemnau la suspunere față de rege și parlamentul britanic. Dar aceștia erau linșați în plină stradă, unși cu catran, tăvăliți în fulgi și plimbați pe principalele străzi. Mărfurile negustorilor ce încălcau deciziile Asociației continentale erau confiscate și arse în piețele publice. În Virginia și Carolina, tribunalele au fost închise la termenele fixate pentru acțiunile pornite de negustorii britanici împotriva debitorilor. Fiecare comitat înarma o companie cu scopul pentru a se apară. Mulți moderați continuau să recunoască autoritatea parlamentului, denunțând acțiunea Congresului ca o trădare. Unii acceptau Congresul ca pe o guvernare de facto și se alăturau acțiunilor împotriva parlamentului.

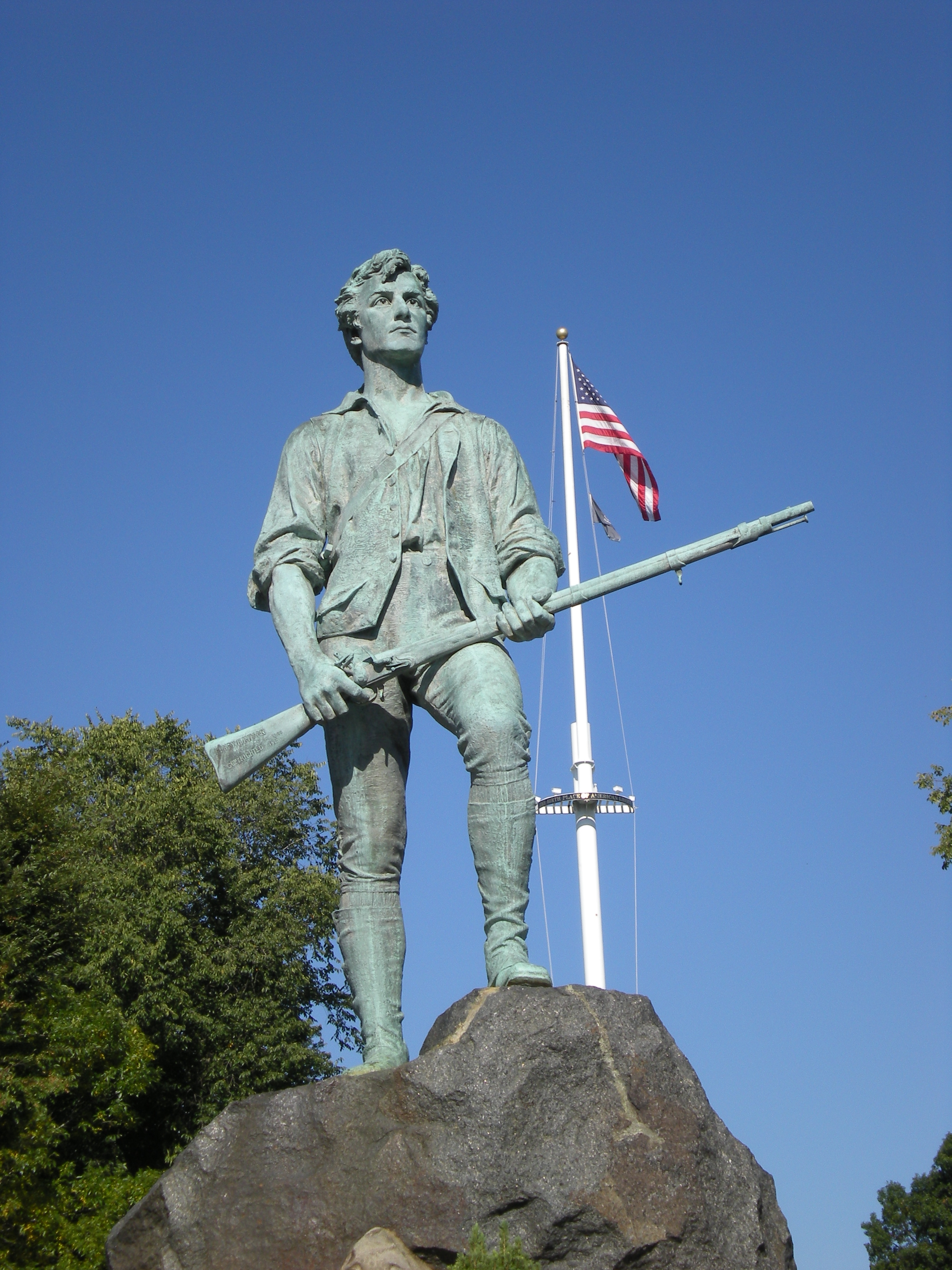
Statuia unui Minuteman de la Lexington

S-au format detașamente de voluntary denumite “minutemen”, soldați voluntari ce erau pregătiți să acționeze în orice minut și ce își procurau pe cont propriu o pușcă, baionetă, cartușieră, raniță și gloanțe. De două ori pe săptămâna, detașamentul făcea instrucție și se supunea ordinelor date de ofițerii aleși de către voluntari. Ofițerul sau soldatul, dacă nu-și îndeplinea datoria, era pasibil de o amendă de doi șilingi în folosul detașamentului. Se înrolau sute de oameni ce procurau arme și se organizau depozite secrete de armament, muniții și provizii. Mulțimile erau înfierbântate de “licoarea libertății”. Idei și opinii noi se propagau cu rapiditate și se înrădăcinau în conștiința revoluționarilor.
În toamna 1774, la Massachusetts au fost desfășurate alegerile pentru Adunarea Legislativă. Radicalii au obținut toate mandatele, majoritatea membrilor Consiliului, numiți fiind prin decrete regale, au renunțat la aceste numiri, iar guvernatorul, generalul Cage, refuză să convoace o nouă Legislativă și a ordonat dizolvarea. Adunarea a luat denumirea de “Congres al provinciei Massachusetts”, adoptând o serie de rezoluți cu caracter de lege. Legislativa revoluționară a înființat un Comitet de Securitate sub conducerea lui John Hancock, comitetul având rolul de a chema la lupta miliția provinciei, creând o rețea de supraveghere a mișcǎrilor trupelor britanice, organizând apărarea coloniei.
În iarnă 1774-1775, Comitetul de Securitate a luat măsuri pentru a achiziționa armate de 15 000 de soldați, înființând un depozit militar în orașul Concord. Congresul a numit cinci generali la comanda armatei, toți foști militari, participanți în Bătălia de la Louisbourg din 1745, Artemas Ward fiind numit commandant șef al trupelor provinciei Massachussetts. Generalul Cage era decis să mențină supremația parlamentului britanic, dar cunoscând slăbiciunea forțelor sale, a evitat să deschidă ostilitățile în mod deschis, așteptând să sosească întăriri britanice suficiente. 

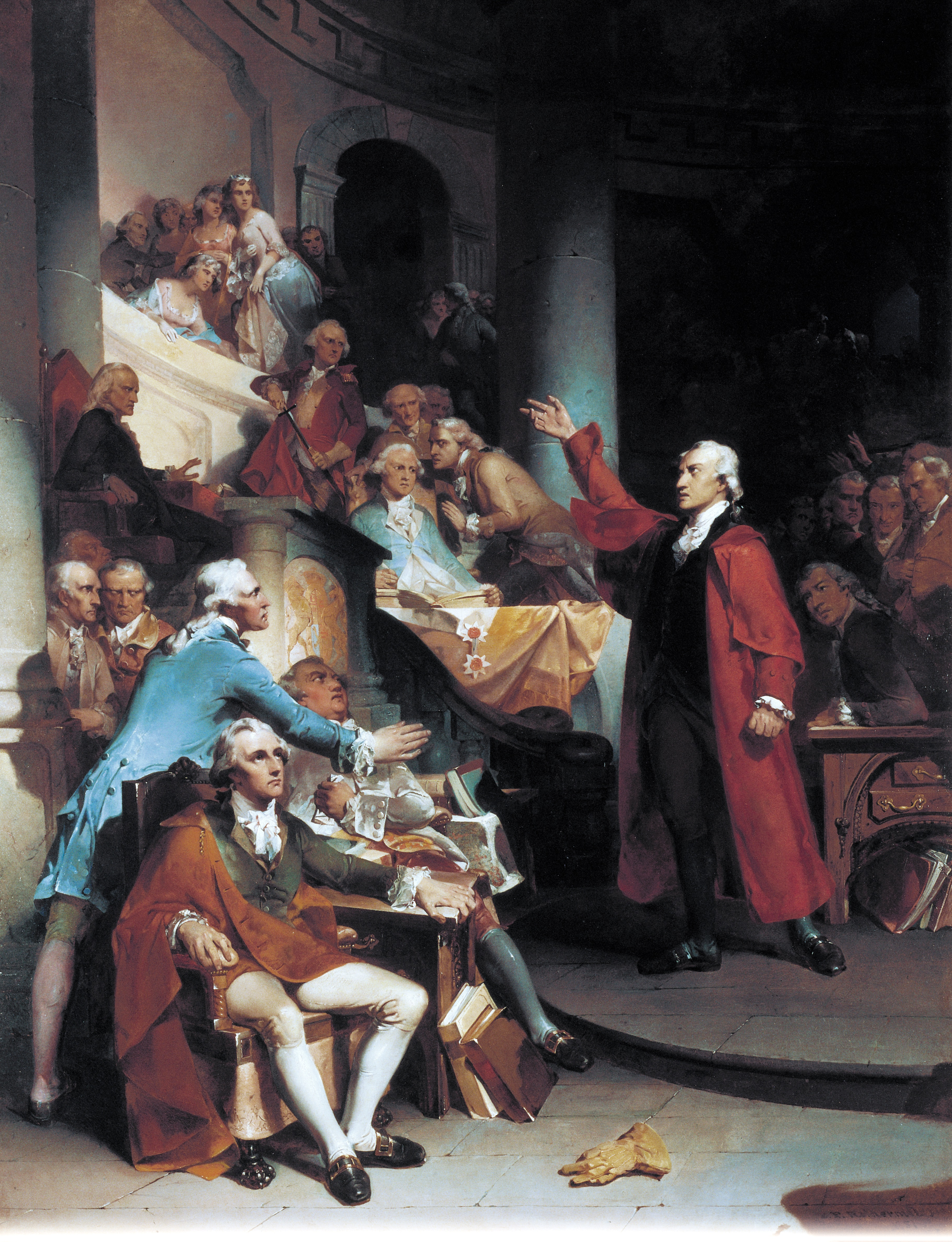
Patrick Henry la Adunarea Virginiei

La începutul anului 1775, în comitatele Virginiei s-au desfășurat alegerile pentru cea de-a două Convenție a provinciei. Convenția s-a întrunit în martie și a preluat conducerea efectivă a Virginiei. Pe 23 martie, Patrick Henry a susținut un discurs ce a înclinat balanță în favoarea acordării trupelor coloniei Virginia de către legislative, militând pentru războiul de eliberare de sub subjugarea britanică, cerând mobilizarea imediată, încheind cu “Give me liberty, or give me death!”

## Primele bătălii

Paul Revere calarind

Ura împotriva stăpânirii britanice se extindea, iar guvernanții britanici dovedeau că erau neputunciosi în a găsi un etalon rațional și o măsură pentru cetățenii americani. Lordul Chatham și Edmund Burke nu au putut determina Parlamentul să adopte o politică de conciliere. Susținut de majoritate, guvernul a decis să urmeze politică războinică a lordului North.
În ianuarie 1775, s-a ordonat guvernatorilor regali să împiedice alegerea delegațiilor la cel de-al doilea congres continental. La 27 ianuarie, contele Dartmouth comunica generalului Cage că i-au fost trimise întăriri și îi ordona să facă “uz de forță” pentru a restabili autoritatea britanică. S-a trecut la arestarea liderilor revoluționari din Massachusetts. Pregătindu-se pentru o intervenție armata, guvernul britanic a făcut un gest conciliator.
Pe 27 februarie, Parlamentul a votat legea propusă de North, în care coloniile aveau să aloce singure sume suficiente pentru apărarea lor, iar parlamentul se va abține în a impune o taxǎ. Dar s-a prezentat și o lege ce interzicea coloniilor din Noua Anglie comerțul cu o altă țară în afară de Anglia și de Indiile de Vest engleze, precum și pescuitul în “lumea nouă”. Legea a fost votată cu entuziasm pe 30 martie.
La 14 aprilie, generalul Gage a primit scrisoarea contelui Darthmouth în care îi oferea instrucțiuni pentru arestarea liderilor rebeliunii. Dintre liderii rebeliunii, Dr. Joseph Warren fusese în Boston și putea fi arestat, iar Samuel Adams și John Hancock se ascundeau în apropiere de Concord, la Lexington. Generalul Gage a decis să obțină controlul asupra depozitului cu materiale și provizii de război din Concord, fiind informat de spionii infiltrate în rândurile revoluționarilor. 700 de soldați, elita garnizoanei Boston au fost desemnați pentru operațiune în stare de alertă, momentul decisiv fiind fixat pentru 18 aprilie. Serviciul de informații organizat de Fii Libertății a funcționat cu precizie.
A doua zi, gărzile de la depozitul din Concord au fost avertizate. Înainte că trupele să fi părăsite barăcile, Paul Revere a gonit în noapte spre Lexington, un târg la cinci mile de Concord pentru a-i preveni pe Samuel Adams și pe John Hancock. După îndeplinirea misiunii, Revere, însoțit de William Dawes și doctorul Samuel Prescott, au pornit spre Concord. Tunicile Roșii au descoperit târziu secretul opratiunii, mișunând în jurul lor o mulțime de voluntari minutemen și milițieni. 

### Lexington & Concord

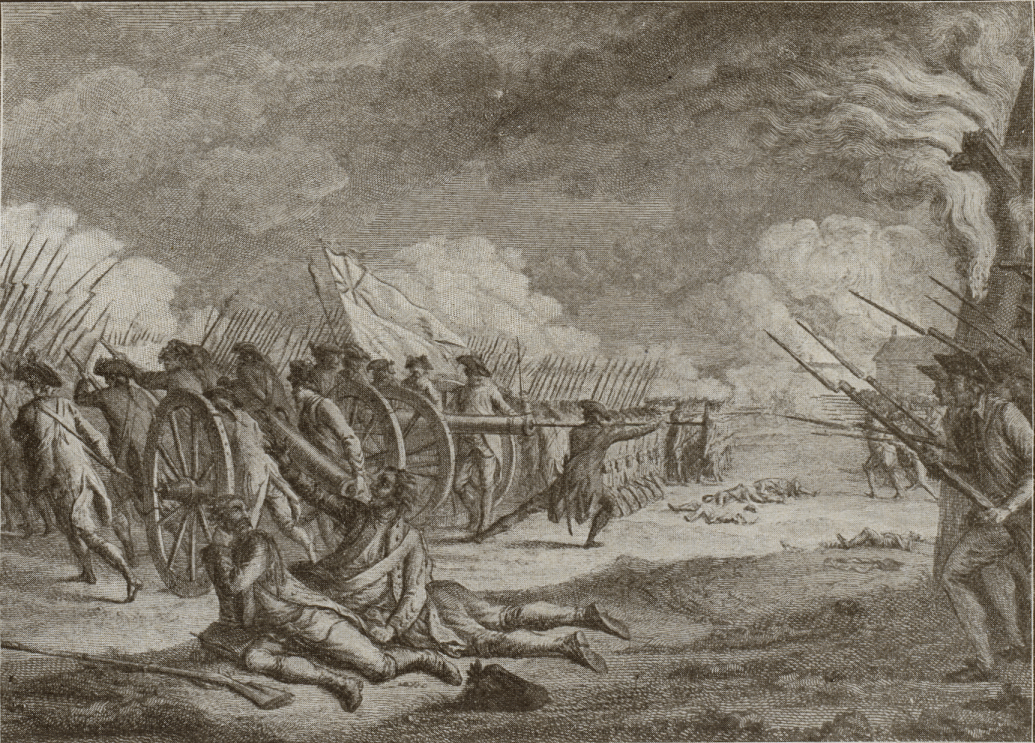
Batalia de la Lexington, 1775

La Lexington, britanici au fost întâmpinați de un detașament de 50 de voluntari. Nu se știe cine a tras primul, dar cert e că opt americani au fost uciși și zece au fost răniți, și doar un soldat englez a fost rănit. Britanicii au continuat să mărșăluiască spre Concord. La intrarea în târg se aflau sute de oameni. Britanicii au percheziționat fiecare casă, cea mai mare parte din armament și muniții fiind carate cu o zi înainte și îngropate în câmpurile din apropiere. Trupele britanice au găsit în schimb afete, roți de tun și butoaie pe care le-au distrus. La întoarcere, au fost urmărite de gloanțe, tunicile roșii retrăgându-se în fugă. Ajungând către amiază la Lexington, unde erau așteptați de 1250 de soldați trimiși de Gage, au pornit toți spre Concord, hărțuiți de rebeli. Fermierii din Sudbury, Bilerica, Reading, Waburn și din alte târguri, au gonit spre Concord. 73 de britanici au fost uciși, 53 au fost dați dispăruți, 174 de britanici au fost răniți și 49 de americani au fost uciși, 39 au fost răniți și 5 au fost dați dispăruți până la finalul zilei. Știrile despre Lexington și Concord s-au răspândit cu repeziciune.
Mișcarea revoluționară cuprindea mici fermieri, squatteri, meșteșugari și lucrători, negustori, armatori, toți nemulțumiți de legile britanice, plantatorii sudisti fiind loviți și ei de politică britanică. Conducerea mișcării se afla în mâinile negustorilor, plantatorilor și burghezilor radicali. Numai câțiva dintre lideri, o monoritate, erau pentru separarea imediată de Anglia, cei mai mulți nădăjduind pentru o înțelegere. Dar războiul începuse.
La 22 aprilie, detașamente de patrioți din Noua Anglie au încercuit trupele britanice din Boston. Congresul provinciei Massachusetts a autorizat înrolarea a 13 600 de soldați și apela la sprijinul celorlalte colonii pe 23 aprilie. Rhode Island, Connecticut și New Hampshire au decis să trimită 9500 de soldați la Cambridge, cartierul general al trupelor mobilizate de Massachusetts pe 20 mai.
În New York, revoluționarii au obținut arsenalul, vămile și depozitele orașului. Fii Libertății au fost informat că în port se aflau două vase britanice cu muniții destinate trupelor din Boston. Aceștia au împiedicat să iasă în larg și le-au descarcăt. În Virginia, John Harrover, servitor, învățător la școală de pe plantație, ales căpitan, a susținut mulțimea de voluntari la un concurs pentru selecționarea oamenilor, iar lordul Dunmore, ultimul guvernator al Virginiei, s-a pus sub protecția forțelor navale britanice.
La Savannah, capitală Georgiei, organizația revoluționară a preluat conducerea orașului. Generalul maior John Burgoyne, însoțit de generalii maiori William Howe și Henry Clinton, au sosit la Boston pe 25 mai 1775 pentru a întări comandamentul generalului Thomas Gage. Zece mii de simpli fermieri încercuiau 5000 de soldați britanici, iar detașamente de partizani din Massachusetts și New Hampshire au cucerit fortul Ticonderoga pe lacul Champlain, Crowd Point la nord de Ticonderoga și Fortul St. John din apropierea graniței cu Canada. Pe coastǎ, un grup de tăietori de lemne din Maine au capturat cuterul Margaretta ce aparținea forțelor navale britanice. 
Împins de generali, Gage a trecut la acțiune. La 12 iunie, a proclamat legea marțială și a anunțat că acordă iertare tuturor rebelilor care se vor supune, cu excepția lui Samuel Adams și John Hancock. Dar proclamația, redactată de Byrgoyne, stârnea mai degrabă amuzamentul decât teamă, fiind plină de fraze bobmastice și de fapte denaturate. 
Comandanții britanici au decis să ocupe peninsulele Dorchester și Charleston, Boston devenind inexpugnabil. Operațiunea a fost fixată pe 18 iunie și se prevedea amplasarea unor unități puternice și artilerie pe măgurile Breed’s Hill și Bunker Hill de pe peninsula Charleston. Comitetul de Securitate din Massachusetts a aflat. 

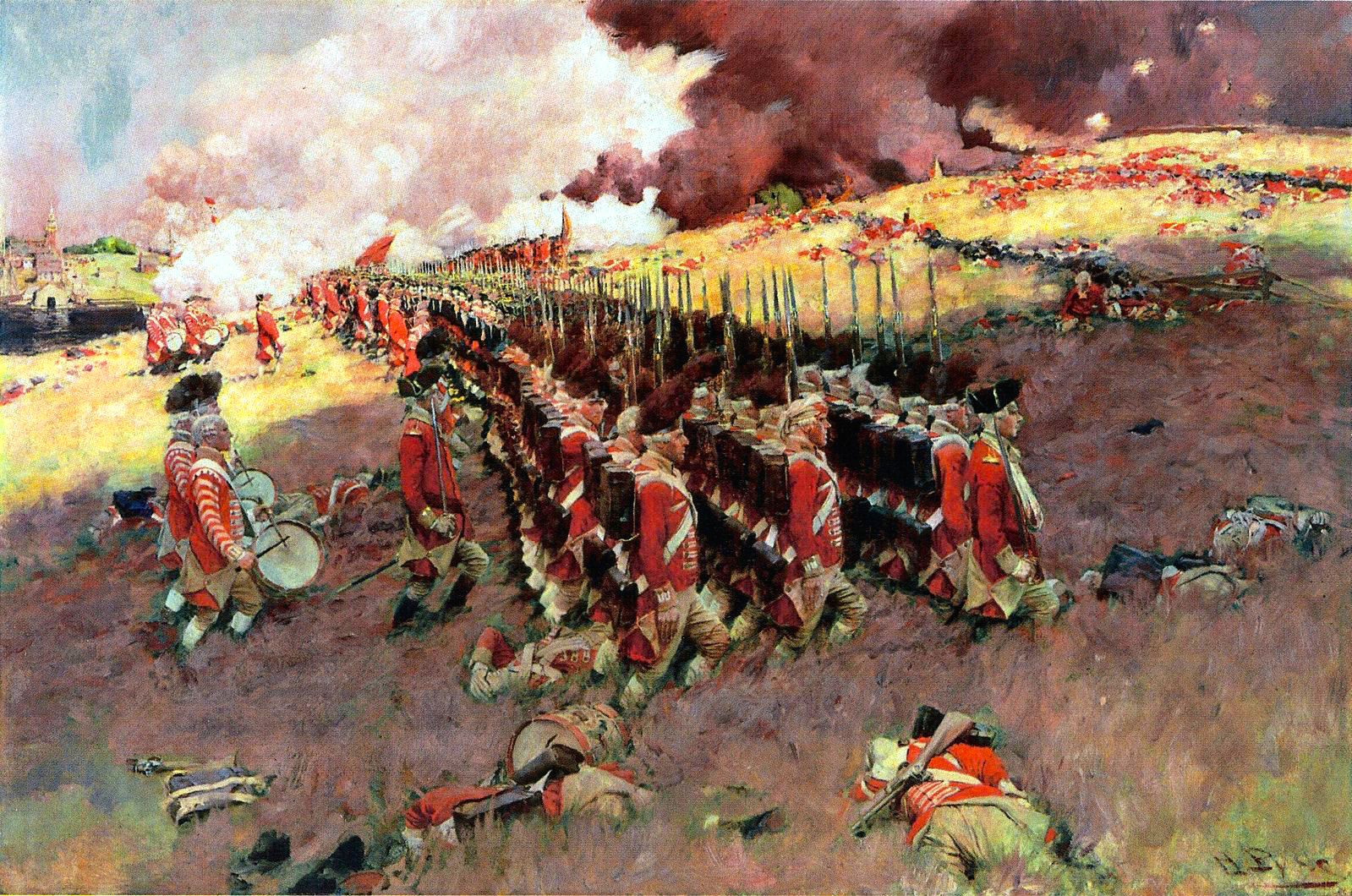
Bunker Hill

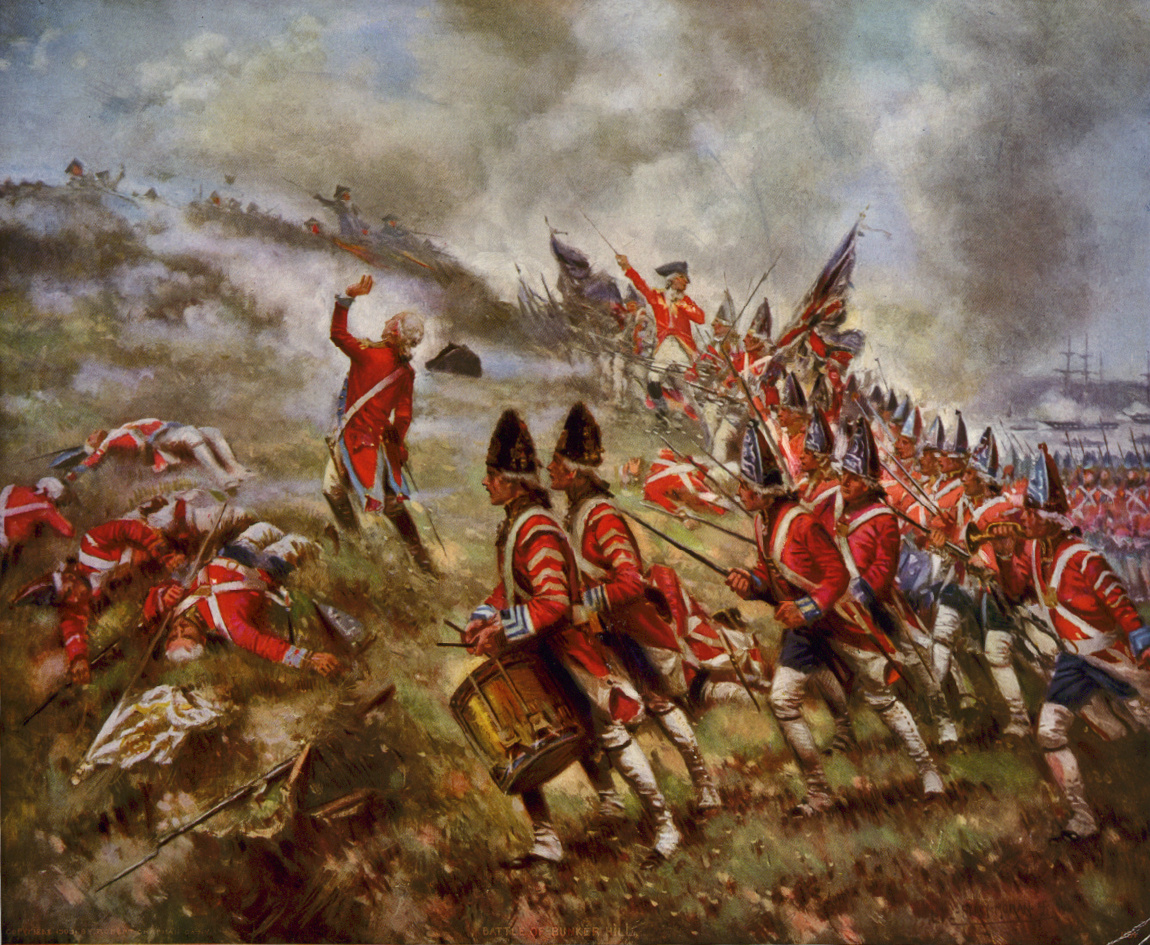
Bunker hill

### Bunker Hill
În seară zilei de 16 iunie, un detașament de 1200 de patrioți a ocupat măgura Breed’s Hill, mai apropiată de Boston și expusă atacurilor de flanc dinspre apă. Toată noaptea au lucrat la fortificarea locului. Ofițerii britanici, reconsiderând situația, au decis să atace, efectivele lui Gage ridicându-se la 6500 de soldați. 
În dimineață zilei de 17 iunie, generalul Howe, în fruntea a 2200 de soldați, a atacat frontal. Dar britanicii au fost secerați de rafalele de gloanțe americane, britanicii fiind determinați să se retragă. Howe și-a regrupat soldații și a reluat atacul, el personal conducând plutoanele de pe dreapta. Au fost respinși din nou cu mari pierderi. Primind întăriri de 600-700 de soldați din Boston, Howe a atacat a treia oară. 
Nemaiavând muniție, americanii au trecut la atacul cu baionetă, retrangu-se spre Bunker Hill. Deși erau inferiori numeric, se apărau cu îndârjire, având pierderi grele. Și-au dat seama că rezistență era imposibilă, iar colonelul William Prescott, comandantul American, a ordonat retragerea. Nu au fost însă urmăriți, americanii pierzând 115 soldați, printre care și dr. Joseph Warren, 305 de răniți și 30 de prizonieri dintre care 20 au murit. 

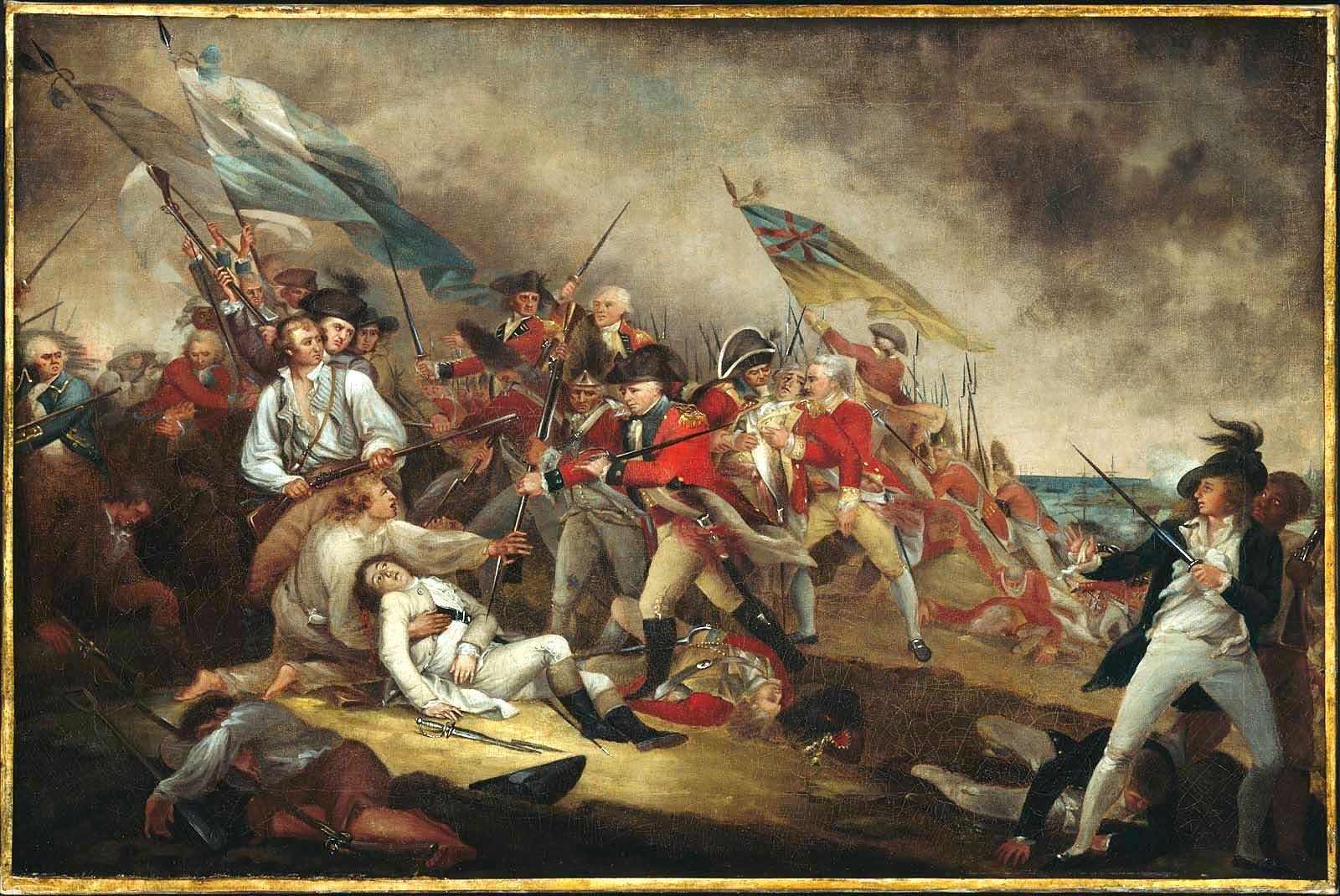
Moartea generalului Warren la Bunker hill

Britanicii au avut 19 ofițeri morți, 62 ofițeri răniți, 207 de soldați morți și 766 de soldați răniți. A fost o Victorie à la Pirus pentru britanici. Pentru a nu mai plăti prețul pierderii și a mai multor soldați, Gage a fost rechemat și Howe a preluat comanda trupelor britanice din America de Nord pe 10 octombrie 1775. 
Bătălia de la Bunker Hill a fost sângeroasă, iar victoria tactică britanică nu decidea nimic din punct de vedere strategic, capturând doar peninsula Charlestown, fiind doar o bătălie câștigate de britanici la un moment nepotrivit și la un loc nepotrivit, arătând americanilor de pretutindeni că o gloată de fermieri înarmați reușeau să încercuiască și sǎ respingă trupele regulate de două ori ale celei mai bune infanterii din lume.

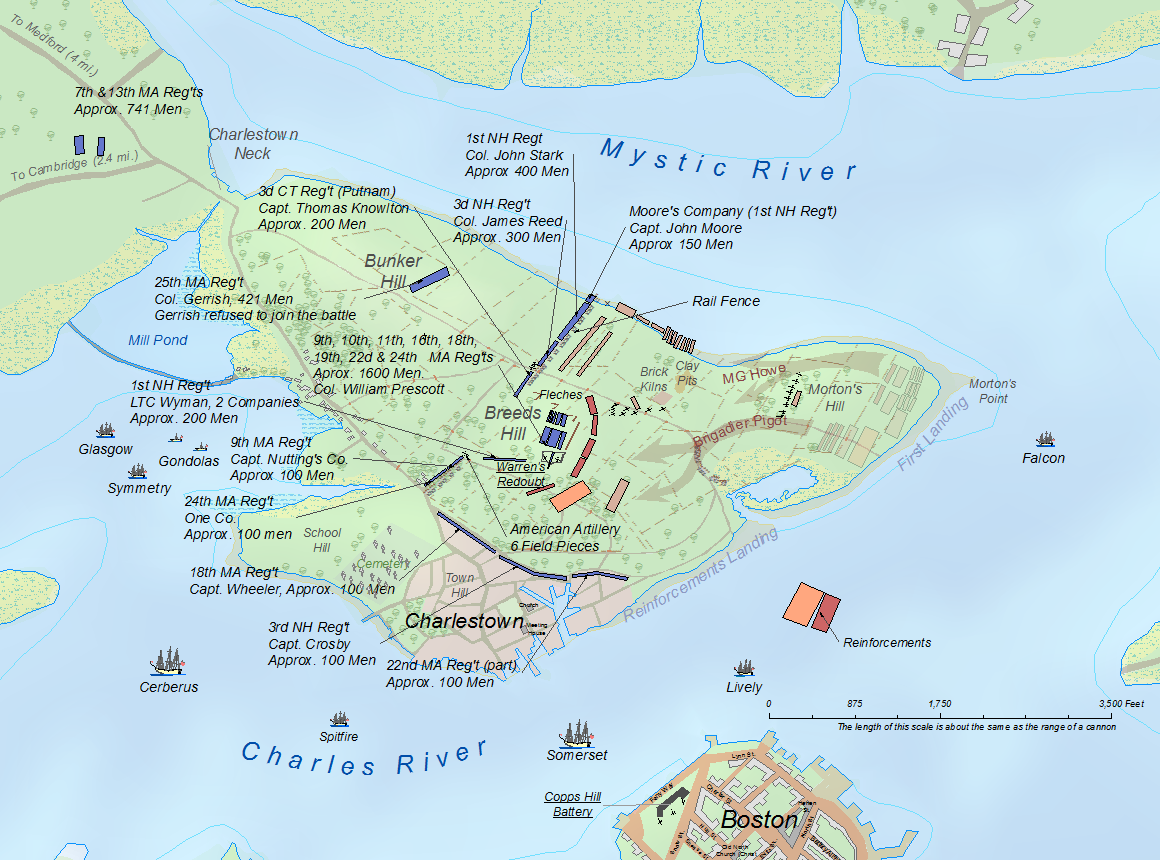
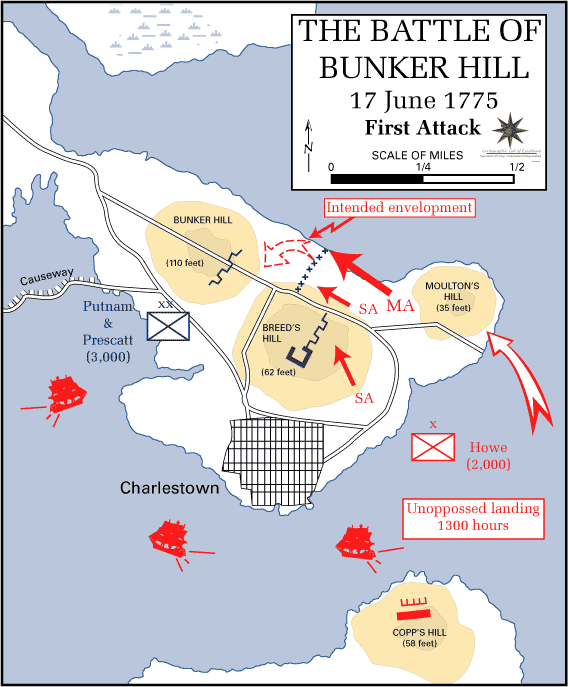
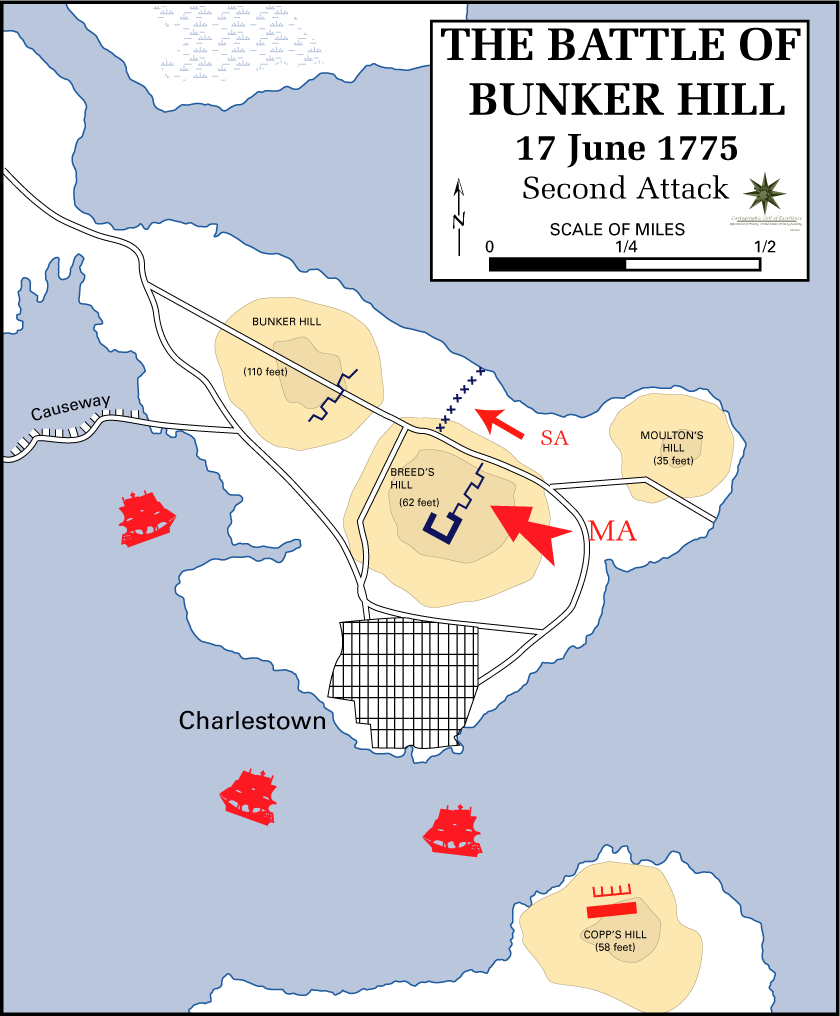
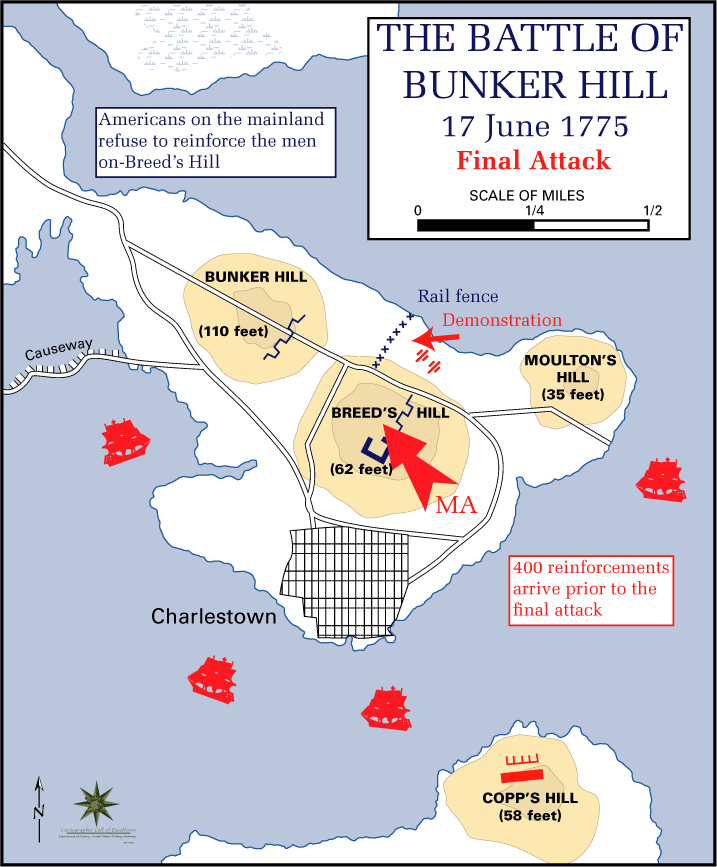

## Cel de-al doilea congres continental

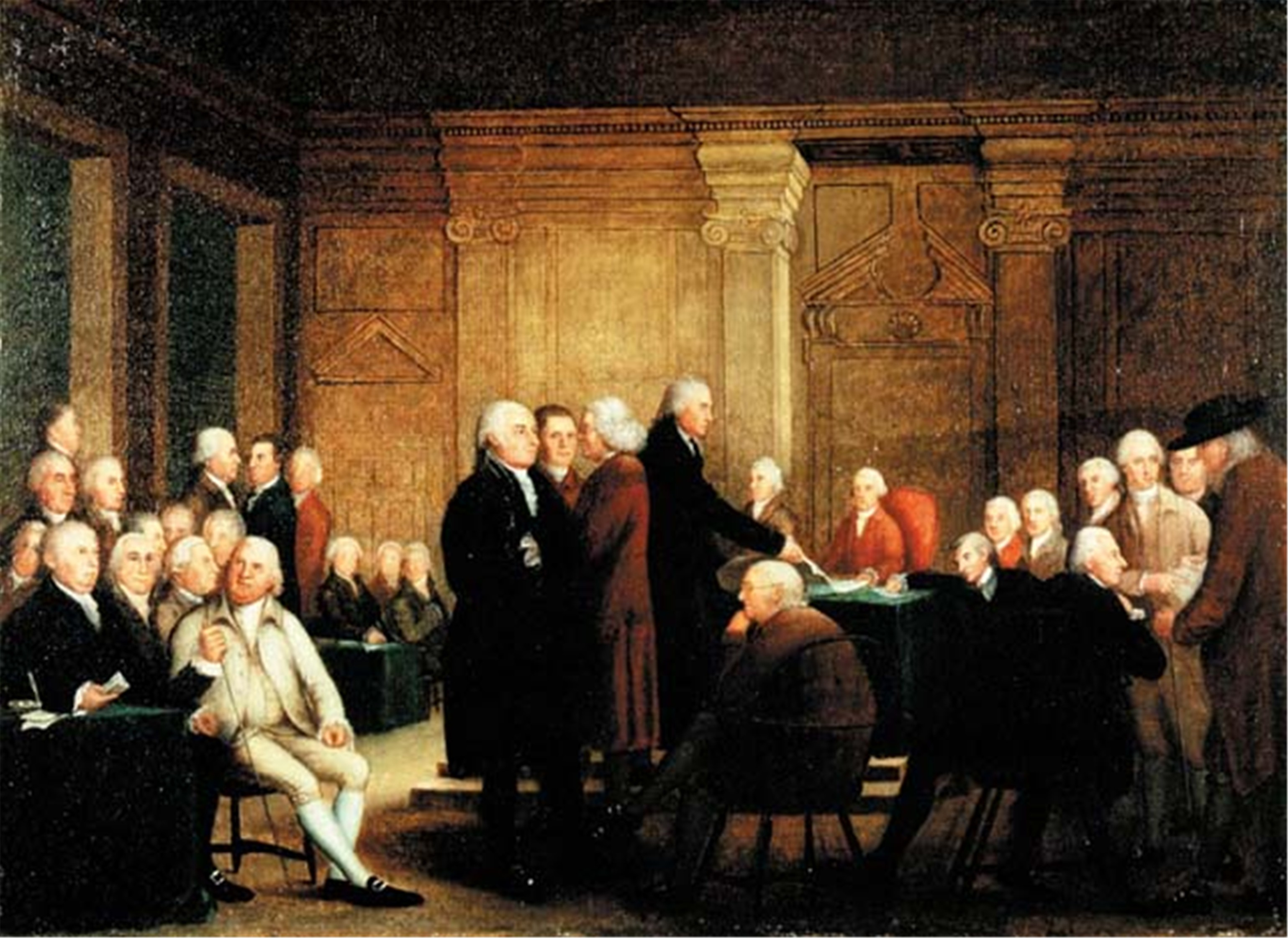
Cel de-al doilea congres continental

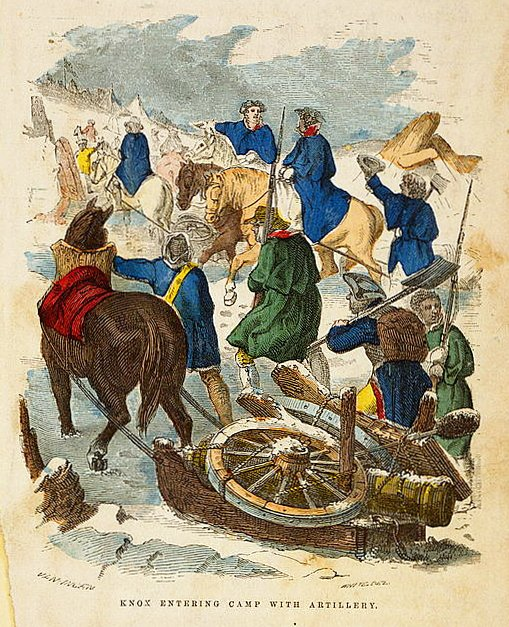
Henry Knox captureaza Fort Ticonderoga

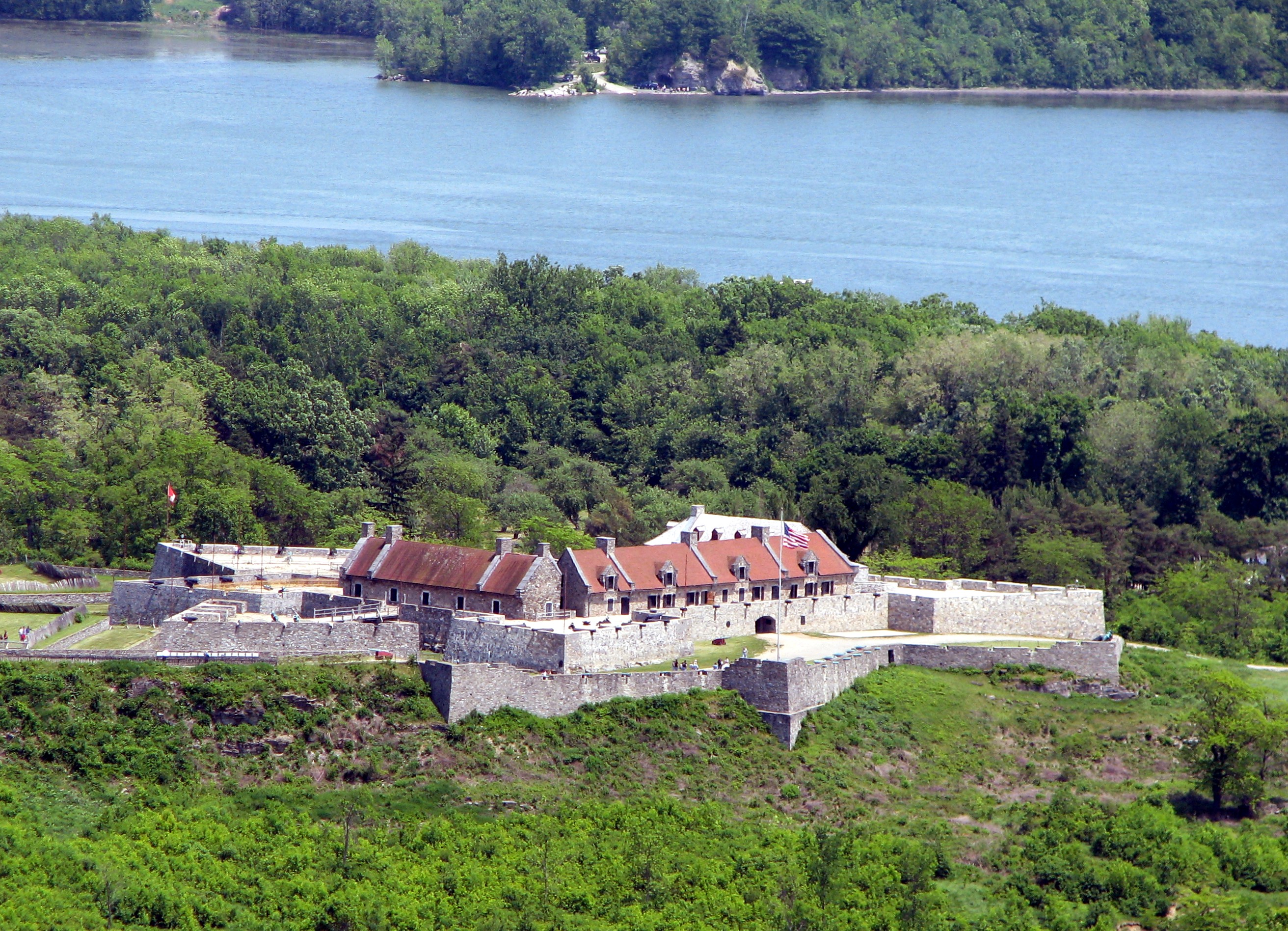
Fort Ticonderoga

În împrejurări dramatice și ciocniri, pe fondul șovăielilor, dezertărilor și poticnirilor, pe 10 mai 1775, la Philadelphia, s-a desfășurat cel de-al doilea congres continental la care participau delegați și de la primul congres.Toate coloniile, exceptând Georgia ce avea un singur delegat neoficial, erau reprezentate.Între timp, miliția Noii Anglii captura Fortul Ticonderoga.
Printre noii aleși se aflau Benjamin Franklin și Thomas Jefferson. Benjamin Franklin sosise din Londra unde servise din 1757 ca agent al Pennsylvaniei și altor colonii. Deși prețuia Anglia și poporul britanic, se străduia să-i determine pe guvernanții britanici să aibă o viziune limpede asupra coloniilor britanice. Dar nu a reușit, și s-a convins că argumentele raționale nu erau folositoare. S-a aliat cu cei mai radicali: Samuel Adams, Patrick Henry și alți militanți pentru independența, printer care și om înalt, roșcat și pistruiat, în vârstă de 32 de ani, ideolog al micilor fermieri și meșteșugari-Thomas Jefferson. 
Liderul conservator era John Dickinson din Pennsylvania, în timp ce liderul anterior, Joseph Galloway, se alăturase loialiștilor și refuzase să participe la Primul Congres. Delegații, dornici de muncă și de stabilitate, tânjeau după zilele de odinioară de dinainte de 1763 și se gândeau că America trebuia să se bucure de mai multă libertate în cadrul imperiului. Congresul oscila între Samuel Adams și John Dickinson, iar rezoluțiile adoptate reflectau ezitările, mărturisind confuzia în calea demnității și a rațiunii. 

Rezoluția din 26 mai 1775 susținea că o parte din aceste colonii să fie puse în stare de apărare, să se întreprindă măsuri pentru deschiderea unei negocieri în vederea aplanării disputei nefericite dintre Marea Britanie și colonii. New York a cerut sfatul cum să procedeze când vor sosi trupele britanice.Un comitet al Congresului îi recomandă să mențină o atitudine defensivă, dar să se opună construcției de forturi sau invadării vreunei proprietăți particulare. Un alt comitet studia modalitățile pentru aprovizionarea coloniilor cu muniție și echipament militar, iar al treilea se ocupă de posibilitatea înființării unui serviciu poștal. 
Congresul a înființat numeroase comitete și comisii de lucru: comitetul pentru înființarea unei manufacture de praf de pușcă, comitetul pentru emiterea hârtiei-monedǎ, comitetul secret pentru importul de praf de pușcă și armament, comitetul pentru negoț american. La 16 mai, Massachusetts s-a adresat Congresului indicând faptul că regele a anulat patenta coloniei și vechile organe ale puterii centrale nu mai erau legale. Congresul recomandă să se organizeze alegeri pentru o Adunare legislative, pe 9 iunie, Adunarea alegând din interiorul ei consiliul și conducătorii coloniei. Pe 14 iunie, Congresul a decis s organizeze o Armata continentală având ca nucleu unitățile de voluntari din apropiere de Boston.

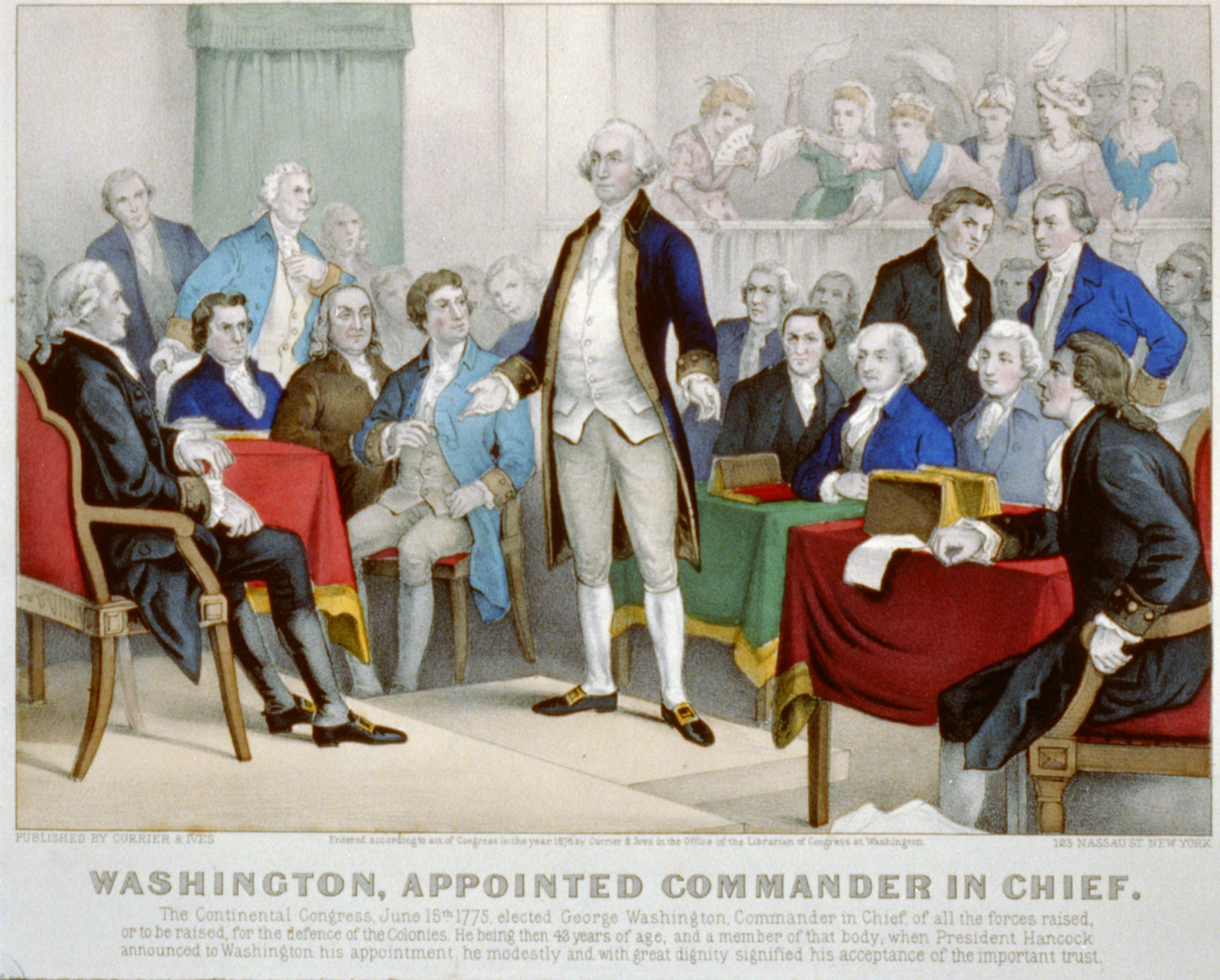
Numirea lui Washington ca comandant suprem al armatei

Virginia, Maryland și Pennsylvania au înrolat șase companii de pușcași care să fie trimiși în Noua Anglie. După numeroase discuții, pe 15 iunie, Congresul l-a numit pe George Washington drept commandant suprem, un om de 40 de ani, înalt, taciturn, rezervat, cunoscut ca un mare plantator din Virginia, cu aer de sinceritate și francheță, a cărui alegere a fost determinatǎ de calcule bine gândite, arătându-se potrivnic politicii britanice de îngrădiri și represiuni, aparținând celei mai bogate și aristocratice cercuri, remarcându-se prin vederi moderate ceea ce impunea elementelor conservatoare din Congres care se temeau că radicalii îi vor atrage pe șovăitori. 

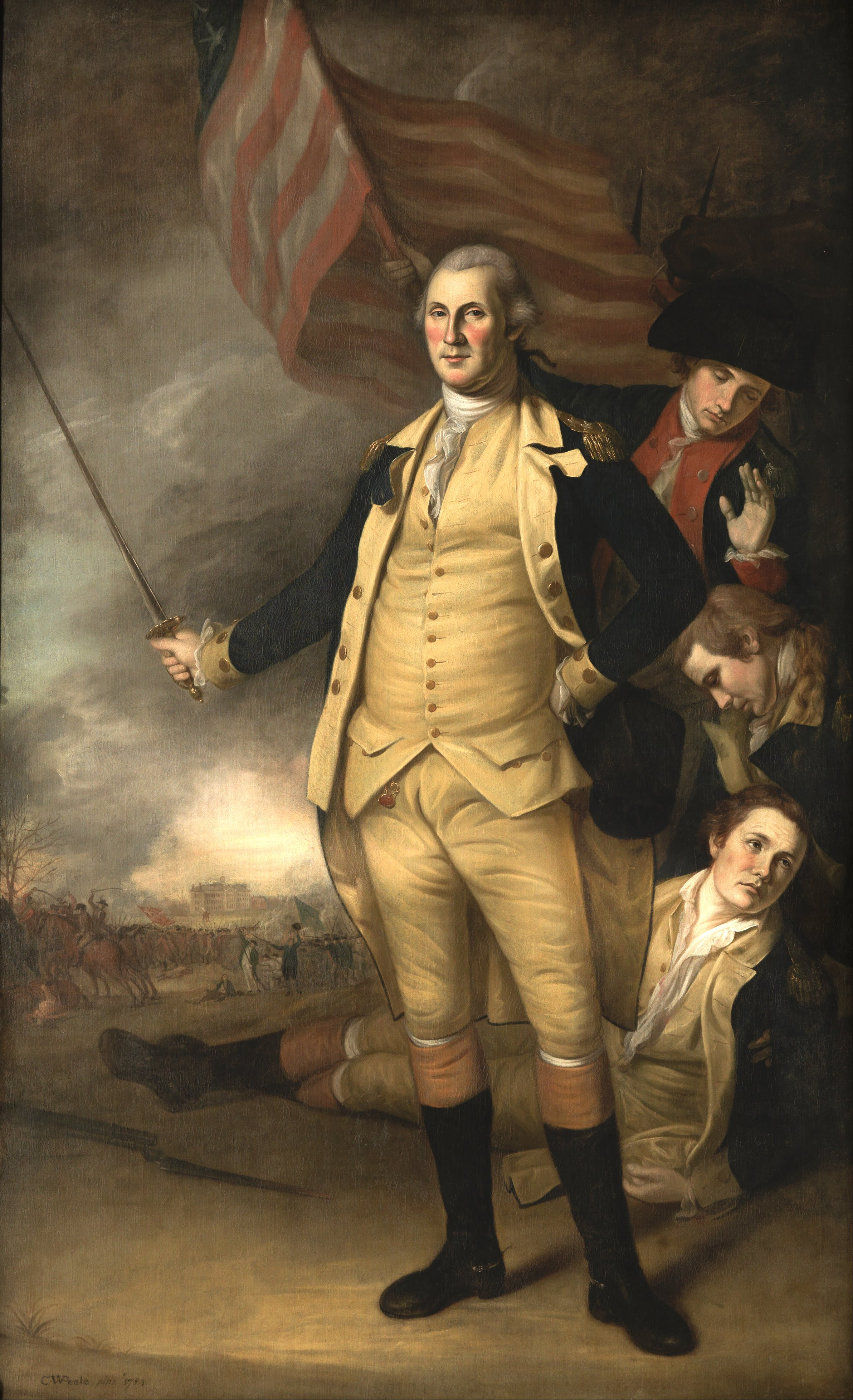
George Washington

Alegerea lui Washington simboliza alianța plantatorilor sudisti cu negustorimea antibritanicǎ din Noua Anglie, consolidând unirea tuturor forțelor ce luptau împotriva britanicilor, împiedicând guvernanții britanici să mai facă dinstinctie de interese dintre Sud și Nord. A doua zi, Washington a acceptat comanda și și-a oferit serviciile fără să fie plătit. 
A fost adoptat un plan general de organizare a armatei, Congresul alocând 2 milioane de lire în monedǎ-hârtie ce trebuiau emise în cele 12 colonii confederate pentru primele cheltuieli pe 22 iunie. Au fost trimise instrucțiuni în privința recrutării de trupe, organizarea miliției și procurării de fonduri. 
Bătălia de la Bunker Hill a înclinat balanța Congresului de partea radicalilor, iar grupul conservatorilor a propus să se adreseze regelui cu “Petiția ramurei de măslin” . Mulți negustori și întreprinzători americani din coloniile centrale și sudice erau strâns legați de capitalul britanic, sub presiunea maselor. Deși au participat la revoluție, se agitau împotriva ruperii relațiilor cu Anglia. Negustori ca Joseph Hewes, delegat al Carolinei de Nord, susținea că nu dorea independențǎ și nici revoluție.
John Dickinson, care a redactat petiția ramurii de măslin își exprimă nădejdea în restaurarea păcii și înțelegerii. A două zi, pe 6 iunie, Congresul a votat “Declarația despre cauzele și necesitățile luării armelor”, alcătuită de Thomas Jefferson și John Dickinson, liderii celor două mari grupări ale Congresului.
Aveau de ales între luptǎ sau supunerea necondiționată. Au ales “lupta” pentru libertate și respingerea violenței britanice. Congresul a fost nevoit să-și assume treptat noile funcții guvernamentale, respingând politica de conciliere a lordului North. 
La 19 iulie, a numit comisari pentru a negocia tratate de pace cu indienii, și la 26 iulie, a înființat un Departament al Poștelor în frunte cu Benjamin Franklin. John Adams îi scria lui James Warren că stăpânirea britanică avea să revină îndată ce vor auzi de victoria de la Lexington, despre starea de spirit din New York și Philadelphia, despre trăinicia Uniunii Coloniilor, pentru evitarea dicordiei și lipsei de unitate, militând pentru desființarea tiraniilor ministeriale și oficiilor vamale și pentru instaurarea unei conduceri proprii ca cea din Connecticut în toate coloniile, precum și pentru unirea ca un singur corp pentru apărare și deschiderea porturilor pentru toate națiunile. Radicalii erau conștienți că independența era unica soluție și și-au dat seama că trebuie să pregătească cu răbdare dezvoltarea și cristalizarea opiniei publice. Oamenii erau constrânși că războiul era singură soluție, oricât de groaznic și cumplit ar fi.
Versiunea americană despre victoria de la Lexington și Concord a ajuns la Londra în 29 mai 1775, cu 10 zile înainte de venirea raportului official al generalului Gage. Cercurile guvernamentale, ostile și pornite împotriva Americii, au reacționat, intensificând represiunea. George al III-lea era decis să distrugǎ rezistența rebelilor din America. S-au dat ordine din iunie pentru aducerea întăririlor în America: șase regimente din Gibraltar și Minorca, unități, nave război, echipament, muniție și armament. Dar în Anglia, mulți militau împotriva războiului cu coloniile engleze. Negustorii și manufacturierii britanici erau pentru rǎzboi, dar era o largă minoritate care se opunea războiului căci avea să pricinuie pierderi mari comerțului și încasării debitelor. Numeroși negustori, nobili și meșteșugari, mai ales cei din Scoția, îl considerau pe George al III-lea ca fiind un tiran. Puțini doreau o America independentǎ și prietenă decât una cucerită și subjugatǎ.
În iunie 1775, John Tooke Horne a organizat la Londra o colectǎ în beneficiul văduvelor și orfanilor milițienilor americani uciși la Lexington de trupele regelui. Tooke a fost condamnat la un an de închisoare pentru această acțiune în 1778. Știrea despre Bunker Hill a dat impulsuri, onoarea britanică cerând răzbunare, guvernul refuzând să ia în considerare petiția ramurii de măslin, emanate de un congres continental illegal, iar la 23 august 1775, Proclamația Regală îi scoteau în afară legii pe rebelii, supușii lor din coloniile și plantațiile lor din America de Nord. Proclamația cerea tuturor ofițerilor și slujbașilor coroanei să înăbușe această rebeliune și sǎ-i predea pe trădători judecății, iar supușii loiali să informeze autoritățile de orice acțiune sau persoană care s-ar alia cu rebelii. Proclamația a ajuns în America abia în noiembrie 1775. Congresul Continental și-a reluat lucrările din septembrie, participând și delegații oficiali ai Georgiei, făcând încă un pas de conciliere. Delegații din Pennsylvania, Maryland, New York și Carolina de Nord au primit instrucțiuni de la Adunările legislative să se opună rupturii și să caute cǎi pentru restaurarea păcii. În Carolina și Georgia, membrii tory erau sprijiniți de oamenii de la frontieră, ostili revoluției.
Pe 6 decembrie 1775, ca răspuns la Proclamația Regală, Congresul a negat suveranitatea regală, respingând supunerea față de Parlament. Congresul a adoptat măsuri de război și a ordonat operații militare în Canada, trecând de la un război defensiv la unul ofensiv. Congresul dorea să câștige un al 14-lea stat și să prevină un atac britanic dinspre nord. Washington a preluat comanda armatei aflată la Cambridge pe 2 iulie. 
Generalul Lee îi scria bancherului Robert Morris că vor avea la îndemână artileriști pricepuți. Armata cuprindea 17 000 de soldați care nu aveau arme și nici uniforme. Artileria era inutilizabilă din lipsa de obuze. Ofițerii erau aleși la întâmplare de către soldați, mulți nepricepuți, incorecți, aventurieri, demagogi. Era o lipsa totală de disciplină. Erau sute de dezertări zilnic. Unii se reîntorceau la fermele lor, alții socoteau că războiul se încheiase. Fiecare se angajase voluntar. Washington a solicitat congresului să prelungească termenul serviciului militar și să îmbunătățească sistemul de recrutare. Dintre primii patru generali desemnați de congres să-l secondeze, Artemas Ward era discpeptic, alcoolic, gras ca să poată călări, incompetent și irațional; Philip Schuyler avea talent, dar nu se pricepea la comunicarea cu oamenii și manierele sale iritau subordonații; Charles Lee era genial și avea experiență, dar avea ambiție și ulterior, se dovedise ca fiind un trădător, iar Israel Putnam era încrezut și rareori lua o decizie folositoare pentru armatǎ. 

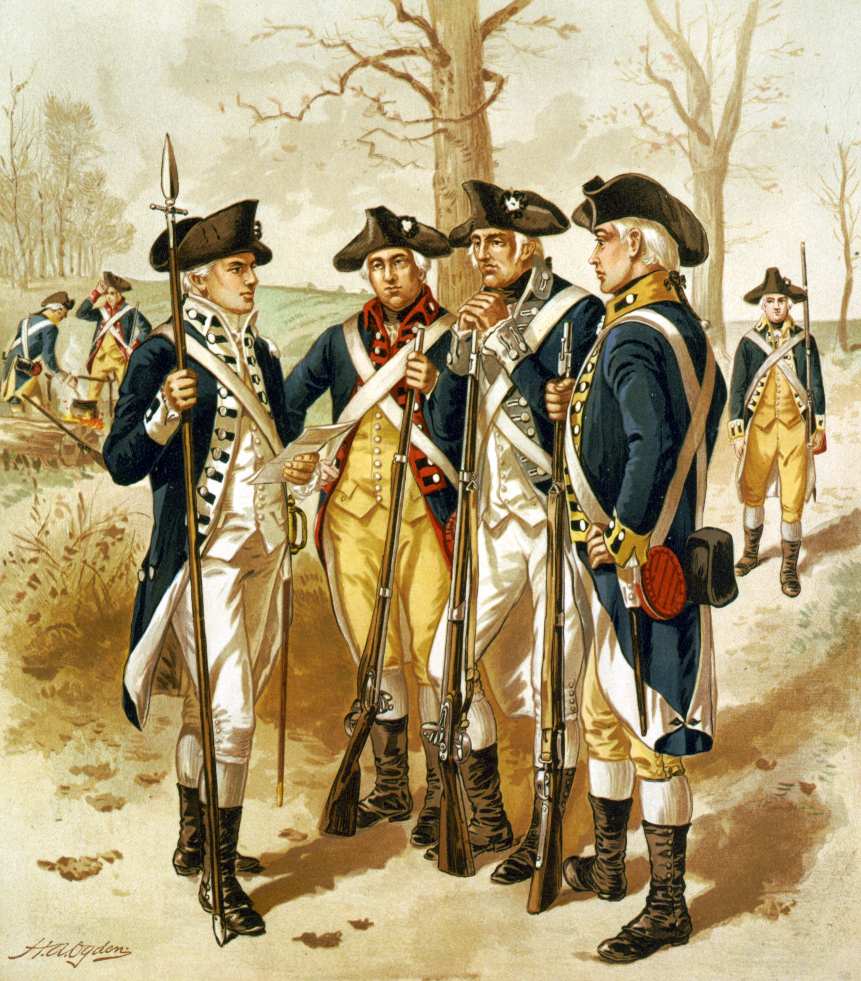
Armata Continentala-Infanteria

Washigton observă entuziasmul fermierilor stângaci, grosolani, având încredere de neclintit, raportând Congresului că erau un număr mare de oameni viguroși, activi, zeloși pentru cauzǎ și de un curaj incontestabil. În octombrie, o comisie a Congresului, alcătuită din Benjamin Franklin, Thomas Lynch și Benjamin Harrison, s-a deplasat la Cambridge pentru a conferi împreună cu Washington asupra măsurilor potrivite pentru întărirea armatei. Comisia a întocmit planul de reorganizare a armatei, revizuind regulamentele de război și elaborând instrucțiunile pentru schimburile de prizonieri și pentru capturile făcute de navele corsar ce vânau vasele de aprovizionare britanice. 
Washington avea convingeri, sfaturi și promisiuni, dar nu și o armatǎ. Greutățile și lipsurile s-au menținut până la sfârșitul războiului. Armata rezistă, renăscând mereu în ciuda înfrângerilor. Washington, ca părinte, creator al armatei, cu o fire plină de măsură, cutezătoare și prudență, necunoscând șovăiala, crezând în dreptatea cauzei Americii, stăruind asupra muncii de propagandă în rândurile armatei, pe 10 noiembrie, a declarat că fiecare soldat, de la primul și până la ultimul, trebuia să fie pătruns de însemnătatea cauzei lor, de sensul adânc al cauzei pentru care luptau.

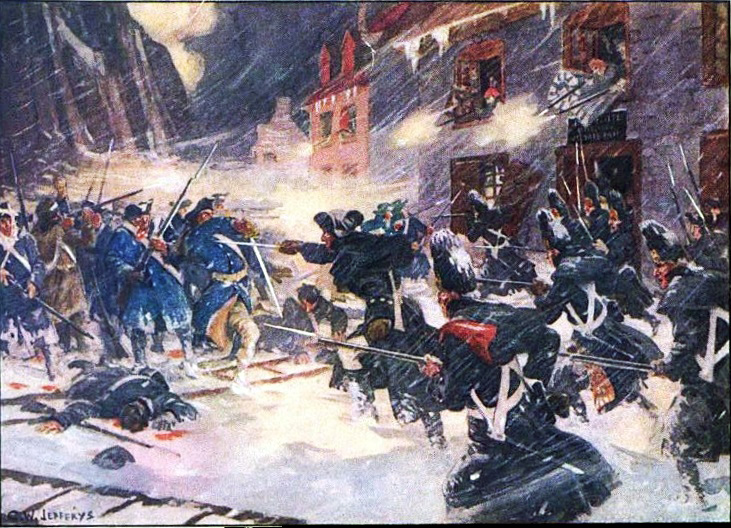
Militienii canadieni și soldatii britanici resping asaltul american la Sault-au-Matelot

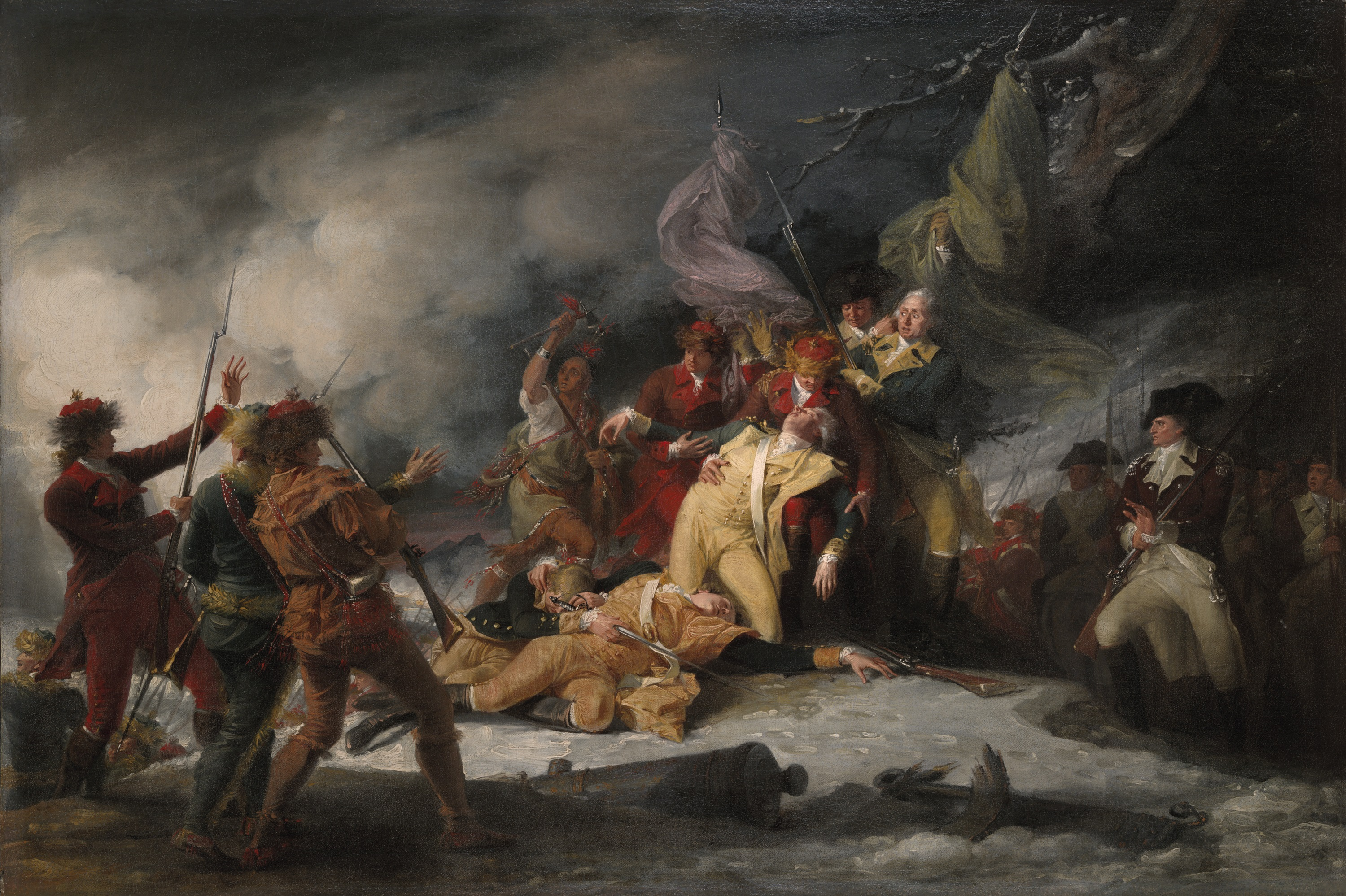
Moartea lui Montgomery la Quebec

Îndeplinind ordinul congresului, l-a trimis pe Philip Schyler la New York pentru a organiza o campanie în Canada. A predate ulterior comanda adjunctului sǎu, generalul de brigadā Richard Montgomery. Cu efective reduse, Montgomery a ocupat Montreal pe 13 noiembrie. Atacul împotriva Quebec-ului a fost respins de trupele britanice, salvând Canada. Richard Montgomery a fost ucis, iar Benedict Arnold, ofițer voluntar, rănit, a câștigat la Quebec faima care îi va aduce rangul de general. Congresul a decis crearea unei flote de război a Coloniilor Unite, recrutând batalioane de marinari, autorizând capturarea vaselor britanice. A numit un comitet al Marinei și a ales un comandor al Forțelor Navale. A mandatat un comitet de corespondență secretă cu largi puteri pentru a intra în contact cu Spania și Franța.
Între timp, la Londra, în octombrie 1775, s-a deschis sesiunea parlamentului, lorzii, whigi și radicalii, ostili regelui și miniștrilor, au atacat guvernul până în primǎvara 1776. A rezultat demisii în masă: Edmund Burke,Marchizul de Rockingham, Sir George Savile, Charles James Fox, John Wilkes, lordul Shelburne și lordul Camden, ducele de Grafton, ce s-au alăturat opoziției și au condamnat măsurile guvernamentale, cerând să se pună capăt conflictului cu America. Radicalul John Wilkes a demonstrat că o victorie militară nu însemna nimic, coloniștii nu puteau să fie ținuți sub control permanent. Populația Americi se dubla la un interval de două decenii, pe când populația Angliei se reducea. Se prevedea sprijinul acordat Americii de către Spania și Franța și atacarea Angliei. Guvernanții continuau să minimalizeze pericolele, refuzând să ia în considerație propunerile ca cererile umile ale negustorilor din Londra și Bristol. Legea propusă de Edmund Burke de anulare a taxei pe ceai a fost respinsă de Camera Comunelor cu 210 voturi contra și 105 pentru.
La 20 noiembrie 1775, lordul North a prezentat Camerei Legea Prohibitivǎ ce interzicea negoțul cu coloniile și stabilind o blocadǎ, autorizând capturarea și confiscarea vaselor coloniale și înrolarea cu forță a marinarilor de pe aceste vase. Legea Prohibitivă a determinat guvernul să trimită în America comisari speciali pentru a cerceta plângerile și a acorda iertare tuturor celor care își recunoșteau greșelile. 

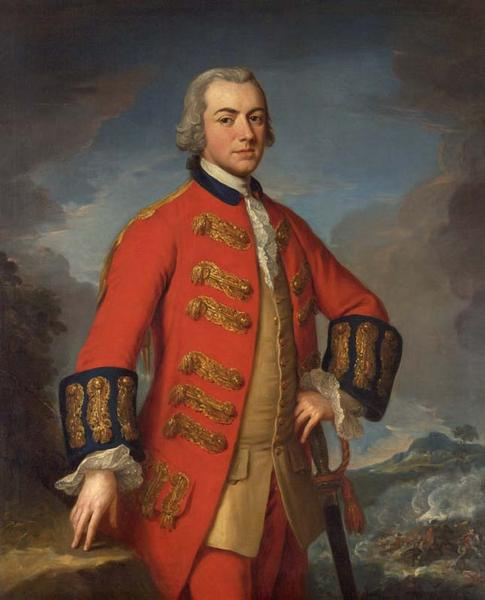
Henry Clinton

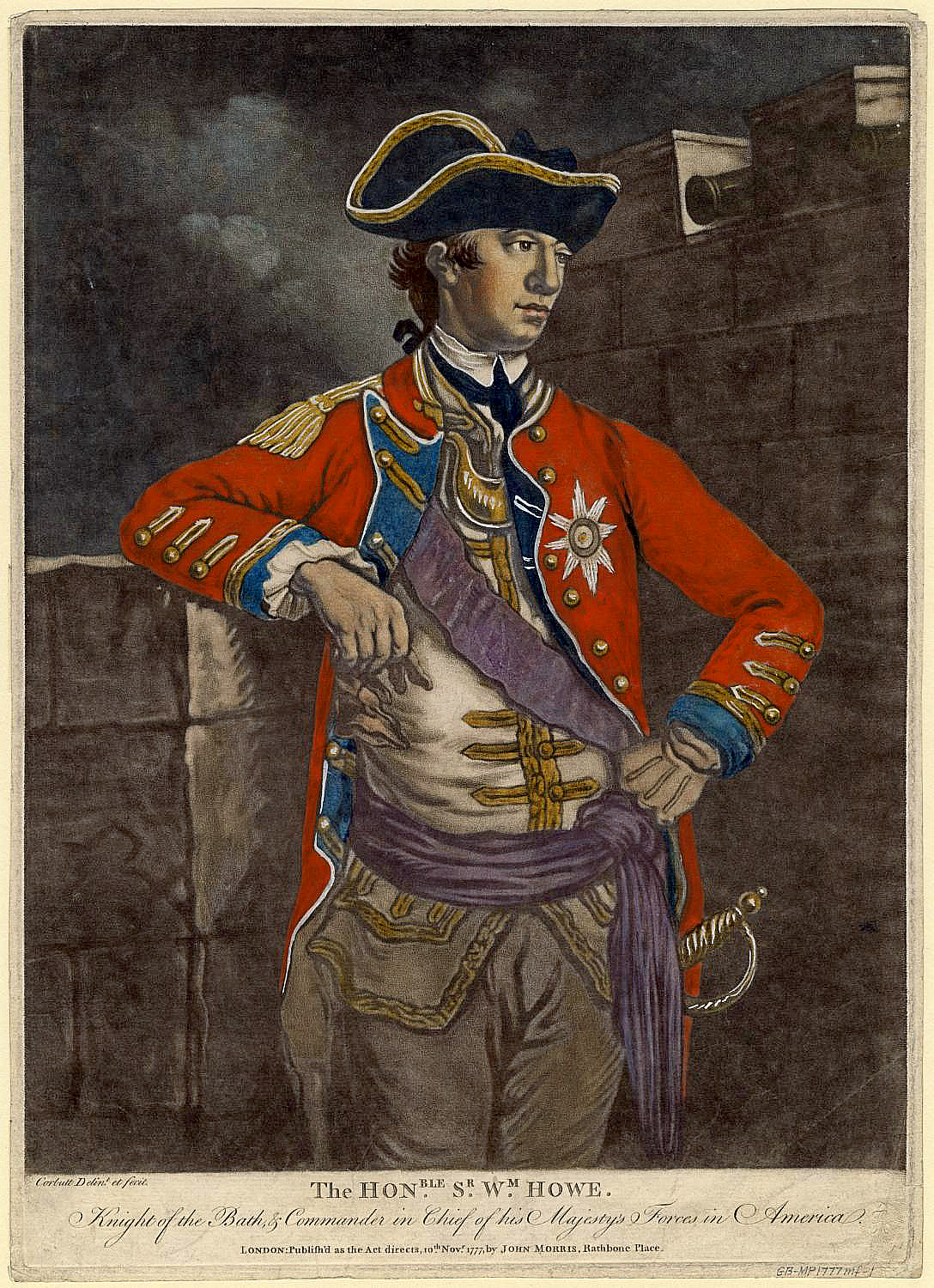
William Howe

Votată și sancționată pe 22 decembrie, Legea Prohibitivă a intrat în vigoare la 1 martie 1776. Parlamentul își asumă lucrările, guvernul depunea eforturi să procure trupe, dar voluntarii nu se prezentau la punctele de înrolare, britanicii neavând entuziasm pentru războiul în America. 
Goerge al III-lea s-a adresat Ecaterinei a II-a a Rusiei să-i trimită 20 000 de soldați ruși pentru reprimarea revoltei, dar țarina a refuzat. S-a recurs la cumpărarea de mercenari. Anglia avea mari resurse financiare, dar și o datorie națională de 136 milioane de lire sterline de pe urma războiului de șapte ani. S-au arătat principii germani dispuși să-și vândă supușii. Landgraful de Hessen-Kassel a vândut 17 000 de soldați, ducele Karl de Brunswick-6000, ducii de Hesse-Hanau și Anspach-Bayreuth-2400, principia de Waldeck și Anahlt-Zerbist-1200. Fermierii germani, îmbrăcați în uniforme militare, trebuiau să înfrunte lipsuri, boli, epidemii și moarte într-o țară îndepărtată ca America pentru o cauza străină. Generalul Howe, comandantul suprem al forțelor britanice din America a primit întăriri, până la sfârșitul anului 1776, efectivele sale ridicându-se de la 8000 la 34 000 de soldați echipați și instruiți.
Zece mii de tunici roșii și Hessiani au fost trimiși în Canada la dispoziția generalului Guy Carleton, guvernatorul coloniei care trebuia să-i alunge pe rebeli. Trebuia să înainteze către sud, spre Albany și sǎ se alăture armatei lui Howe, primind ordinul să ocupe New York și să sfărâme rezistență americană în coloniile centrale și în Noua Anglie. Un corp de 3000 de soldați, conduși de generalul Henry Clinton, a fost detașat pentru a opera în coloniile sudice. Forțele navale aveau să combată și să exercite blocada coastelor americane.
Dar ofițerii superiori erau nepricepuți, lipsiți de imaginative, metodici și precauți, evitând să-și assume un risc, neștiind să adopte o tactică corespunzătoare condițiilor americane, chiar dacă trupele britanice erau bine echipate și instruite și având sprijinul forțelor navale și dispunând de resurse financiare (12 milioane lire sterline cheltuite anual pentru războiul în America). În primăvară 1776, întăririle britanice au sosit, până atunci, trupele lui Gage rămânând la Boston, iar cele ale lui Carleton, la Quebec.
În sud, lordul Dunmore, guvernatorul Virginiei, a recrutat trupe loialiste și a organizat un regiment de sclavi negri. Fermierii din Virginia și Carolina de Nord s-au adunat în mare grabă, formând un detașament de miliția populară, formată din 900 de soldați. Detașamentul a zdrobit forțele lordului Dunmore la Great Bridge. Guvernatorul Virginiei a evacuat Norfolk, stabilindu-și baza și refugiindu-se pe un vas militar britanic. La 1 ianuarie 1776, a debarcat din nou pentru a-i pedepsi pe rebelii americani și a incendiat Norfolk.

## Declarația de Independență

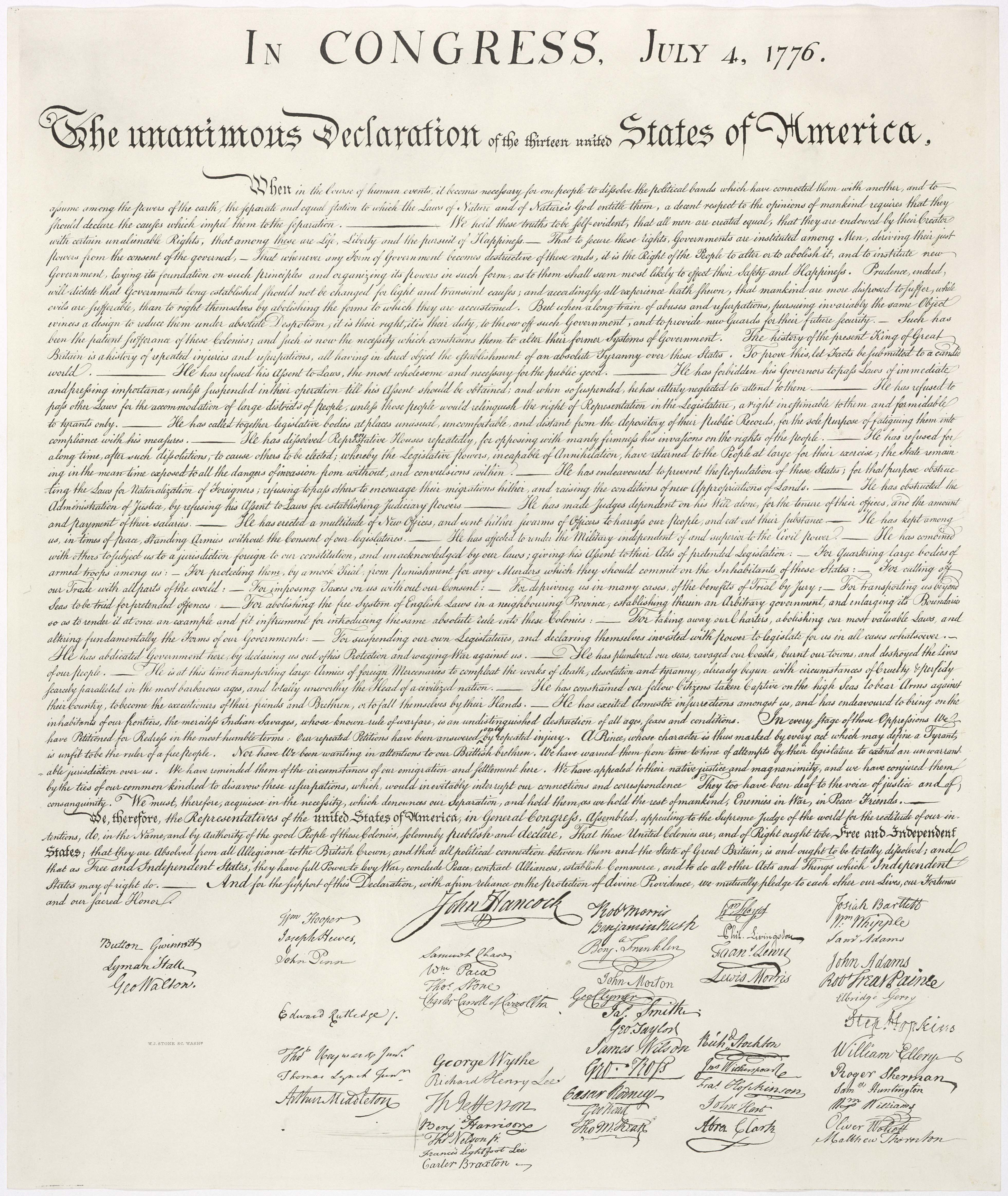
United States Declaration of Independence

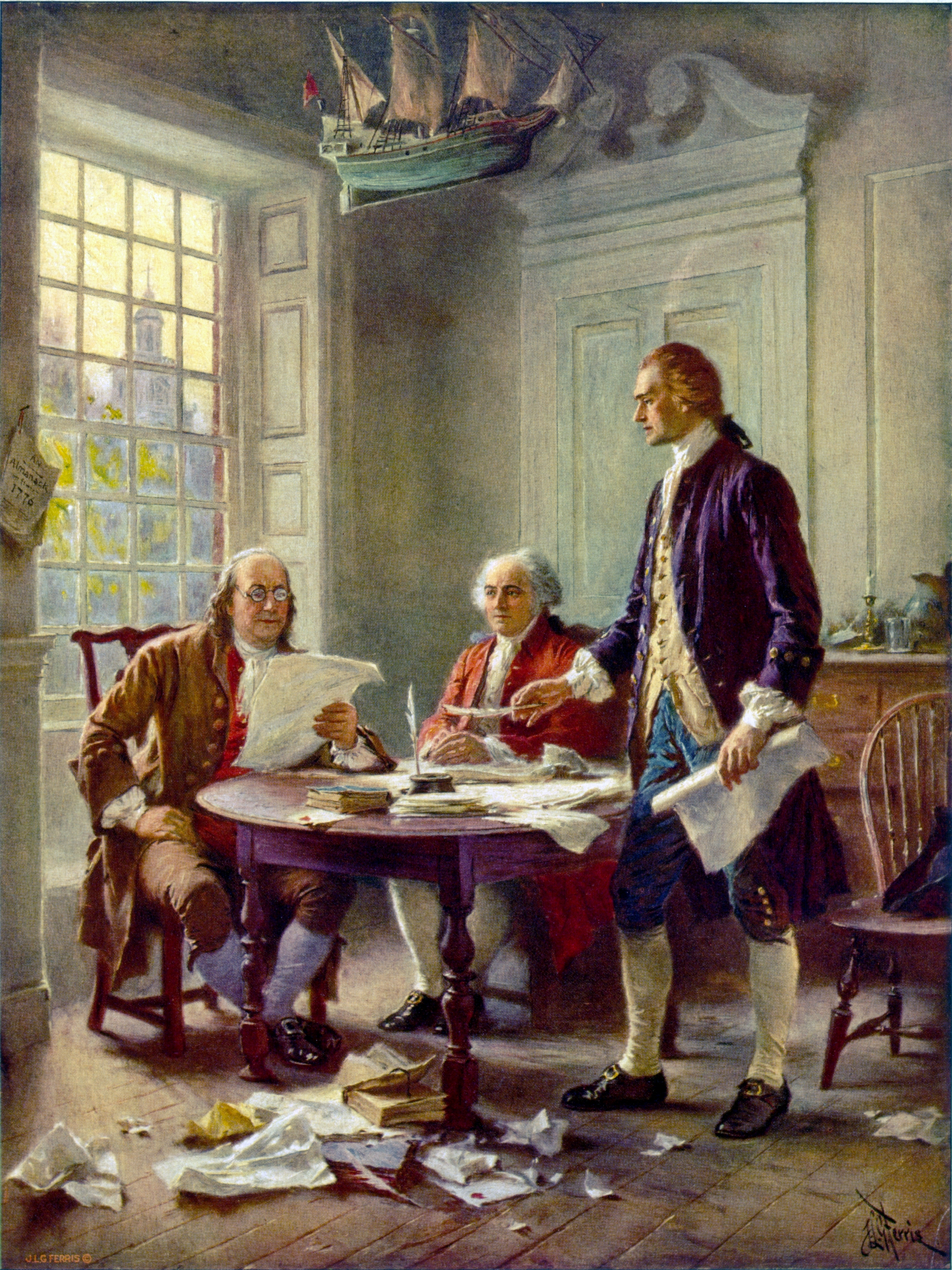
Benjamin Franklin, John Adams și Thomas Jefferson alcatuiesc Declaratia de Independenta

La 10 ianuarie 1776, Thomas Paine a publicat pamfletul Common Sense, ce s-a dovedit a fi unul direct, viguros, simplu și incendiar. Coloniștii apelau la rege împotriva parlamentului, creând și menținând “mitul bunului rege” în timp ce condamnau doar miniștrii în petiții, manifeste și pamflete. Dar Paine a distrus mitul monarchic. A condamnat principiul monarhiei, atacându-l direct pe “regele tâlhar”. Milita pentru separarea coloniilor americane de Anglia și întemeierea unei mari republici pe calea armelor. Paine argumenta că America va cunoaște o adevărată prosperitate dacă nu va fi sub stăpânire britanică. S-a adresat și americanilor simpli să pregătească America ca refugiu pentru întreagă omenire și pentru libertatea izgonită de Africa și Asia și socotită străină de Europa."Common Sense" a devenit Biblia revoluționarilor, fiind vândut în 120 000 de exemplare. 

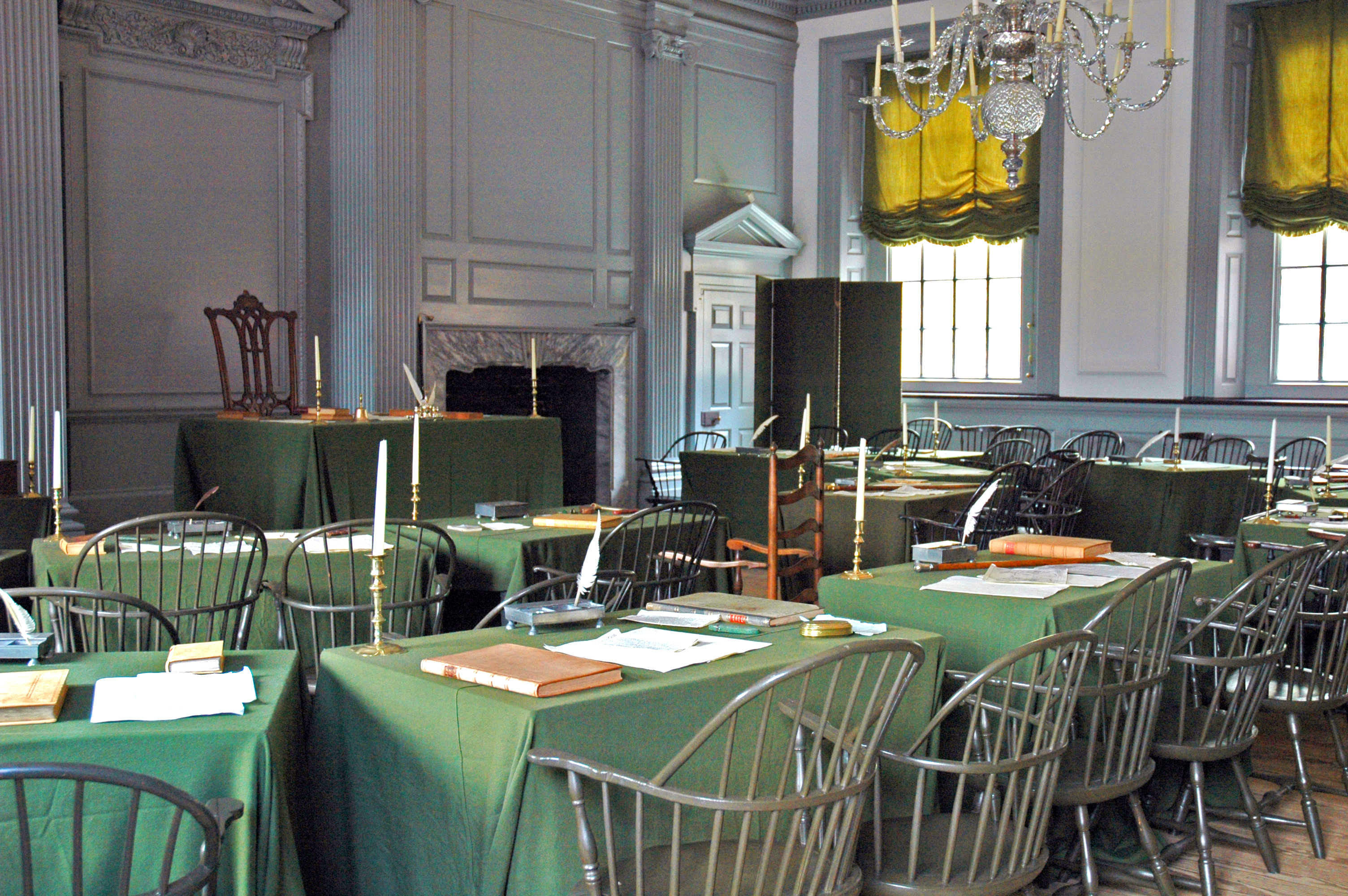
Independence Hall Assembly Room-locul unde s-a dezbatut, votat și rectificat declaratia

În ianuarie 1776, radicalii au determinat Congresul să nu adopte moțiunea lui James Wilson din Pennsylvania. În Carolina de Nord, la 27 februarie, detașamentele de luptători de gherilă au înfrânt 1600 de loialiști la Moore’s Creek, luând 900 de prizonieri. Peste 10 000 de patrioți s-au alăturat luptătorilor de gherilă la vestea că forțele britanice aveau să debarce și să invadeze teritoriul provinciei. Congresul ordonǎ ca în toate coloniile, loialiștii să fie dezarmați. 
Pe 23 martie, Congresul a autorizat ca vasele private să fie echipate pentru a captura corăbiile engleze. 
În aprilie, Congresul a anulat Actele de Navigație și a deschis porturile americane vaselor tuturor națiunilor.Independența fusese declarată. 
Congresul provincial din Carolina de Sud a adoptat pe 25 martie o constituție ce instaura un guvern independent. Carolina de Nord, Rhode Island și Virginia s-au pronunțat pentru independența. 
La 12 aprilie, Congresul provincial din Carolina de Sud a decis să intruiasca delegații la Congresul Continental pentru a conclucra cu delegații altor colonii și să declare independența. 
Pe 4 mai, Rhode Island și-a declarat independența. 
Pe 15 mai, Convenția din Virginia a adoptat în unanimitate rezoluția. Congresul Continental a dezbătut hotărârile parlamentului britanic între 10-15 mai, excluzând locuitorii Coloniilor Unite de sub protecția Coroanei și sǎ recomande Adunării și Convenții ale Coloniilor Unite să răstoarne autoritățile britanice și să aleagă noi conducători. John Adams, înflăcărat de victorie, a socotit că Congresul a adoptat cea mai importantă rezoluție. 
În toate coloniile au fost votate legile drepturilor ce proclamau libertatea cuvântului, conștiinței, adunărilor, inviolabilitatea persoanei. S-au elaborat constituții și au fost desemnate comitete. 
În New Jersey și în Pennsylvania, drepturile au fost lărgite, iar conducerile locale au fost înlocuite cu elemente radicale, în New Jersey, însuși fiul lui Benjamin Franklin, William Franklin, guvernatorul regal, fiind demis, arestat și întemnițat. S-au trimis noi delegați la Congresul Continental cu mandatul de a vota pentru independența. 
La 7 iunie, Richard Henry Lee, delegat din partea Virginiei, supuse Congresului o rezoluție în favoarea independenței, alianței cu statele străine și înființarea unei Federații Americane. 
Rezoluția a fost dezbătută pe 8 iunie și 10 iunie. Conciliatorii, conduși de John Dickinson, au încercat să amâne adoptarea. Congresul a însărcinat un coimitet alcătuit din Thomas Jefferson, Benjamin Franklin, Roger Sherman, R.R. Livingston și John Adams ce aveau să elaboreze până la 1 iulie o declarație de independența. Congresul oscila, delegațiile coloniilor sovaiau și ezitau. 
La 1 iulie rezoluția lui Lee a fost aprobată de delegații a nouă colonii. S-au alăturat în ziua următoare și Carolina de Sud, Delaware și Pennsylvania. 
Pe 2 iulie, Congresul a proclamat oficial Independența Statelor Americane. S-a trecut la dezbaterea Declarației de Independența, pentru a arată lumii întregi rațiunea care a condus statele americane la declararea independenței. Textul a fost elaborat în întregime de Thomas Jefferson. Benjamin Franklin a adus modificări neînsemnate. 
Pe 4 iulie, Declarația a fost adoptată. New York s-a abținut de la vot și și-a pus semnătură după ce Congresul provincial din New York a ratificat-o pe 9 iulie. 

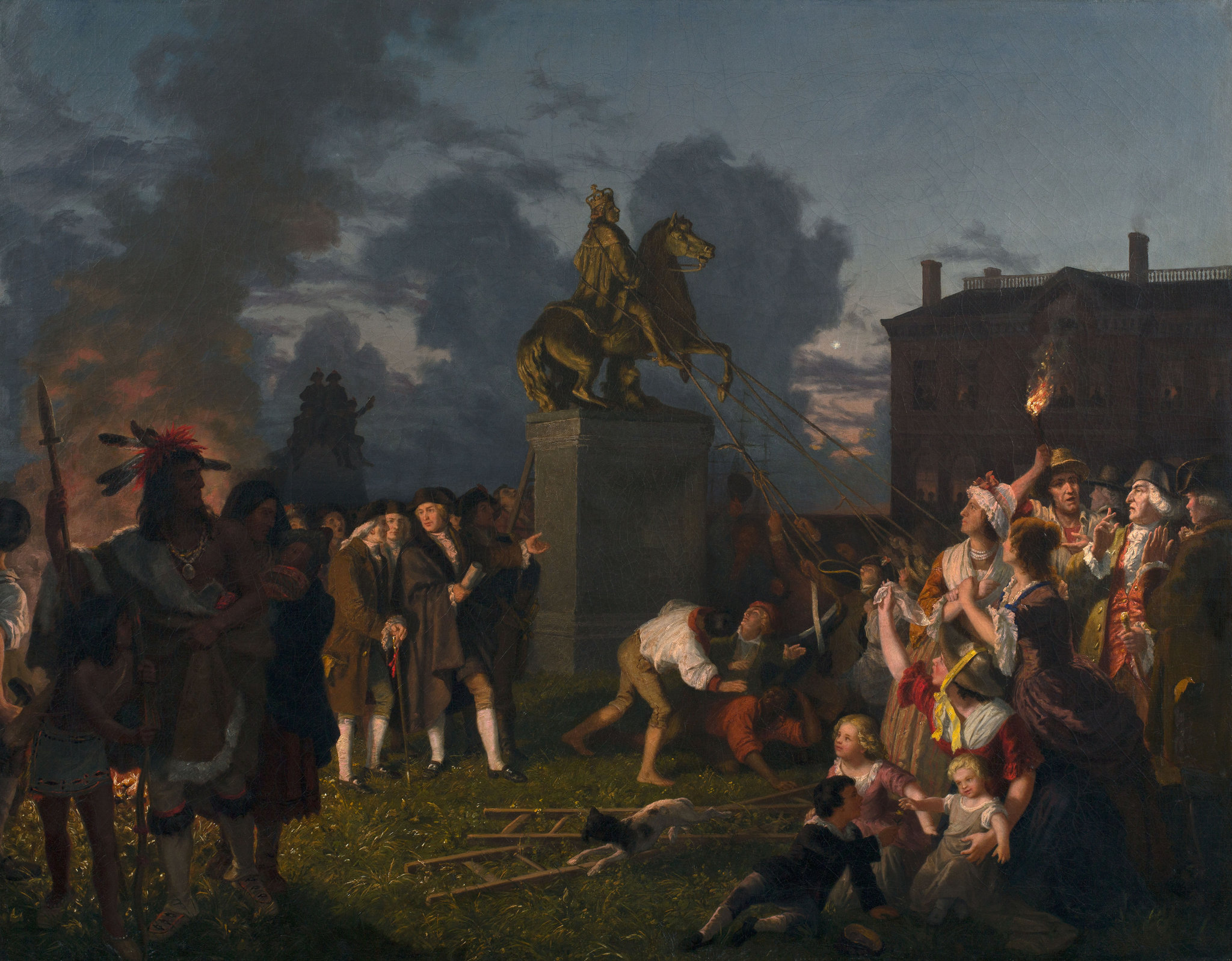
Statuia regelui George al III-lea este daramata de pe soclu

Puternic influențată de ideile iluministilor francezi din secolul XVIII și a filosofilor revoluției burgheze engleze din secolul XVII, Declarația cuprindea teoriile politice ale celei mai democratice aripi a partidului revoluționar, formulându-se drepturile inalienabile ale omului, proclamându-se într-un act de stat principiul suveranității poporului ca bazǎ a organizării statale. Declarația enumeră cele 27 de învinuiri aduse lui George al III-lea și Parlamentului britanic și declara că de acum încolo, coloniile se considerau “State libere și independente”, fiind în deplin drept de a declara război, a încheia pace, a încheia alianțe, a face comerț și orice alte acte pe care statele libere și independente le pot aplica. Burghezia națională și al plantatorilor au adoptat declarația, răspunzând la aspirațiile și visele maselor largi populare. 
Citită la 8 iulie la Philadelphia, salutată cu salve de tun, bătăi de clopote și ovații entuziaste, Declarația a traversat Oceanul Atlantic, aducând Americii simpatia și admirația europenilor, valul de încredere în măreția și demnitatea spiritului uman ce lupta pentru libertate legând continentele, însuflețind pretutindeni lupta împotriva feudalismului și absolutismului. 
„Noi considerăm aceste adevăruri evidente, că toți oamenii sunt egali, că ei sunt înzestrați de Creator cu anumite Drepturi inalienabile, că printre acestea sunt Viața, Libertatea și căutarea Fericirii. Că, pentru a asigura aceste drepturi, Guverne sunt instituite printre oameni, izvorând puterile lor doar din consimțământul celor guvernați, Că atunci când orice Formă de Guvernare devine distructivă acestor scopuri, este dreptul poporului de a o modifica sau elimina, și să instituie nouă Guvernare, stabilindu-i fundația pe astfel de principii și organizandu-i puterile în asemenea formă, încât să le pară lor cel mai probabil să producă Siguranță și Fericire.”
Pe 9 iulie, la New York, statuia regelui George al III-lea a fost dărâmată de pe soclu, marcând astfel începutul înlăturării stăpânirii britanice din America.

## Economie și societate în timpul revoluției
Proclamarea Independenței a polarizat forțele antagoniste: loialiștii legați de Coroana Britanică și antibritanicii. Dacă în 1778, numărul armatei britanice era de 7500 de loialiști, în 1781, numărul lor scăzuse la 5500, urmând ca în 1783 ca trupele britanice să fie retrase din SUA. O sută de mii de tory au părăsit America în anii revoluției. 30 000 de americani tory au servit în forțele britanice în timpul revoluției. Loialiștii intrau în rândurile armatei britanice sau formau detașamente de partizani ce aveau ca scop devastarea regiunilor interioare, exercitând presiuni și teroarea contrarevoluționară prin jefuirea și incendierea fermelor și locuințelor revoluționarilor și maltratarea familiilor. După ocuparea New Yorkului, loialiștii au organizat un război de corsair amenințând permanent coastele estice ale Noii Anglii.
În octombrie 1775, Congresul a recomandat Comitetelor de securitate provincialǎ să păzească persoanele ce puteau amenința securitatea coloniilor și libertatea Americii. Tory au fost înlăturați din funcțiile publice și lipsiți de drepturile politice în toate statele. Preoții, avocații și profesorii declarați “tory” nu mai puteau să profeseze. Au fost adoptate legi pentru surghiunirea loialiștilor în nouă state. Chiar și tory moderați erau hărțuiți și boicotați și erau forțați să-și vândă produsele pentru bani depreciați și fiind supuși amenzilor și taxelor dublate sau triplate, rechizitilor și erau arestați la domiciliu, condamnați la munci grele sau torturați și uciși. Averile erau confiscate . 
Comitetele chiar alcătuiau liste negre de toți cei bănuiți sau învinuiți de colaborare cu britanicii, de adversari declarați sau nedeclarați din interior, de neutri, îndoielnici, aceștia fiind supuși amenzilor și dărilor. Comitetele de securitate strângeau contribuții necesare pentru război și se ocupau de aprovizionarea cu arme și echipament militar a unităților militare, sprijinind și industria locală ce lucra pentru armatǎ, stimulând expedițiile corsarilor și capturarea vaselor britanice.
În noiembrie 1777, congresul a recomandat confiscarea și vânzarea proprietăților coroanei britanice, iar sumele obținute erau investite în bonuri de tezaur emise de congres. 
New Hampshire, New York, Virginia, Carolina de Sud și cea de Nord, precum și Georgia, au preluat terenurile nerepartizate ce au fost în stăpânirea regelui. Obstacolele impuse colonizării înspre vest de către Quebec Act și de linia de granița indianǎ din aria Kentucky-Tennesse și din regiunea de la nord de Ohio și cea vestică din sud au fost înlăturate. Pennsylvania a preluat domeniile familiei Penn, Maryland a confiscate pământurile lordului Baltimore, iar în Caroline, au fost confiscate terenurile lordului Grenville, pe când în Virginia, a fost confiscat domeniul lordului Fairfax, în Maine-domeniile lui Șir William Pepperrell, fiind de asemenea confiscate sute de moșii și averile a multor familii ce numărau în totalitate 40 de milioane $, încât loialiștii ajungeau ca la sfârșitul războiului să ceară compensații pentru averile pierdute de la guvernul britanic.
În New York se interzise vinderea de loturi mai mari de 500 de acri. În urma repartizării democratice de proprietăți funciare, toate statele acordau loturi gratuite soldaților, drepturi squatterilor și înlesniri de plata. În Virginia, legea acorda drepturi de prioritate pentru 400 de acri de familie cu condiția ca această să rămână pe lot un an și să cultive o recolta de grâu. În 1779, era autorizată vânzarea de loturi de o sută de acri, fiind plătite în hârtie-monedǎ, emisă de stat, ce erau depreciate, iar în 1781, legea le permitea squatterilor să cumpere 100 de acri pentru o sumǎ simbolică ce trebuia achitată în doi ani și jumătate. Marii proprietari însă cumpărau pe prețuri de nimic certificatele soldaților care nu aveau nevoie sau nu doreau să se stabilească ca fermieri, trimițând servitori pentru a obține drepturi de preemțiune, convertind monedele-hârtie emise în state în pământuri, cumpărând prin interpuși. Un bogătaș ca Richard Henderson, alături de un grup de bogați din Carolina de Nord, a înființat Compania Transsylvania în ianuarie 1775, cumpărând la preț de nimic de la indienii cherokeezi 20 milioane de acri din Virginia, Kentucky și Tennesse. Sub conducerea lui, 300 de oameni de frontieră au ridicat o așezare Boones-borought și în cele din urmă, Richard și aceștia s-au adresat congresului pentru a li se recunoaște drepturile de proprietate, dar fiind refuzat, compania acestuia s-a adresat și Adunării legislative din Virginia și Carolina de Nord, fiecare din ele, sub influență marilor proprietari conservatori, invocând tranzacția încheiată cu indienii, fiindu-le acordate câte 200 000 de acri în Kentucky și Tennessee. Astfel, a început procesul de colonizare spre vest. În 1791, erau 21 de personae ce au achiziționat drepturi asupra a 5 milioane de acri în vestul statului New York, iar George Washington însuși stăpânea 58 000 de acri peste linia munților.
În privința politicii agrare, se ciocneau două tendințe ce reprezentau două mari grupări din Partidul Republican, chiar dacă inamicul comun era Anglia. Fermierii, squatterii, meșteșugarii, negustorii, servitorii, negrii, sclavii reprezentau forța de bazǎ a revoluției, alcătuind gruparea populară democratică, fiind condusă de Thomas Jefferson, Samuel Adams, Benjamin Franklin, Thomas Paine. Negustori ca John Hancock din Massachusetts, Gadsen în Carolina de Sud, Stephen Hopkins din Rhode Island și plantatori ca Georghe Mason, Patrick Henry și juriști ca Luther Martin, Joseph Reed, George Bryan, William Henry Drayton și Thomas Burke sprijineau cauza democrației.
Democrații considerau că omul era o ființă demnă, capabilă de a se conduce în mod rațional. Susțineau suveranitatea poporului și afirmau că în trecut, guvernele au fost folosite pentru oprimarea oamenilor simpli, iar pentru a preveni tiraniile și opresiunile, puterile guvernului trebuiau reduse pentru ca întreagă putere să aparțină poporului ce trebuia să elaboreze constituții în fiecare stat, conferind guvernului puterile pe care le putea exercită numai când era în interesul poporului și a-și rezerva însuși drepturile fundamentale ca răsplată muncii în dări mici, viața și libertatea, iar puterile limitate ale conducerii trebuiau să fie exercitate de poporul însuși, prin reprezentarea egală și legislativǎ, prin vot general și dreptul fiecăruia de a fi ales în funcție.
Dar guvernul provincial, statal, trebuia să fie mai important decât oricare guvern federal sau național. Thomas Jefferson admite că o majoritate se înșală în privința chestiunilor publice, susținând că erorile poporului sunt mai puțin grave decât politică interesată a regilor, preoților, marilor proprietari și a aristocraților. Letargia poporului era moartea republicii și consideră că răscoalele populare erau binevenite. Poporul trebuia să fie corect informat, instruit și presă să fie liberă. Benjamin Franklin consideră că proprietatea unui om pentru conservarea lui ca individ și perpetuarea speciei reprezintă dreptul sǎu natural de care nimeni nu-l poate deposeda, iar surplusul e proprietatea obștii ce a creat-o prin legi, și prin urmare, poate să dispună de ea atunci când bunăstarea obștii este necesară.
Gruparea democratică nega pretențiile coroanei asupra pământurilor neocupate, respingând drepturile invocate de lorzii proprietari și favorizând împărțirea marilor domenii în mici ferme.
Dar în cadrul republicanilor există o grupare conservatoare a marilor proprietari de pământ, industriași, negustori, aristocrați care doreau să stoarcă plusvaloarea de pe urma exploatării maselor largi, pornind de la concepția total opusă în care omul din popor e ignorant, leneș și nepriceput; ca individ fiind slab, total egoist și violent. Persoane ca Eldbirge Gerry, semnatarul Declarației de Independența, Edmund Randolf, Roger Sherman, Alexander Hamilton, William Livingstone, Charles Cotesworth Pinckney considerau că democrația putea să reprezinte un pericol și cǎ masele agitate și schimbătoare sun rareori capabile să aibă o judecată sănătoasă și că nu va fi capabilǎ să se conducă. Ordinea naturală cerea ca oamenii puțini, dar capabili, bine crescuți și instruiți să fie custozii bogăției și deținătorii virtuții, fiind însărcinați să mențină liniștea, bunacuviință și cultura în societate, iar masa poporului alcătuită din sclavi, servitori, arendași, debitori și funcționari trebuia să fie subordonată minorității alese. Aristocrații socoteau necesară luarea de măsuri pentru a împiedica răzvrătirea maselor, școala trebuind să deprindă pe cei săraci cu o meserie și să-i învețe să asculte, biserica să-i deprindă cu respectul pentru autoritate și proprietate, iar guvernul trebuia să mențină ordinea și să protejeze interesele oamenilor cu stare. Pentru că în fiecare stat cei săraci erau mai numeroși decât cei bogați, guvernul federal trebuia să aibă la dispoziție o armata ce trebuia să frângă democrația pentru a înfăptui o redistribuire a bogăției. 
Toate slujbele guvernamentale trebuiau controlate de aristocrație, iar restricțiile constituționale trebuiau să prevină legile populare ce puteau prejudicial clasele de sus, iar dările și taxele pentru susținerea forțelor armate și bisericilor de stat trebuiau percepute egal de la popor, nu de la cei bogați, în funcție de capacitatea lor de plata. Curțile judecătorești nu trebuiau să arate bunăvoința în față debitorilor, servitorilor, funcționarilor ce doreau să schimbe starea de lucruri. În ceea ce privea pământul, aristocrații erau împotriva tendințelor egalitare ale masei de mici fermieri și sprijineau marea proprietate și speculațiile cu pământul. Domeniile coroanei și marilor proprietari au fost lichidate, moșiile loialiștilor au fost confiscate, quit renta, dreptul de primogeniture și de entail a fost desființat. Revoluția a impulsionat mișcarea permanentă spre vest a celor săraci de pe regiunile de coasta și a celor nou-veniți din Europa, în căutare de pământuri ieftine sau grauite în vest.
Revoluția americană a schimbat teoria de conducere a statului, alegând formă republicană pe un imens teritoriu, cu un sistem descentralizat, federative, având raporturi slabe cu guvernul central. A fost proclamat principiul suveranității poporului ca unică bazǎ legală a puterii de stat. 
New Hamshire, Carolina de Sud, Virginia și New Jersey, Maryland și Delaware, Pennsylvania și Carolina de Nord, Georgia și New York, și Massachusetts și-au elaborat și au adoptat constituții. Doar Rhode Island și Connecticut și-au menținut vechile cărți coloniale, dar înlăturând referințele către rege.
Statele Virginia, Pennsylvania, Delaware, Maryland, Carolina de Nord, Massachusetts și New Hamshire au introdus legi cu privire la drepturile fundamentale ale cetățenilor (Bill of Rights), urmând ca Georgia, Carolina de Sud, New Jersey și New York să include legile în articolele acestora. Prima lege a drepturilor a avut influență asupra celorlalte, fiind adoptată de Virginia la 2 iunie 1776, ce prevedea libertatea și independența ce sunt drepturi firești și inerente omului, întreagă putere aparținând și emanând de la popor, iar guvernul era în slujba poporului și acesta avea dreptul să-l reformeze sau să-l înlăture pe calea ce o crede de cuviință. Slujbele și demnitățile nu puteau fi moștenite. Se stipula separarea puterilor în stat, necesitatea de alegeri corecte și dese, nici un fel de dări sau taxe fără reprezentare, nici chiar temporar sub motiv de forță majoră, legile nu puteau avea caractere retroactive, învinuitul avea dreptul să cunoască învinuirile ce i se aduc, să se confrunte cu acuzatorii și martorii, să nu fie silit să aducă probe împotriva lui însuși, să fie judecat de jurați în timp scurt. 
Se prevedea interzicerea percheziției, arestării sau confiscării cu caracter general, se garanta libertatea presei, iar forțele militare să fie supuse puterii civile, statul să nu se amestece în problemele religioase. Toate acestea erau principiile de baza ale unei republici libere și drepturile fundamentale ale cetățeanului. Elaborarea constituțiilor a dus însă la lupte aprige între forțele democratice și cele conservatoire.
Liderii radicali democrați că Benjamin Franklin, Thomas Paine și Samuel Adams miltau pentru dreptul de vot tot mai larg, reprezentarea egală a tuturor districtelor în raport cu numărul populației, pentru supremația Camerei Inferioare a legislaturii asupra Camerei superioare, asupta puterii executive și juridice. Liderii moderați democrați ca Thomas Jefferson, Richard Henry Lee, George Mason susțineau că și Camera superioară devenea tiranică ca și oligarhia aristocratică și preconizau un guvern cu puteri cât mai limitate în care principalele ramuri: cea executive, legislative și cea judecătorească, să se țină în șah una pe alta.
Conservatorii socoteau că marii proprietari ai țării trebuie să cârmuiască America și cereau să nu se acorde drept de vot săracilor, iar districtele bogate să se bucure de influență, iar Camera superioară să dețină autoritatea, iar puterea executive și cea judecătorească să fie independente pentru a împiedica Camera inferioară să-și exercite puterea.
Pennsylvania, Carolina de Nord, Delaware și Georgia au adoptat constituții fundamental democratice, iar constituțiile statelor Virginia, Carolina de Sud, New York, Massachusetts, New Jersey, Maryland și New Hampshire predominau influența conservatoare. Pennsylvania a elaborat cea mai democratică constituție din aceea vreme, iar autorii constituției ca Benjamin Franklin și Thomas Jefferson au prevăzut o legislatura unicamerală, aleasă anual de toți plătitorii de taxe, dreptul de a fi ales îl avea orice persoană care își avea domiciliul de cel puțin doi ani în orașul sau comitatul respectiv, nimeni nu putea fi ales mai mult de două legislaturi consecutive și nu putea fi reales decât cu o întrerupere de trei ani.
Un consiliu executiv era format din 13 membri, aleși trienal și un președinte fără putere, luând locul vechiului guvernator și consiliul proprietarului. Nici președintele sau consiliul nu aveau drept de veto în a împiedică lucrările legislaturii, de astfel, dezbaterile Legislative erau publice și jurnalul lor publicat săptămânal, legile de interes colectiv fiind în prealabil supuse dezbaterii publice și nu puteau fi votate decât la sesiunea următoare, toți funcționarii publici fiind aleși și oricând revocați și judecați de către Legislativă.
Dar opoziția conservatoare condusă de John Dickinson și Robert Morris a organizat un partid anticonstituționalist și în decembrie 1776, a împiedicat funcționarea conducerii statului. Dar în urma intervenției Congresului Continental, conservatorii au acceptat să cooperee și să participe la alegerile din februarie 1777. Sub noua legislative, reunite la 4 martie 1777, Constituția a intrat în vigoare. Pennsylvania era unicul stat în care nu se condiționa dreptul de a alege sau de a fi ales în funcție de avere, și unicul stat care avea un parlament unicameral.
În celelalte state cu constituții democratice censul era fixat la 50 de acri pentru alegători, iar pentru a fi ales în Camera sau în Senat, se cerea candidatului să dețină o avere mijlocie. Carolina de Sud a avut cea mai conservatoare constituție, elaborată de congresul statului, în care districtele conservatoare de coasta aveau 144 de reprezentanți, iar cele din interior, cele democratice, aveau numai 40, ce cuprideau trei pătrimi din populația albă.
Se prevedea dreptul de vot numa pentru omul alb liber ce posedă 50 de acri cu impozitele plătite la zi. Pentru a fi ales în Senat se cerea un teren de 2000 de lire sterline, iar dacă nu rezidă în districtul respective, 7000 de lire sterline. Districtele erau stabilite încât regiunea de coasta avea 144 de locuri, iar cele din interior-55. Guvernatorul și cei opt consilieri aleși de ambele camere reunite, trebuiau să posede fiecare un teren de 10 000 de lire sterline, iar judecătorii erau numiți de către senat, ceilalți juriști, șerifi, ofițeri fiind aleși, prin scrutin de Senat și Camera. Conducerea statului aparținea bogaților, marilor proprietari de terenuri. Massachusetts, ce a adoptat constituția în 1780, era unicul stat în care guvernatorul avea drept e veto și dreptul ca împreună cu consiliul sǎu, să numească judecători, procurorul general, șerifii, procurorii, ofițerii armatei și flotei. Erau menținute taxele pentru întreținerea bisericii, iar puterile exlusive ale Adunării Legislative erau asigurate. Thomas Paine și Thomas Jefferson au indicat că menținerea libertății și fericirii nu poate fi posibilă fără răspândirea științei, fără a oamenii să fie instruiți. Legislaturile și conducerile statelor erau obligate să înființeze școli pentru a dezvoltă și răspândi științele și artele.
Averile confiscate de la loialiști au finanțat învățământul din New York, Connecticut, Virginia, Caroline și Georgia. În Pennsylvania, legile penale puteau fi revizuite, pedepsele nemaifiind atât de crude, ci mai corespunzătoare cu gravitatea delictelor. La cererea lui Benjamin Franklin, a luat ființă Societatea pentru ajutorarea deținuților nevoiași ce își propunea să militeze și pentru reforma regimului penitenciar în vederea reeducării deținuților prin muncă, școală, oferindu-i un climat corespunzător. În Virginia, la inițiativa lui Jefferson, codul penal a fost revizuit, fiind aplicată pedeapsa capitală numai pentru crimă și trădare. Constituțiile Pennsylvaniei și Carolinei de Nord au desființat întemnițarea pentru datorii neplătite atunci când nu existau dovezi de înșelăciune.
În iulie 1775, Benjamin Franklin a supus Congresului planul unirii coloniilor într-o singură confederație numită “Coloniile Unite ale Americii de Nord”. Forță coloniilor rezidă în unitatea acestora și numai o alianța trainică poate asigura succesul împotriva Angliei. Thomas Jefferson și ceilalți radicali l-au sfătuit însă să nu prezinte planul, ideea fiind prematură, mult prea îndrăzneață pentru membrii timizi majoritari ai Congresului care se temeau de ruptură de Londra.
În ianuarie 1776, Franklin a încercat din nou să-l supună dezbaterii, dar nu a reușit. După proclamarea independenței, situația s-a schimbat radical. Statele trebuiau să coopereze în desfășurarea războiului, existând problem comune economice, comerciale și teritoriale. În iunie 1776, Congresul a mandatat o Comisie de Treisprezece, câte unul din fiecare stat, ca să elaboreze un plan de uniune. Proiectul a fost supus Congresului la 12 iulie, suferind modificări și completări. În urmă dezbaterilor, s-a concretizat Actul de Unire, intitulat Articolele Confederației ratificat și de Congres pe 15 noiembrie 1777. Au existat dispute dintre conservatorii ce doreau un guvern central ce trebuia să fie suveran în reglementarea comerțului, introducerii unei monede unice, elaborarea legilor de navigație și politicii externe, precum și de dispunerea unei armate și flote care să înăbușe revoltele, și democrații care doreau un guvern central slab, îngrădit în drepturile sale, micii fermieri și micii comercianți favorizând suveranitatea statului lor, de asemenea, liderii acestora cereau guvernului central să nu i se acorde dreptul de a impune și percepe dări și taxe sau de a controla forțe armate, de a reglementa comerțul și de a decreta legi de navigație, toate taxele și impozitele trebuind să fie votate de Legislativele statelor ce dispuneau de forțe armate proprii care să nu fie utilizate împotriva poporului, și să reglementeze comerțul și navigația pentru a-i împiedica pe marii comercianți și proprietari să-i oprime pe fermieri, de asemea, să fie investite cu puterea de a bate moneda, a emite note de credit și a reglementa relațiile dintre creditori și debitori. John Adams scria despre tendințele separatise foarte puternice din Massachusetts și Philadelphia în privința manierelor, morale, limbii, gusturilor, religiei și sistemului de învățământ.
Situația s-a complicat și în privința pământurilor din vest, diferite grupări ale burgeziei concurând pentru ele. Speculanții de pământuri din statele ce nu doreau teritorii din vest preferau o guvernare centralizată care să preia stăpânirea vestului. În statele care revendicau teritorii din vest, speculanții de pǎmânturi și fermierii doreau ca statele lor să dispună de ele. În statele sudice, plantatorii nu voiau să cedeze nicio parte din puterea lor în folosul unui guvern central. Se manifestau contradicții dintre statele sudice sclavagiste și cele din New England. Dar factorii puternici au acționat în direcția unirii statelor.
Prima constituție a Statelor Unite ale Americii,denumite “Articolele Confederației”, ratificată de Congres, în noiembrie 1777, prevedea un Parlament unicameral-Congresul, ce era ales anual, în care fiecare stat avea un număr egal de delegați, independent de numărul populației. Nu se prevedea funcția de președinte, iar puterile Congresului erau restrânse, statele menținându-și suveranitatea în impunerea și perceperea de dări, baterea monedei, emiterea de bancnote, elaborarea legilor privind comerțul și creditul. Dar principalele drepturi acordate Congresului nu puteau fi exercitate decât cu acordul a nouă state din treisprezece: dreptul de a declara război, de a fixă efectivele militare de uscat și ale flotei, a bate moneda, a emite hârtia monedǎ, a face rechiziții, statele urmând să răscumpere moneda emisă și să plătească rechizițiile conform cotelor fixate în raport cu valoarea pământurilor și a construcțiilor aflate în mâini particulare. 
Congresul încheia tratate comerciale și reglementa relațiile cu indienii, cu condiția ca deciziile în aceste domenii să nu contravină legilor statelor. În privința pământurilor din vest, congresul convenea că toate pământurile disputate să fie cedate congresului, ce urmau să fie colonizate și constituite în state distincte ce aveau să devină membri ai uniunii federale cu aceleași drepturi de suveranitate, libertate și independența. În timp de pace, forțele militare erau constituite din milițiile statelor, iar pe timp de război, statele trebuiau să recruteze contingente ale căror efective erau fixate de Congres. Statele ce nu-și îndeplineau obligațiile nu puteau fi constrânse datorită slăbiciunii puterii centrale. Unirea statelor era mai mult simbolică, abia în 1781 fiind ratificate Articolele Confederației devenind operative în privința expansiunii spre vest. Până atunci, Congresul a acționat ca un guvern de facto fără a beneficia de o constituție.
Cum biserica anglicană reprezenta un simbol al autorității britanice, Maryland și Carolina de Nord au anulat privilegiile bisericii anglicane în constituțiile lor în 1776. În Virginia, non-anglicanii au fost scutiți de plata taxelor pentru biserici. În New York, Georgia, Carolina de Sud și Massachusetts a fost aprobată libertatea religioasă pentru toate bisericile creștine. Li se îngăduia catolicilor în opt state și evreilor în patru state să ocupe funcții publice. În 1779, Thomas Jefferson a asupus legislaturii Virginiei un “Statut despre libertatea religioasă”. Susținea că mintea umană nu trebuia constrânsă sau înfricoșată căci ar genera fățărnicie și nimicnicie, condamnând persecutarea celor de altă credință. Declara în Statut că drepturile cetățeanului nu depind de convingerile religioase. Statutul a fost adoptat abia în ianuarie 1786.
De asemenea, o altă problema prioritară a reprezentat-o eradicarea sclaviei. Negrii constituiau 20% din populația coloniilor, adică 600 000 din care 90% erau sclavi concentrați în statele sudice, din Maryland până în Georgia. Majoritatea populației albe a Americii era pătrunsă de profunde concepții rasiste. Liderii radicali erau pe deplin conștienți de rasism și de practicarea sclaviei. James Otis condamnă sclavia și afirmă dreptul negrilor la libertate în pamfletul “Rights of the British Colonies” publicat în 1764. Benjamin Franklin, Dr. Benjamin Rush, Abigail Adams, soția lui John Adams și Thomas Paine susțineau abolirea sclaviei.
În 1771, legislative din Connecticut a dezbătut memoriile înaintate pentru a pune capăt sclaviei, legiferând interzicerea comerțului cu sclavi. În Massachusetts, Legislativă a adoptat în 1773 o decizie similară, dar s-a izbit de votul guvernatorului Hutchinson.
În 1774, adunarea orǎșǎneascǎ din Baintree a votat rezoluția prin care locuitorii se obligau să nu mai facă negoț cu sclavi și să boicoteze sclavia. S-au adoptat măsuri similar în Rhode Island, Pennsylvania, Delaware. Legislativa din Rhode Island, sub presiunea quakerilor, proclamă că orice sclav negru va fi considerat liber, iar mișcarea abolutionista era susținută de o campanie de memorii organizată de negri.
În 1775, Comitetul de Corespondență din comitatul Worcester a dus la convocarea unei adunări cetățenești pe 14 iunie, în cadrul căreia locuitorii și-au luat obligația de a lupta pentru abolirea sclaviei. În primăvară 1775 a luat ființă la Philadelphia prima Asociație pentru abolirea sclaviei în America, ce a apărut ulterior la New York și Delaware în deceniul următor.
Războiul de Independența a accelerat pașii pentru abolirea sclaviei.
În 1776, comerțul cu sclavi a fost pus în afara legii în Massachusetts, iar în Delaware, se prevedea conform constituției că nici o persoană din Africa nu va fi înrobită. În 1780, Pennsylvania a legiferat abolirea sclaviei, iar în 1781, în față Curții Supreme din Massachusetts, s-a prezentat cazul în care un alb era învinuit de maltratarea unui negru, fiind condamnat la plata unei amenzi, dar învinuitul susținea că negrul era sclavul sǎu. Curtea Supremă s-a pronunțat că ideea sclaviei era incompatibilă cu prevederile Constituției. În New Hampshire, nouă constituție a abolit sclavia, iar în 1784, Connecticut și Rhode Island au legiferat abolirea sclaviei.
În timpul războiului, numeroși negri se aflau în detașamentele americane, ca Poor Slem ce s-a dovedit a fi curajos în bătălia de la Bunker Hill. Liderii radicali au preconizat folosirea negrilor ca soldați în Armata Continentală, iar James Madison, președintele Comitetului Securității din Virginia, susținea că negrii să fie eliberați și înrolați, dar plantatorii, proprietarii și comercianții se opuneau. La propunerea lui John Rutledge, delegat al Carolinei de Sud, Congresul Continental a interzis înrolarea negrilor în octombrie 1775. Consiliul generalilor armatei americane a adoptat o decizie similară până când pe 12 noiembrie, Washington a emis un ordin pe armatǎ. Lordul Dunmore, guvernatorul regal al Virginiei, a organizat un regiment de sclavi negri, iar în proclamația din noiembrie, a făgăduit libertate celor care vor lupta în armata regală britanică împotriva rebelilor americani. Negrii s-au prezentat încrezători la unitățile britanice.
La sfârșitul anului 1775, Washington a anunțat că aprobă ca ofițerii să-i recruteze pe negrii liberi. În rezoluția din 16 ianuarie 1776, Congresul a ratificat hotărârea luată, dar numai cu rezervă negri liberi ce au servit cu credință în armata de la Cambridge, pot fi înrolați, dar nu și alții.
În New York, orice cetățean era chemat la arme, având și dreptul de a aduce un înlocuitor, fie negru, fie alb, care să fie apt pentru lupta și în cele din urmă, s-a îngăduit recrutarea negrilor fără nicio restricție. Masachusetts și Rhode Island au aprobat prin lege înrolarea negrilor în 1778. 
În 1779, recrutarea negrilor a fost permisă și în Carolina de Nord. 
În 1780, Maryland a adoptat aceeași măsură. Virginia, Carolina de Sud și Georgia au interzis înrolarea negrilor. Abia în martie 1779, când situația militară a SUA era dezastruoasă, Congresul a votat rezoluția prin care cerea Georgiei și Carolinei de Sud să îngăduie recrutarea a 3000 de negri, făgăduind să plătească proprietarilor câte 1000 $ pentru fiecare negru eliberat, dar ambele state au refuzat. 
Negrii din cele 13 state au luptat în rândurile armatei și flotei americane în detașamente de partizani. Unități întregi erau constituite din negri cu ofițeri albi. În statele în care recrutarea era interzisă, sclavii care doreau să între în detașamente au fost întemnițați. Fuga de pe plantații a luat proporție de masă. Thomas Jefferson a afirmat că în 1778 din Virginia au fugit 30 000 de negri, mulți murind, alții fiind înrobiți în Florida, Indiile de Vest.
Proiectul Declarației de Independența, întocmit de Thomas Jefferson, a cuprins o condamnare deschisă și energică a sclavagismului. Cum unirea statelor era șubredă, la presiunile Georgiei și Carolinei de Sud, pasajele despre sclavagism au fost scoase, iar delegații antisclavagiști au fost nevoiți să cedeze. Prima Constituție americană, Articolele Confederației, lasă problema sclaviei nerezolvată. Dar revoluția a deschis calea spre libertate a servitorilor. În 1778, în Pennsylvania, s-a votat acordarea banilor stăpânilor ale căror servitori s-au înrolat. Servitorii se înrolau cu sau fără voia stăpânilor. S-au creat asociații în Pennsylvania, New York și Maryland pentru protejarea intereselor servitorilor proaspăt sosiți pe continentul american.
În cele din urmă, după revoluție, sistemul de întemnițare pe datorii a fost desființat, iar industrializarea și cererea crescută a forței de lucru liberă au contribuit la decăderea și dispariția sistemului de contractare de servitori. 

## Războiul

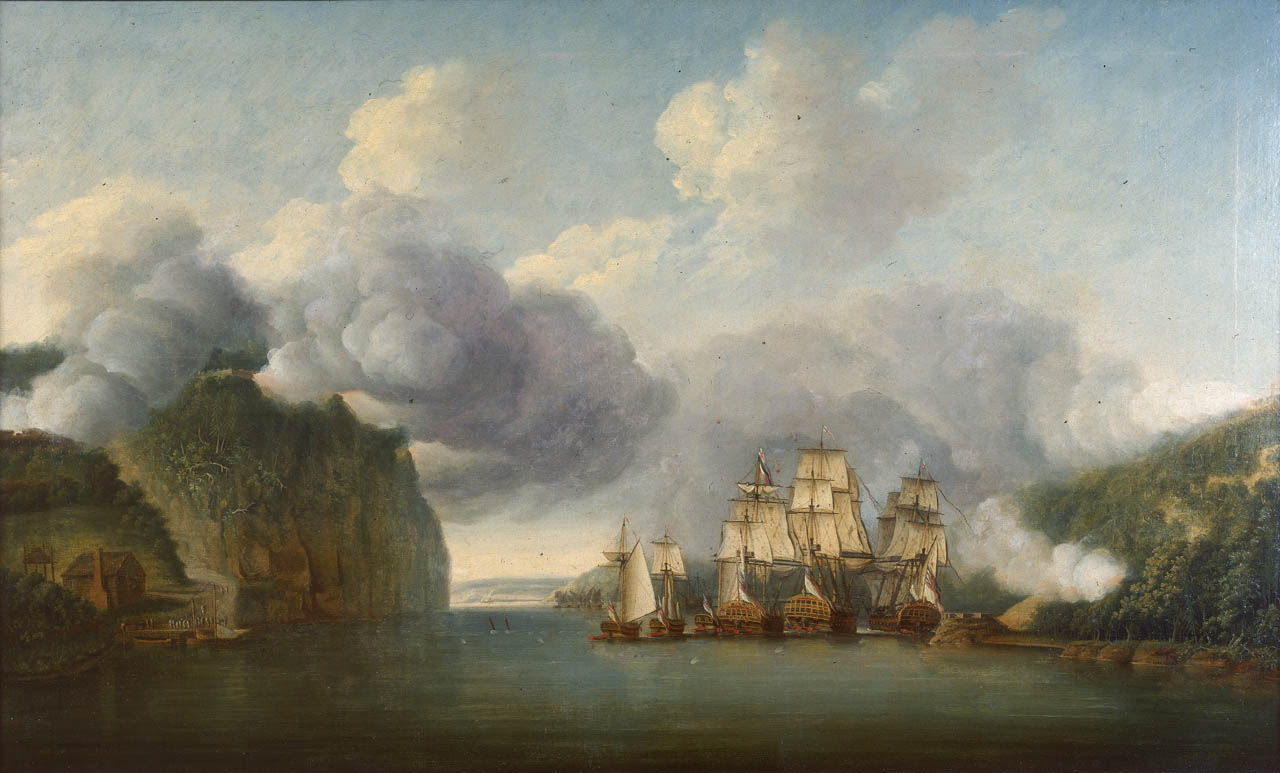
Trecerea pe raul Hudson

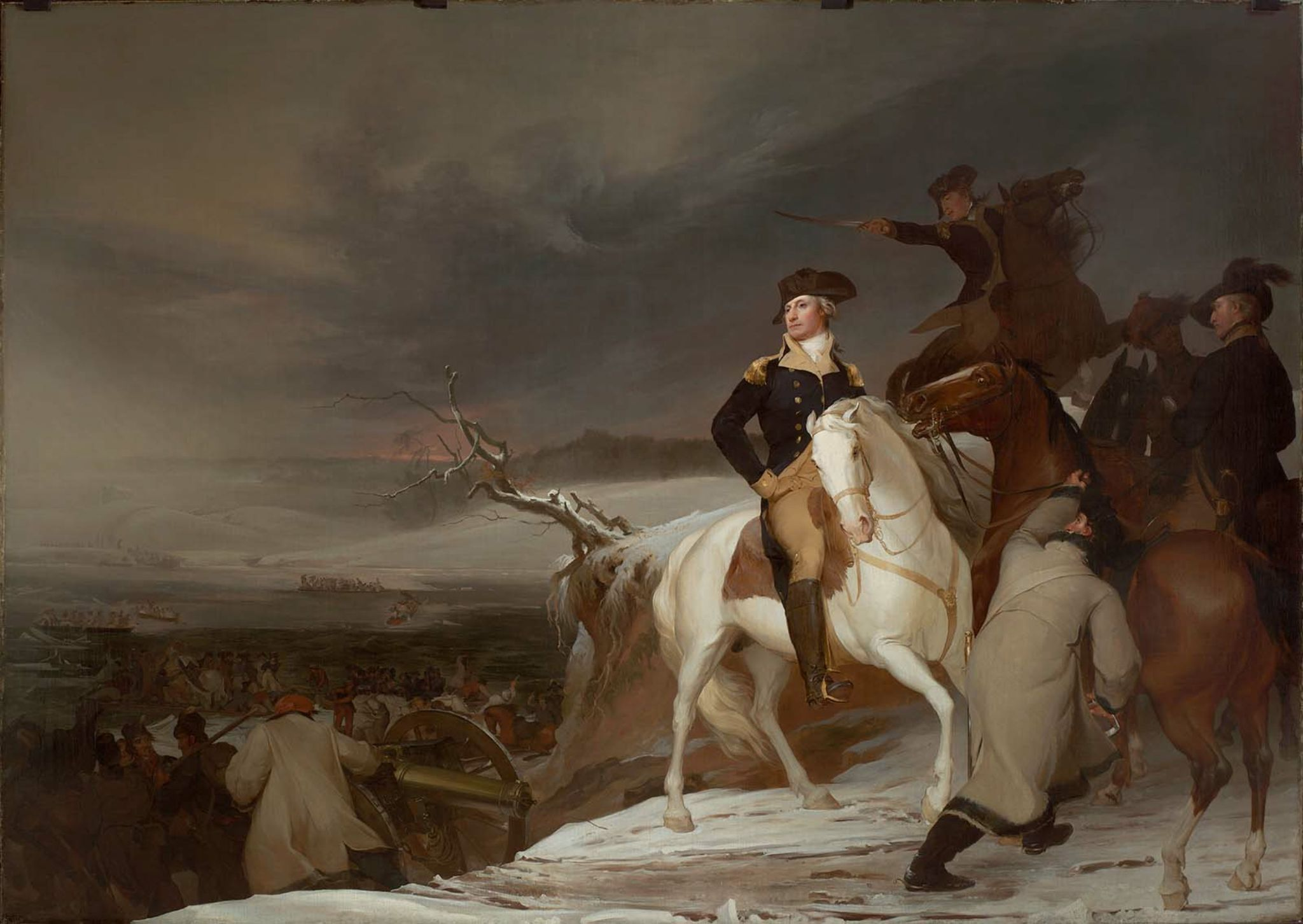
Traversarea raului Delaware

Condițiile soldaților în război erau groaznice. Se produceau uniforme de slabă calitate, mâncarea era proastă, pe când corupția luase proporții. Se practică comerț cu inamicul la scară largă, iar în iarnă anulu 1777, soldații lui Washington se prăpădeau de foame și de frig la Valley Forge în timp ce speculanții refuzau să primească moneda Congresului și vindeau alimente armatelor britanice. 

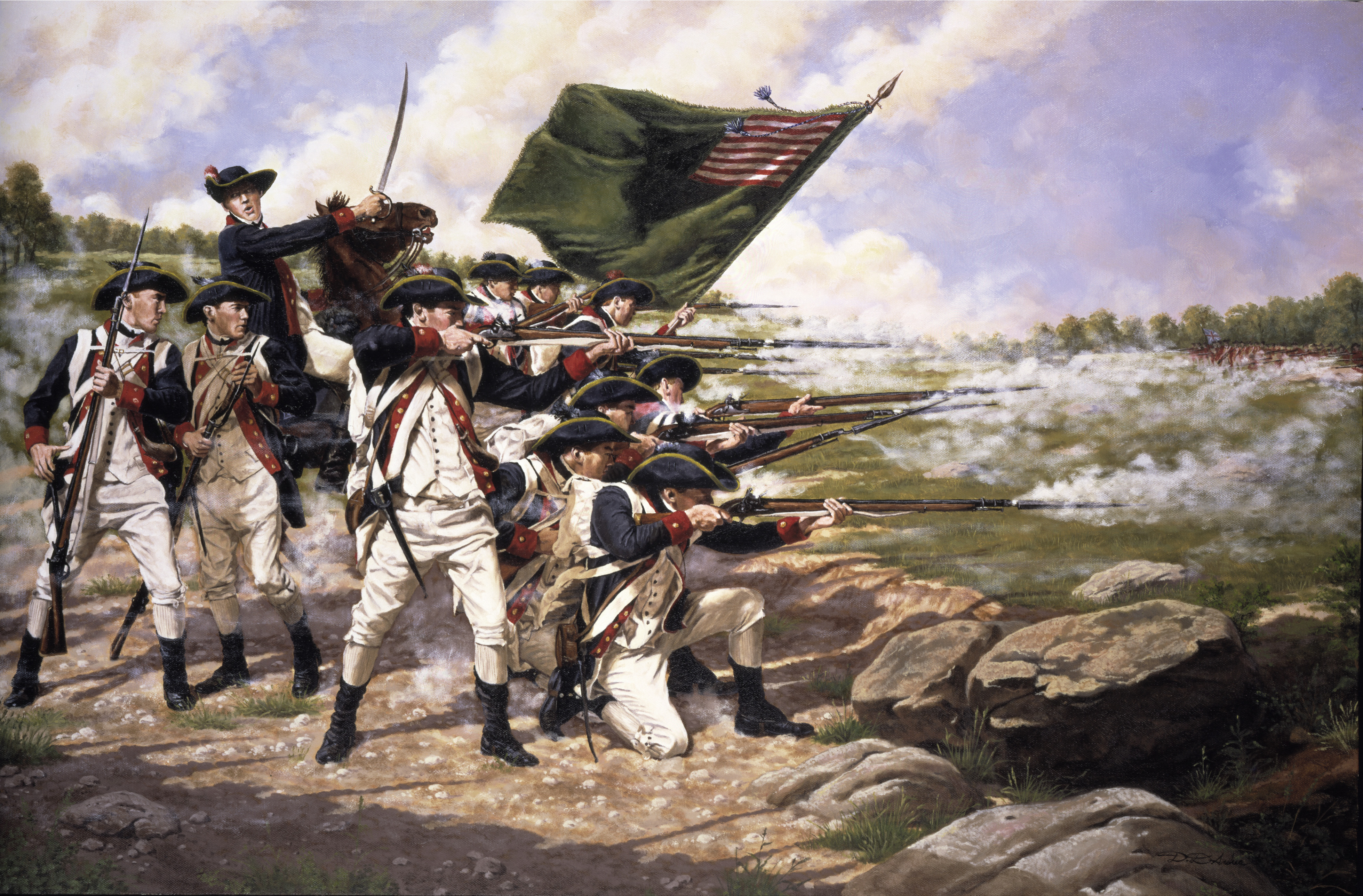
Batalia de la Long Island

În noiembrie 1776, Congresul a adoptat o lege pentru introducerea prețurilor maximale la alimente și anumite produse, dar ce nu au fost aplicate. Bușelul de grâu se vindea în 1777 cu 7 șilingi, ajungând în 1779 la prețul de 80 $, Între 1775-1779, Congresul a emis hârtie moneda în valoare de 191 milioane $. Statele nu percepeau taxele și impozitele pe care își luaseră obligația să le verse Congresului și astfel hârtia monedǎ nu a mai putut fi răscumpărată și retrasă din circulație. 
Până în 1779, statele au achitat Congresului numai 3 milioane $. În paralel cu hârtia monedǎ emisă de Congres mai circula și hârtia monedǎ emisă de fiecare stat. 
În ianuarie 1779, cota de schimb era 1 $ argint pentru 8 $, hârtie, în mai-de 1:24, iar în noiembrie-1:38. În primăvara 1780, Congresul Continental a suspendat plățile și în martie, s-a decis că statele să perceapă impozitele pentru răscumpărarea hârtiei-monedǎ aflată în circulație la cursul de 1$ argint pentru 40 $ hârtie. 

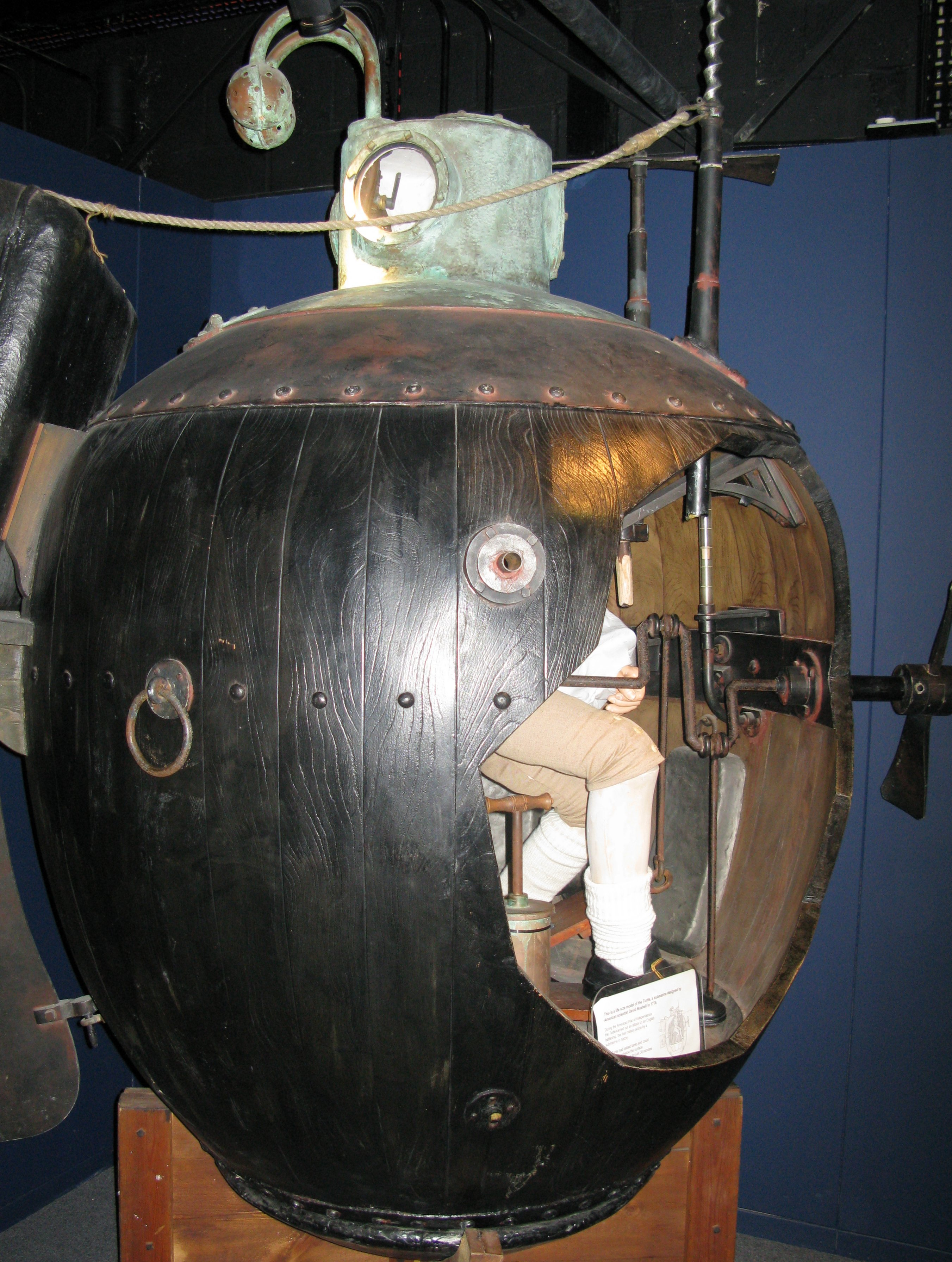
Submarinul Turtle

Circa 120 milioane $ au fost retrași, alte 71 milioane $ rămânând în circulație, fiind cumpărate de speculanți la cota 1:1000, în speranța că Congrsul le va răscumpăra, Statele retrăgând de pe piață moneda hârtie proprie după 1789. Cursul inflației a înlesnit speculațiile și marile afaceri, lovind în masă de fermieri, lucrători, mici comercianți și meșteșugari. S-a fixat prețul muncii, produsele scumpindu-se de la o zi la altă și salariile fiind însă înghețate. Marii comercianți sporeau prețurile la produsele puse în vânzare în tranzacii monetare, anticipând deprecierea lor. Micii fermieri, meșteșugari, comercianți erau siliți datorită creșterii prețurilor să se împrumute.
Când inflația s-a acutizat, creditorii s-au asigurat prin lege că datoriile vor fi plătite la echivalentul în argint existent. Speculanții, marii comercianți, afaceriștii își investeau profiturile de hârtie monedǎ în pământ, case, industrie și mărfuri neperisabile, ipoteci, bonuri de tezaur. Msele s-au ridicat împotriva speculanților în acțiuni, în 1777, în orașele Boston și Beverly, Est Haven și altele, grupuri de femei asaltând depozitele unor negustori speculanți și împărțind produsele și mărfurile. Au izbucnit greve datorită prețurilor sporite, numeroase demonstrații și adunări.
Lordul Sandwich, primul lord al Amiralității, a luat cuvântul în Camera Lorzilor, apărând politică represivă, declarând chiar înainte de Lexington și Bunker Hill, că americanii erau nepricepuți, nedisciplinați și lași, subestimandu-i. Lordul George Germanin, ministrul Coloniilor ce răspundea de operațiile militare în America, a tras învățăminte de pe urma primelor ciocniri dintre americani și britanici.A trimis regimente peste ocean bine echipate și instruite, supraestimând numărul loialiștilor și minimalizând posibilitățile revoluționarilor.
Conform planului, se pornea de la ideea că în sud, loialiștii aveau nevoie de trupe britanice ca să răstoarne conducerile rebele și să preia controlul. Generalul Henry Clinton, în fruntea a trei mii de soldați și Sir Peter Parker, care comanda o expediție navală de 11 nave de război, au primit ordin în 1776 să ocupe Carolina de Sud și cea de Nord, în cooperare cu unitățile loialiste. 

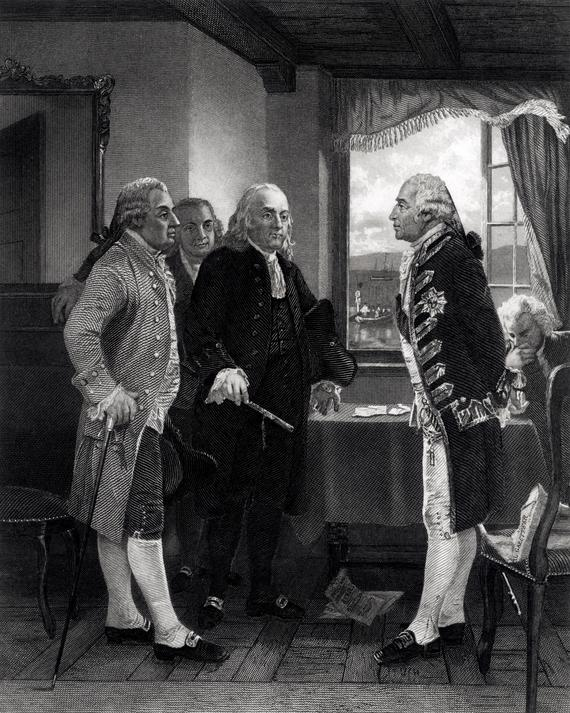
Conferinta de pace de la Staten Island

Fostul guvernator al Carolinei de Nord, Josiah Martin, a lansat manifest prin care cerea loialiștilor să se ridice împotriva regimului revolutionar. În februarie, 2000 de loialiști s-au adunat la Cross Creek sub comanda lui Donald McDonald, general brigadier. S-au prezentat 2000 de soldați americani la dispoziția generalului James Moore, comandantul regimentului I din Carolina de Nord. Moore a trimis jumătate din forțe pentru a-i întâmpina pe loialiștii ce înaintau spre Wilmington.
La 22 februarie 1776, loialiștii s-au lăsat atrași în ambuscada pregătită de soldații lui Moore, la Moore’s Creek. 30 dintre ei au fost uciși. A două zi, generalul McDonald s-a predat alături de cei 850 de loialiști, ceilalți s-au împrăștiat. 
Urmând să ocupe Charleston, forțele terestre și navale britanice au ajuns la 4 iunie în rază orașului. Washington și-a dat seama de interesul britanicilor în privința sudului și l-a numit ca secund pe generalul maior Charles Lee, commandant al frontului sudic, ce includea Virginia, Carolineel și Georgia. Lee a sosit a două zi după britanici la Charleston, cu 1900 de soldați, sporind efectivele apărătorilor orașului la 6600 de soldați. Fortul Sullivan, situat pe insula Sullivan, a străjuit intrarea în port. Clinton a debarcat cea mai mare parte a forțelor pe insula Long Island, din vecinătate. Neavând însă ambarcațiuni mici pentru a traversa canalul ce despărțea Long Island de Insula Sullivan, nu a putut improviza pontoanele și de a debarcă în insula Sullivan, astfel, a fost nevoit să lase flotei regale onoarea de a forța intrarea în portul Charleston. Parker a pregătit forțele navale, iar pe 28 iunie, în timp ce trupele lui Clinton încercau să traverseze canalul pentru diversiune, Parker a trimis trei vase mai mici ca să bombardeze fortul dinspre vest, în timp ce celelalte bombardau dinspre sud. Turnurile fortului, aparat de colonelul Wiliam Moultrie, răspundeau la acest bombardament intensiv . Nu dispunea decât de 30 de ghiulele pentru fiecare tun, dar din fericire pentru americani, două dintre cele trei vase mici, căutând să se apropie cât mai mult, s-au ciocnit. Asaltul trupelor britanice ale lui Clinton a fost respins.
La 1 ianuarie 1776, George Washington a ordonat înălțarea unui drapel la cartierul general al armatei de la Cambridge. Steagul avea 13 benzi orizontale albe ce alternau cu 13 benzi roșii. Congresul i-a poruncit să grăbească asediul asupra orașului Boston. Washington a trimis după tunurile grele capturate la fortul Ticonderoga. Colonelul Henry Knox, librar de meserie, a adus 59 de tunuri. În timp ce se amplasau bateriile, britancii au decis să se retragă din Boston. Generalul Howe a promis unei delegații din Boston că nu va incendia orașul dacă americanii nu-i vor atacă trupele. Beligeranții au redus ostilitățile la minimum. În noaptea de 17 martie, ultumul soldat britanic a fost îmbarcat. Howe a evacuat Bostonul, plănuind să ocupe New York, care avea cel mai bun port de pe coasta atlantică, fiind centrul conducător al loialismului și ce deținea controlul asupra cǎii Hudson-Champlain, spre Canada.
În așteptarea întăririlor din Anglia, Howe a debarcat la Halifax în Noua Scoție și a ocupat State Island. Washington, convins că Howe a plecat spre New York, a lăsat cinci regimente în Boston sub comanda lui Artemius Ward și s-a îndreptat în marș forțat să apere orașul.
Vasele britanice aduceau întăriri și materiale în cursul primăverii. În august, Howe comanda 32 000 de soldați din care 9000 erau mercenari germani. Amiralul lord Richard Howe, fratele mai mare al generalului, a sosit din Anglia cu o flota de război: zece vase de linie și 20 de frigate, câteva sute de corăbii de transport și 10 000 de marinară. Cel mai mare corp expediționar britanic era gata de atac. Lordul William Tryon, fostul guvernator regal din New York, refugiat pe un vas, ducea o corespondență secretă cu loialiștii din oraș pentru a pregăti un complot. David Matthews, primarul orașului, a organizat o rebeliune a loialiștilor ce trebuia să izbucnească odată cu atacul britanic. Washington și ceilalți generali trebuiau să fie asasinați, iar în complot erau implicate și soldați ai Armatei Continentale, printre care și Thomas Hickey din garda personală a lui Washington.
Dar complotul a fost descoperit la timp. Washington deținea comanda a 20 000 de soldați, reorganizând armata în cinci divizii. În ciuda pedepselor severe aplicate, tot avea probleme în privința menținerii disciplinei, dezertărilor, bețiilor și bătăilor. Pe 22-25 august, Howe a atacat în permanent, încercând să debarce 20 000 de soldați pe Long Island și cu sprijinul flotei, avea să ocupe colinele Brooklin, unde Washington a concentrat o mare parte din trupele sale. Și-a dat seama că nu va rezistă, de aceea a retras forțele de pe coline în noaptea de 29 august. Parte din generalii lui Washington, în frunte cu Nathanael Greene, sugera evacuarea și incendierea orașului. Congresul Continental a recomandat comandantului supreme să nu pricinuiască stricăciuni. La 12 septembrie, Washington s-a decis să se retragă din oraș spre partea nordică a insulei Manhattan. Howe a debarcat în partea sudică a insulei, amenințând să încercuiască unitățile americane. Au urmat ciocniri, prin care americanii s-au luptat cu curaj reușind să se alăture grosulu forțelor. Dar New York a fost ocupat de Howe pe 15 septembrie.
Washington s-a fortificat pe colinele Harlem având ca puncte se sprijin forturile Washington și Lee, pe ambele părți ale Hudson-ului. Nu a putut respinge intrarea flotei britanice în Hudson. A lăsat 3000 de soldați în fortul Washington și 4500 în fortul Lee sub comandă lui N. Greene și s-a retras în localitatea White Plains pe 23-26 octombrie.
Fiind urmărit, Washington s-a desprins de atacurile frontale ale britanicilor și a continuat să se retragă în noaptea de 31 octombrie spre înălțimile de la North Castle, lăsându-l pe generalul Lee cu jumătate din efective șip e generalul William Heath cu 2000 de soldați la Peekskill să păzească Hudson, conducând restul forțelor lui Lee.
Ajuns pe 13 noiembrie, s-a sfătuit cu Greene și cu ceilalți ofițeri în privința retragerii garnizoanei de pe malul celălalt al fluviului, aflată în fortul Washington. Greene a insistat să nu se grăbească, dar Washington șovăia. Pe 16 noiembrie, Howe a înconjurat fortul cu forțele britanice, iar colonelul Robert Magow, comandantul fortului, s-a predat cu întreagă garnizoană.
În noaptea 19-20 noiembrie, forțele britanice au traversat Hudson sub conducerea generalului Cornwallis. Washington, bănuind că Howe intenționa să cucerească o parte din New Jersey și să ocupe Philadelphia, a cerut Congresului și conducerii New Jersey să i se ofere întăriri. I-a scris lui Lee să se retragă de la North Castle și să i se alăture înspre New Brunswick.
Ajungând acolo pe 28 noiembrie 2000 de soldați din Maryland și New Jersey l-au părăsit după ce termenul de înrolare a expirat. Avea numai 3400 de soldați, iar Lee nu sosise, acesta fiind convins că Washington avea să fie înlocuit de Congres datorită erorilor, înfrângerilor și retragerii și că acesta va fi numit drept succesor, fiind ofițer de carieră cu reputație mare în operațiunile din Europa și America. Fiind presat de britanici, Washington a distrus podul de peste Raritan River, s-a retras de la New Brunswick la Trenton, localitate pe râul Delaware. Washington, pregătind evacuarea soldaților, a ordonat să fie adunate toate ambarcațiunile aflate pe râu și i-a trimis un mesaj lui Lee să se grăbească. Urmărit de inamic, Washington, protejat de tirul artileriei sale, a traversat Delaware în dimineață zilei de 8 decembrie, sub ochii britanicilor. În Pennsylvania a primit întăriri de 2000 de milițieni din împrejurimi, având 5000 de soldați cu el. Lee a traversat Hudson cu 4000 de soldați, dar într-un ritm lent. În seara zilei de 12 decembrie și-a amplasat tabăra în apropiere de Morristown, lăsând trupele sub comandă generalului John Sullivan, însoțit de o mică gardǎ, petrecând noaptea la cârciumă. A fost capturat de către un detașament de cavalerie britanic, iar Sullivan a mărșăluit rapid să i se alăture lui Washington și la 20 decembrie a ajuns în tabăra acestuia cu 2000 de soldați. 

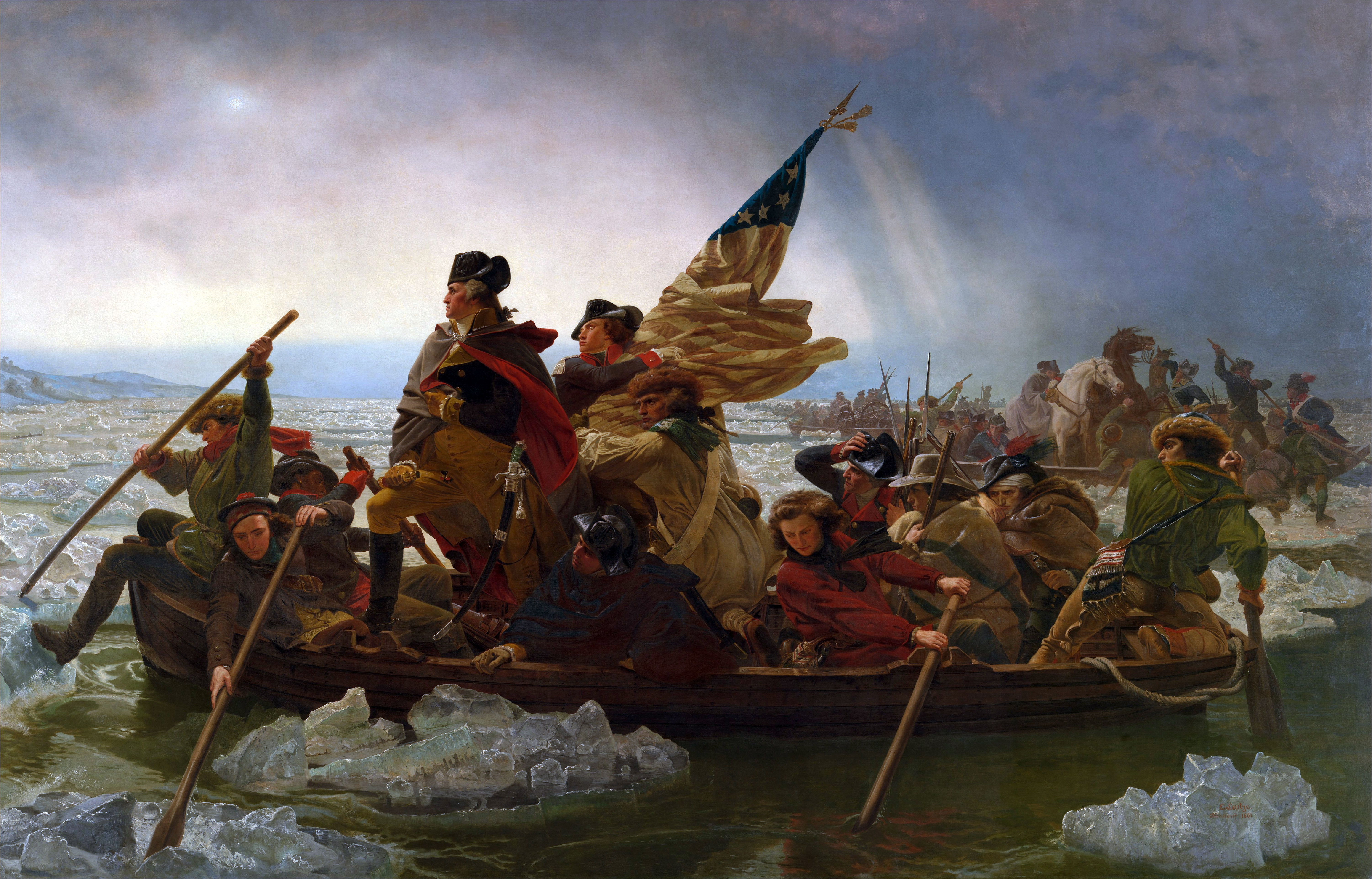
Traversarea Delaware

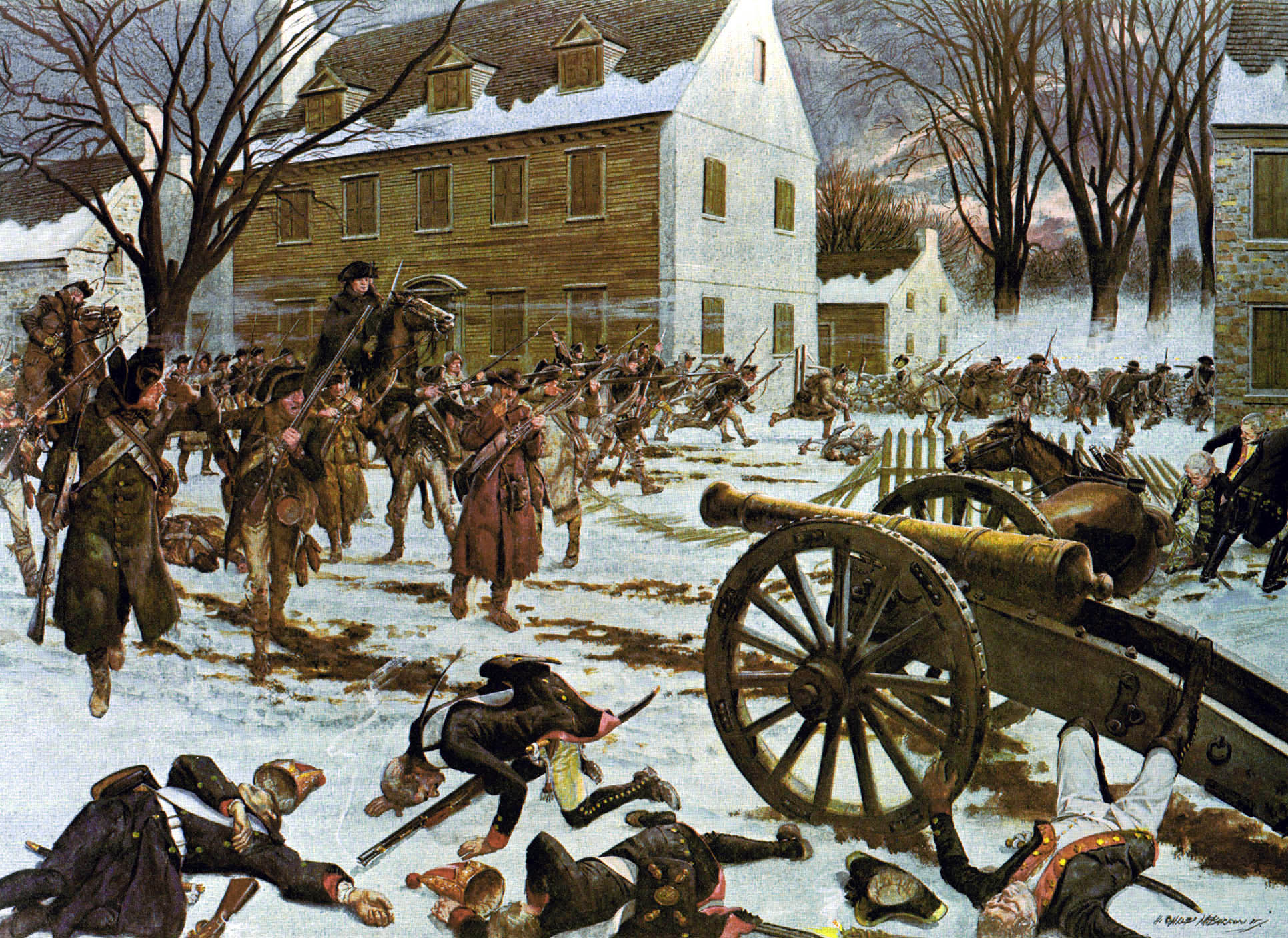
Batalia de la Trenton

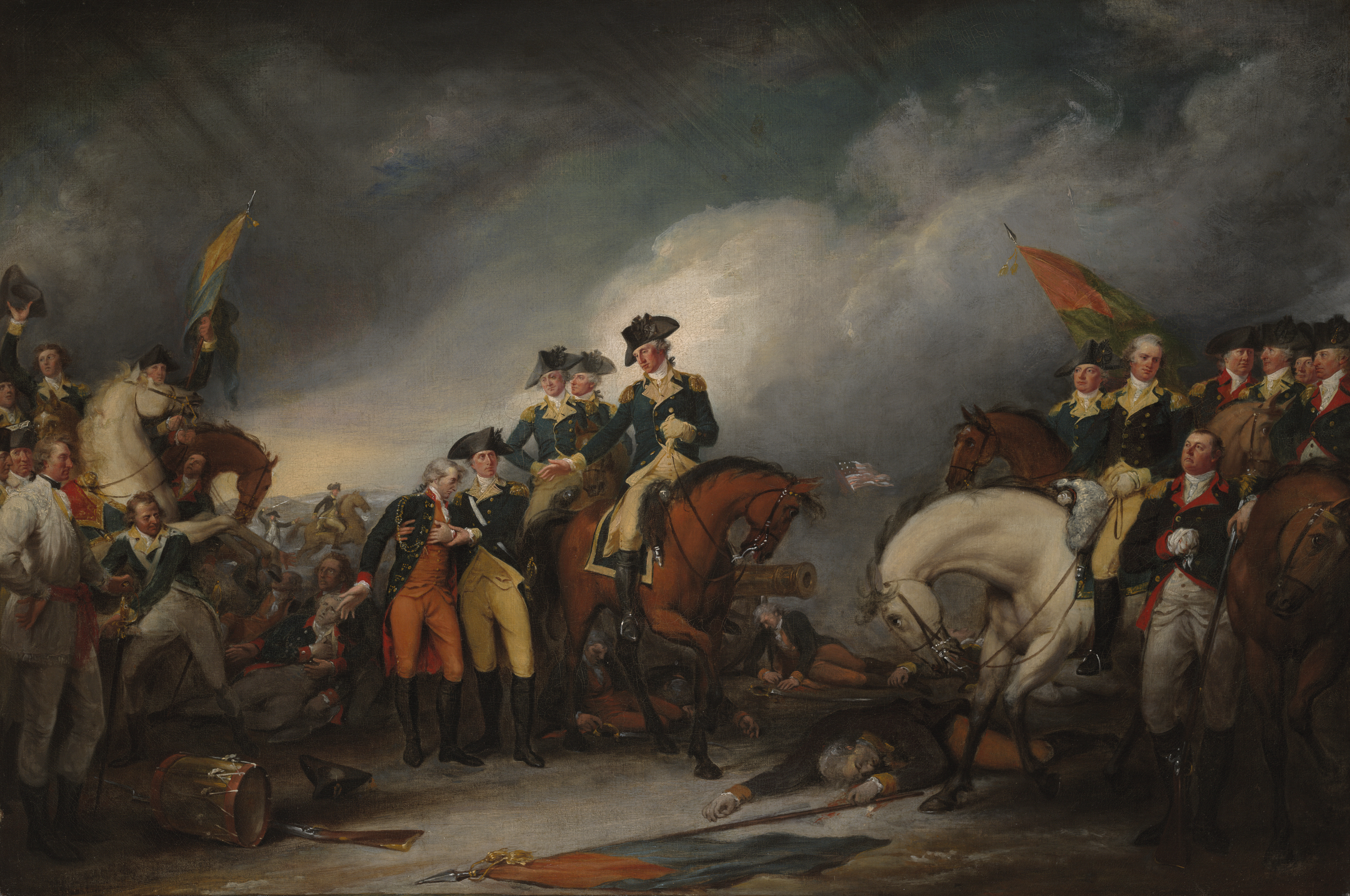
Capturarea hesienilor

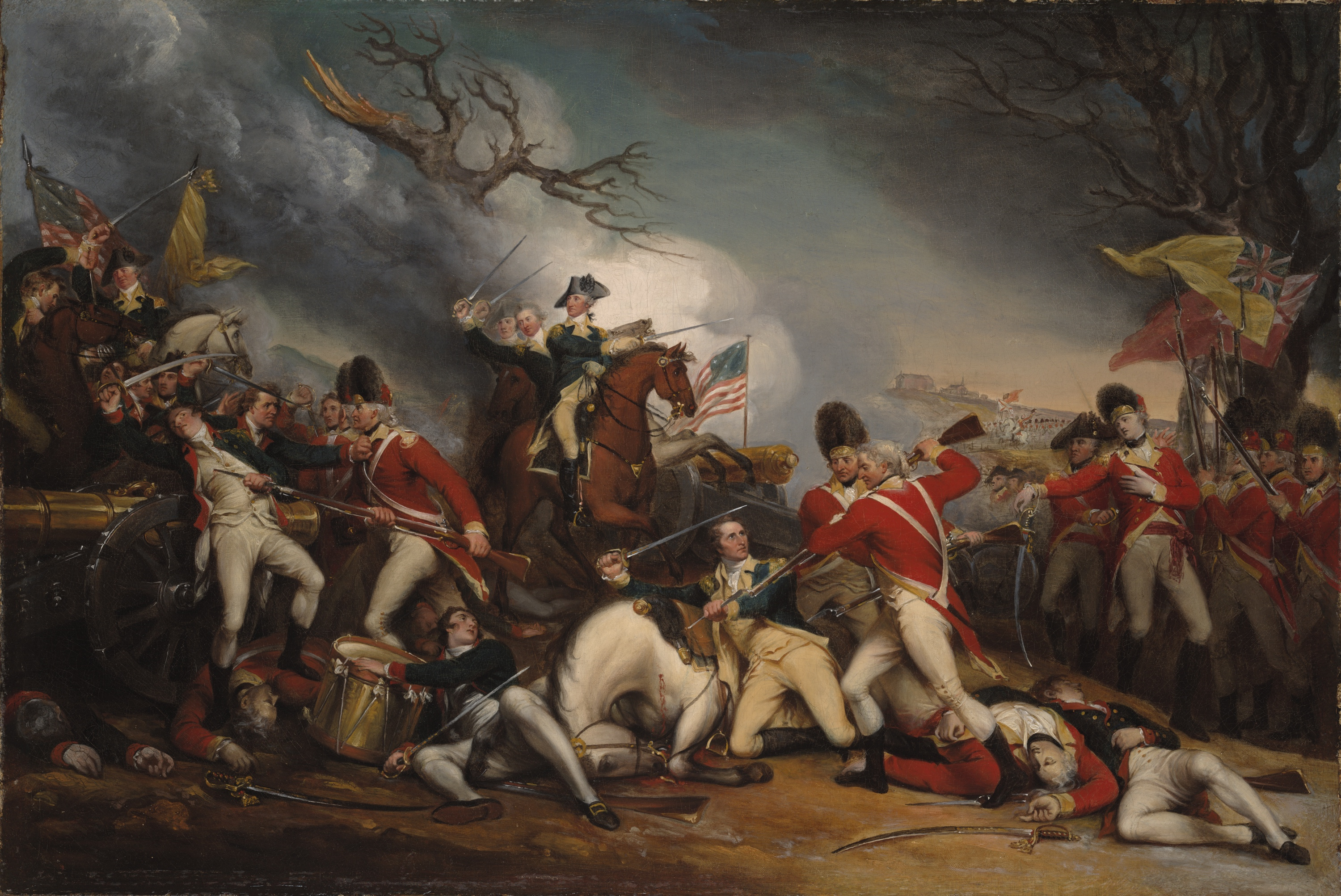
Batalia de la Princeton

Congresul Continental, întrunit la 12 decembrie, la Philadelphia, și-a exprimat regretul și lipsa de speranța că Washington mai avea să biruiască trupele britanice. Washington le-a transmis pe 17 decembrie că politică de a face înrolări pe termen scurt nu e eficientă. Thomas Paine, soldat al Armatei Continentale, a scris primul număr din The American Crisis, periodic ce apăru în treisprezece numere. Primul număr chiar a fost citit soldaților din fiecare tabăra la ordinul lui Washington pentru a conștientiza că lupta va fi dificilă și îndelungată. Howe, observând că rezistență americană părea să se prăbușească, a decis să-și amplaseze armata în cartierele de iarnă pentru a amână lovitura de grație până la primăvară. Răgazul i-a dat lui Washington posibilitatea ca printr-o manevră îndrăzneață să învingă forțele britanice. În noaptea de crăciun, Washington a traversat Delaware și a atacat prin surprindere garnizoana din Trenton, alcătuită din Hessieni. A luat peste 900 de prizonieri, o cantitate mare de muniții, arme și tunuri, alimente și echipament, și s-a întors înapoi pe 26 decembrie la tabăra sa. Soldații epuizați după un marș de 45 km pe o vreme rece au gustat victoria după luni de zile de suferință și înfrângeri.
Howe l-a trimis pe generalul Cornwallis cu 8000 de soldați să restabilească situația pe Delaware, dar Washington, lăsându-și oamenii epuizați și bolnavi, a traversat Delaware pe 29 decembrie și a reocupat Trenton. În zilele 30-31 decembrie, Washington a vizitat personal fiecare regiment și a apelat la soldați să se reinroleze. Mulți au acceptat să rămână încă șase săptămâni, un nou contingent de miliție din Philadelphia înlocuindu-i pe cei plecați.
La 3 ianuarie 1777, Washington a obținut o nouă victorie împotriva forțelor lui Cornwallis la Princeton, luând 200 de prizonieri. Princeton a fost reocupat de americani, iar Washington s-a îndreptat spre localitatea Morristown, ce domină câmpia centrală din New Jersey, între New York și Philadelphia, stabilindu-și cartierul de iarnă. Cu o armatǎ inferioară i-a forțat pe Howe și forțele sale să abandoneze partea de vest și centrală a lui New Jersey.

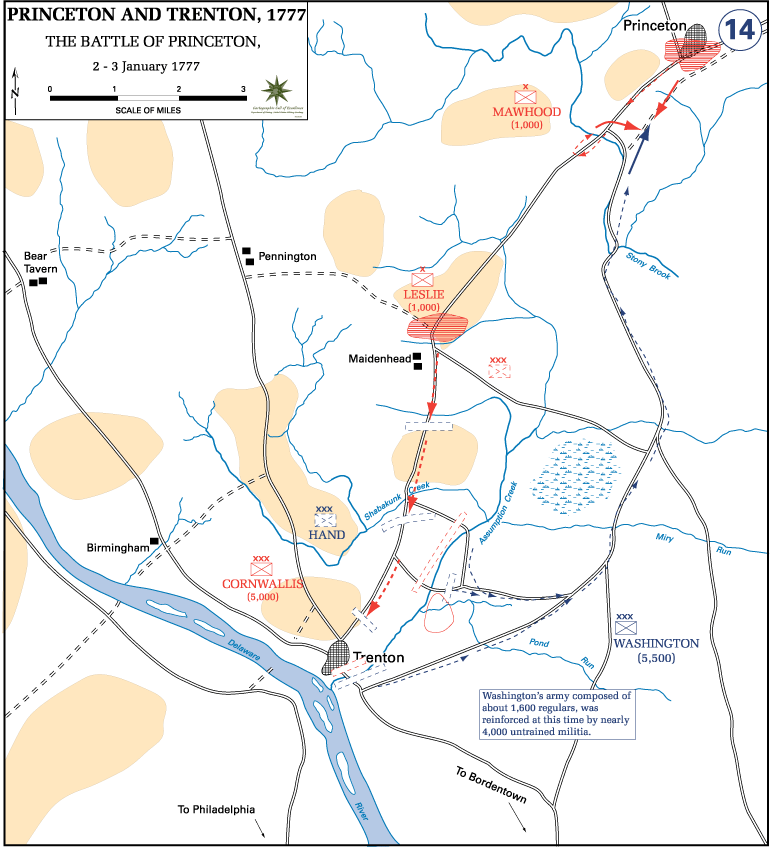

## Alianța cu Franța

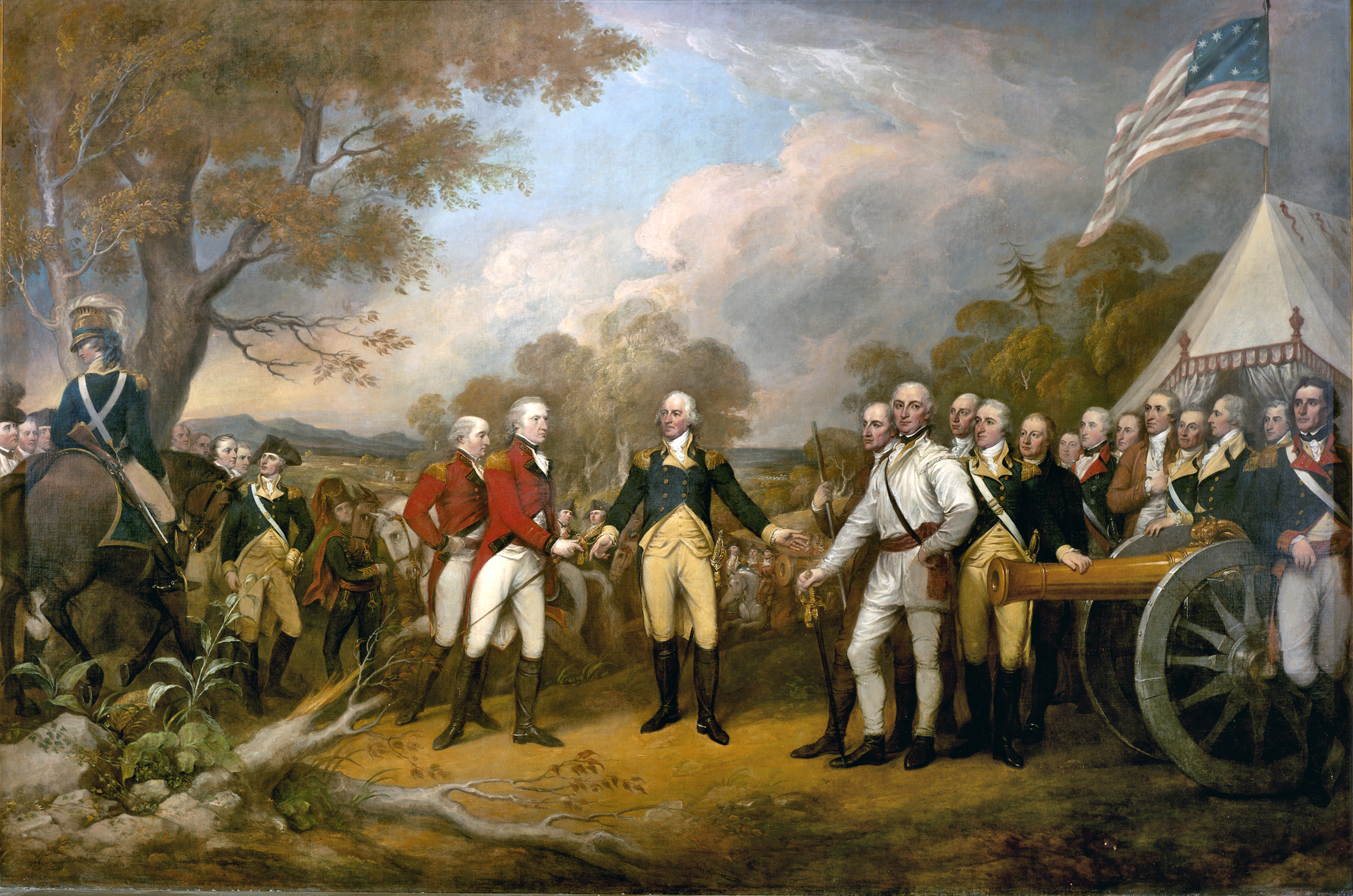
Capitularea generalului Burgoyne

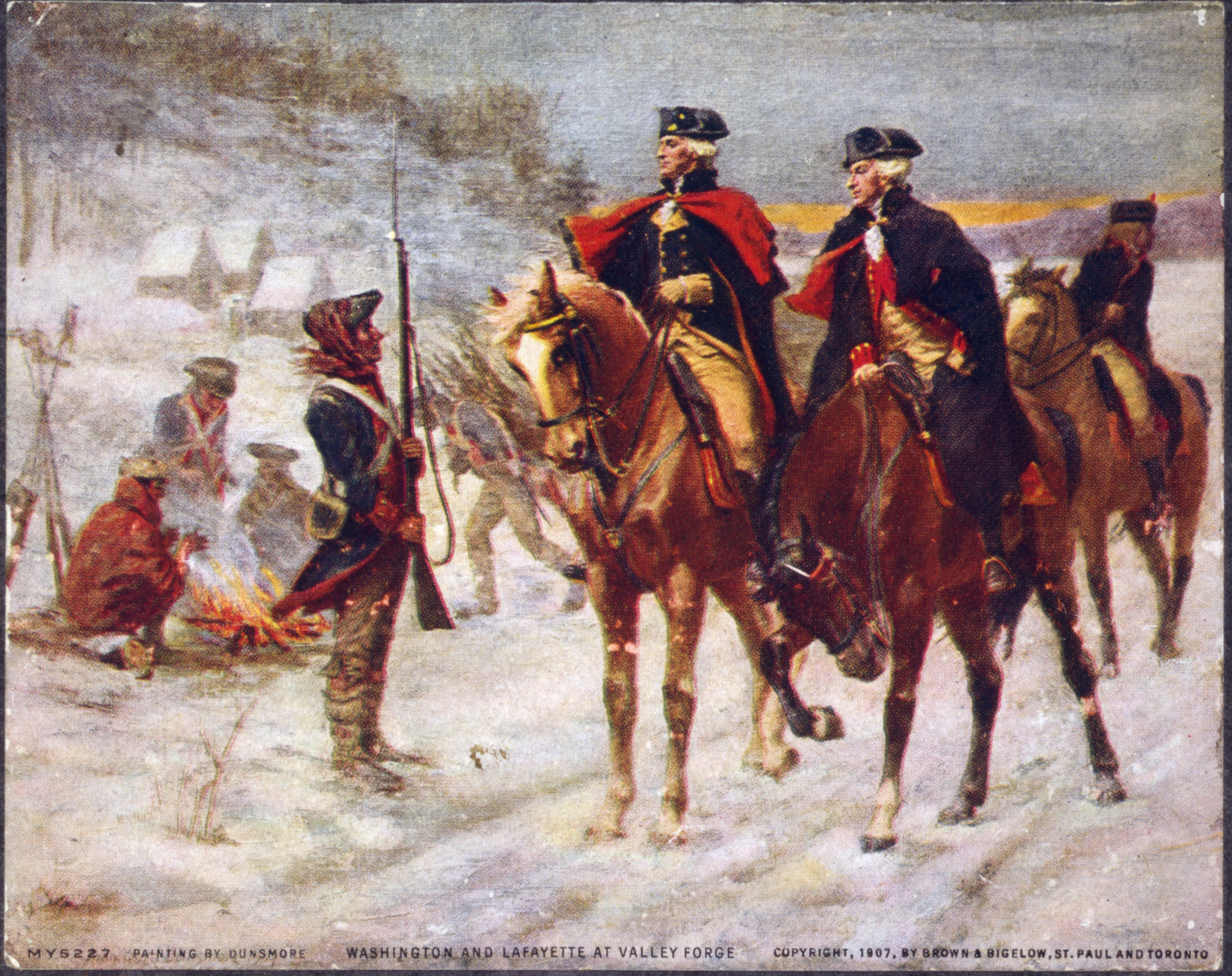
Washington si Lafayette pe Valley Forge

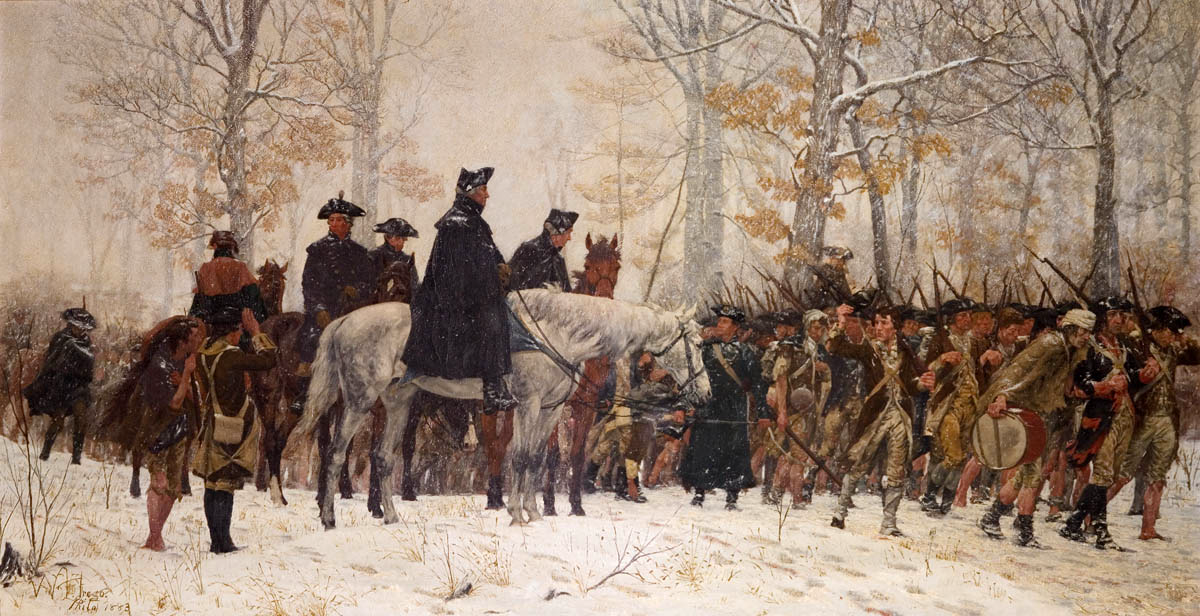
Marsul spre Valley Forge

În vara anului 1775, în timp ce Congresul consideră că ruptură de Londra putea fi evitată, unul dintre agenții secreți ai lui Vergennes, ministrul Afacerilor externe, a tras concluzia la Londra că destrămarea Imperiului Britanic era inevitabilă.
Agentul secret, Pierre Caron de Beamarchais, aventurier politician, dramaturg, l-a convins pe Vergennes că Franța trebuia să-i sprijină pe americani în secret. Vergennes a trimis un agent secret, Achard de Bonvouloir, la Philadelphia pentru a afla dacă coloniile voiau să obțină independența și să promită bunăvoința Franței. Ajuns la Philadelphia în decembrie 1776, Bonvouloir l-a contactat pe Benjamin Franklin cu Comitetul de Corespondență secretă al Congresului, reușind să concluzioneze că obiectivul principal al Americii era obținerea independenței. Vergennes a convenit cu Spania să ofere câte un milion de livre pentru a furniza muniție și armament americanilor. Beaumarchais a primit milionul francez și a lansat firma fictivǎ Rodrigue Hortalez & Company pentru comerțul cu America.
În martie 1776, Congresul l-a mandatat pe Silas Deane să reprezinte Congresul în Franța. În septembrie, Congresul i-a numit pe Benjamin Franklin și pe Thomas Jefferson să negocieze tratate cu puterile europene alături de Silas Deane pentru a contracara un împrumut de 2 milioane lire sterline. Jefferson și-a înclinat numirea și în locul lui a fost ales Arthur Lee, care se afla în Europa.
Armata lui Washington era stabilită la Morristown și număra doar 1000 de continentali și 1000 de milițieni. Echipați, hrăniți și înarmați, au menținut aparența unei armate, deși dezertările depășeau numeric înrolările. Congresul promitea fiecărui recrut câte o prima de 20 $ și un lot de 100 de acri la expirarea serviciului militar . În mai, armata lui Washington numără 9000 de continentali bine echipați. Se producea un număr mai mare de echipament, armata captura vasele britanice prin intermediul corsarilor particulari și flotei continentale . În martie 1777, două vase franceze au sosit, aducând 20 000 de muschete, cantitate mare de muniție, praf de pușcă și echipament.
Washington a înfruntat dificultăți cu voluntarii angajați în Franța de Silas Deane. Deane angajase toți ofertanții, promițându-le grade superioare și solde mari. Unii s-au angajat în armata revoluționară, alții erau aventurieri răufăcători. Puțini aveau cunostiinte militare. Dar generalii ori colonei s-au arătat a fi neinteresați și incompetenți în îndeplinirea obligațiilor asumate. 
Între timp, Howe plănuia să atace Philadelphia cu 11 000 de soldați, pentru a-l forța pe Washington să apere capitală, concluzionând că într-o bătălie deschisă, armatele disciplinate și instruite vor nimici armata revoluționară. A lăsat în orașul New York și în Rhode Island garnizoane puternice și a plănuit să își transporte trupele spre Philadelphia pe calea apei, de-a lungul coastei, la capul golfului Chesapeake și de acolo pe uscat. Generalul John Burgoyn și-a prezentat planul ce a fost aprobat: conducea armata din Canada pe două coloane, una pe aria văilor Champlain-Hudson spre Albany și alta pe aria Champlain-Oswego, tot spre Albany, socotind că va face joncțiunea cu Howe în regiunea dintre Hudson și Delaware. Noua Anglie avea să fie izolată de celelalte colonii, trupele britanice dispersând trupele revoluționare.
În primăvara 1777, două expediții britanice trimise de Howe, au capturat depozitele americane de la Peckskill din New York și Danbury din Connecticut. În iulie, Howe și-a îmbarcat trupele la New York,o armatǎ de 245 de vase de transport, escortate de 16 vase de război sub conducerea amiralului, lordul Howe. Washington a urmărit drumul flotei britanice și și-a mișcat trupele. Aflându-se la Philadelphia ca să resolve treburile administrative, a întâlnit un nobil francez, marchizul de La Fayette, Marie-Jospeh Paul-Roch Yves Gilbert, senior du Motier, baron de Vissac, senior de Saint Romain, ce și-a cumpărat în taină un vas pe care l-a rebotezat “Victoria”, și însoțit de câțiva ofițeri, a debarcat în iunie 1777 în Carolina de Nord. A fost primit la Philadelphia, fiind numit general-maior, iar Washington l-a luat la cartierul său. I-a prezentat unitățile de artilerie lui La Fayete. Văzând starea jalnică a armatei, acesta s-a apucat să-i instruiască. Howe a debarcat la 25 august, la 80 km de Philadelphia. Washington a încercat să oprească înaintarea britanică la Brandywine Creek pe 11 septembrie, dar a fost silit să se retragă, pierzând 1000 de soldați. 
Congresul a părăsit Philadelphia, și s-a întrunit la Lancaster și la Yorktown. Howe a intrat în Philadelphia la 25 septembrie. Datorită rețelei de spionaj, Washington cunoștea zona din Germantown în care fuseseră concentrate forțe principale britanice. A atacat prin surpriză armata lui Howe, dar americanii au suferit pierderi mari, circa 1100 de soldați morți, răniți și dispăruți. Howe a fortificat Philadelphia și a asigurat o linie liberă de comunicație cu flota lordului Howe. Dar obiectivul principal nu fusese atins.
Burgoyne conducea o expediție de 7500 de soldați, 250 de canadieni francezi și tory, 400 de indieni, 42 de piese de artilerie, o mică flotǎ, pornind din apropiere de Montreal în iunie 1777. O altă unitate de 1800 de britanici loialiști și indieni se îndrepta spre Oswego pe lacul Ontario. Un convoi uriaș de bagaje și sute de femei și copii însoțeau expediția. 
Primul obiectiv era fortul Ticonderoga. Nu de parte de fort se clădea o cetate, lărgită și întărită de colonelul Thaddeus Kosciuszko, un inginer polonez voluntary, viitorul erou al luptei pentru independența Poloniei. Forțele americane la Ticonderoga, comandate de generalul Arthur de St. Clair se ridicau la aproape 3500 de soldați prost echipați, cu armament nepotrivit și extenuați de boli.
Britanicii au ocupat măgura la 5 iulie, această fiind o poziție strategică importantă, ce făcea ca fortul să nu mai fie aparat. Americanii s-au retras în cursul nopții, abandonând depozitele. Burgoyne și-a continuat înaintarea, dar lent din cauza terenului împădurit și a obstacolelor ridicate de americani. Generalul Horatio Gates, comandantul forțelor americane în regiunea nordică, urmând principiul lui Washington, a evitat lupta împotriva trupelor britanice regulate, asteptând ca circumstanțele să fie avantajoase.
În august, Burgoyne, alarmat de micșorarea rezervelor sale de alimente, a trimis un corp de 700 de soldați să obțină controlul asupra depozitelor americane de la Bennington. Localitatea era apărată de 2000 de americani, majoritatea fiind milițieni abia recrutați, sub comandă lui John Stark. Britanicii au fost înfrânți sau luați prizonieri, iar întăririle trimise de Burgoyne au fost respinse, pierzând 200 de soldați. Bennington a reprezentat o victorie americană. Trupele britanice înaintau spre Oswego, atacate de unități de miliție americană, fiind silite să se retragă spre Montreal. Burgoyne a traversat Hudson hotărât să atace pozițiile fortificate de Kosciuszko de la Bemis Heights, unde generalul Horațiu Gates și-a concentrat grosul forțelor de 7000 de soldați. La 19 septembrie, Burgoyne a atacat spre vest printr-o manevră complicatǎ ca să ocupe înălțimile, dar a fost respins de Freeman’s Farm, britanicii pierzând 600 de soldați, iar americanii-300.
Generalul Clinton, comandantul britanic din New York, chemat în ajutor de către Burgoyne, a coborât de-a lungul Hudsonului, ocupând forturile Clinton și Montgomery la 6 octombrie. A ordonat flotilei să incendieze orașul Esopus Kingston și să se retragă la 16 octombrie. S-a întors la New York. 
Burgoyne nu mai avea rezerve alimentare decât pentru două săptămâni, iar la 3 octombrie, rațiile au fost reduse la o treime. La 7 octombrie, un atac de la Bemis Heights l-a costat 600 de soldați, răniți sau capturați. Burgoyne s-a îndreptat spre Saratoga. La 12 octombrie a convocat un consiliu de război, armata sa fiind înconjurată din trei părți, vasele fiindu-i capturate. Generalul Friedrich von Riedesel a propus abandonarea convoiului de bagaje și artilerie și să pornească spre Fortul Edward și lacul George. S-au distribuit rații pentru 6 zile și au început pregătirile în privința marșului. Dar Burgoyne a ezitat pe ultimul moment, contramandând ordinul. 
A doua zi, generalul american John Stark cu 1100 de milițieni și o baterie de artilerie păzea unică cale liberă. Cu unanimitatea ofițerilor săi, Burgoyne a început negocierile. După două zile de negocieri, Gates și Burgoyne au încheiat tratatul de capitulare, ce prevedea că britanicii să se întoarcă liberi în Anglia. Congresul a repudiat convenția. Soldații britanici au fost ținuți în captivitate lângă Boston un an, transferați în alte părți. Unii au dezertat, alții s-au integrat în populația americană. 
La 17 octombrie, armata lui Burgoyne, 5700 de soldați și câțiva generali și-au depus armele. Au fost capturate 37 de tunuri, 5000 de arme mici și o cantitate de muniții și echipament. Victoria umilitoare de la Saratoga a înclinat balanță în favoarea americanilor. Intervenția Franței în războiul din America a transformat revoluția locală într-un război mondial.
Vergennes a propus Spaniei o nouă alianța defensivă și ofensivă în iulie 1777. Contele Floridablanca se temea că o națiune independența americană cu un sistem republican ar putea reprezenta o primejdie pentru imperiul spaniel. Carol III și ministrul sǎu, Floridablanca, au întocmit planul pentru cucerirea Portugaliei. Au refuzat propunerea Franței. Cu sau fără Spania, Franța avea să se răzbune pentru înfrângerea umilitoare din Războiul de Șapte ani cu Anglia.
Cantități mari de muniții și produse au fost încărcate în porturile franceze pentru America de către întreprinderea lui Beaumarchais sau de către comercianții francezi ce făceau afaceri cu reprezentanții americani aflați la Paris. Corăbiile americane se foloseau de porturile franceze și vasele corsar americane pentru a-și desface prăzile. 
Benjamin Franklin a devenit ambasadorul Americii pe lângă poporul francez în așteptarea momentului când avea să fie recunoscut la curte. A preluat conducerea misiunii americane în Franța și reședința lui de la Passy devenise sediul reprezentanței. Franklin și cu Vergennes s-au consultat în secret. Spionii Angliei i-au supravegheat, furnizând informații vicontelui Stormont, ambasadorul britanic la Versailles, pentru protestele pe care le înainta guvernului francez. Franklin nu a pierdut nici un prilej pentru a câștigă opinia publică pentru cauza americană, iar pamfletele, articolele și conferințele, precum și prezența sa, au adus Americii numeroase prietenii și influență.
În decembrie 1777, Parisul a aflat de capitularea lui Burgoyne. Vergennes a socotit că Anglia va oferi americanilor concesii în vederea încheierii păcii și Franța trebuia să acționeze rapid. Paul Wentworth, șeful rețelei de spionaj britanic din Franța l-a informat pe Silas Deane că Anglia era gata să propună soluții generoase de pace. 
Două zile mai târziu, Vergennes a promis recunoașterea formală a SUA.
La 6 februarie 1778, au fost semnate tratatele franco-americane. Tratatul de amiciție și comerț prevedea recunoașterea oficială a Statelor Unite ale Americii de către Franța și acordul ambelor națiuni de a încuraja comerțul reciproc. Tratatul de alianța a prevăzut că ambele state vor fi loiale unul față de altul și nu vor depune armele până când independența nu va fi formal sau tacit asigurată. Nici una dintre cele două puteri nu putea încheia tratate fără consimțământul celeilalte. 
Franța a renunțat la orice pretenție asupra Americii de Nord, oferind libertatea SUA să ocupe aceste teritorii. SUA au fost de acord că Franța să ocupe insulele britanice din Indiile de Vest. 
La 13 martie 1778, ambasadorul francez de la Londra incunostiinta guvernul britanic despre încheierea tratatelor. Ambasadorii au fost rechemați. Franța a declarat război Angliei, iar operațiile militare aveau să înceapă în câteva luni. 
Pe 28 martie 1778, Ludovic XVI l-ar primit oficial pe Franklin, Deane și Lee. În Parlamentul britanic, Charles James Fox, ducele de Richmond și grupul lui Rockingham și-au întețit atacurile, cerând urgent recunoașterea independenței americane și pentru evitarea unui război cu Franța. North nu a vrut să recunoască pericolul unui război cu Franța. Parlamentul a retras legile contestate de americani și a autorizat trimiterea unei comisii de negociere cu America. Comisia alcătuită din Contele de Carlisle, William Eden, George Johnstone și dotată cu fonduri pentru coruperea americanilor, avea instrucțiuni să poarte negocieri cu Congresul. Generalul Howe, comandantul suprem, a fost rechemat și înlocuit cu generalul Henry Clinton care avea obligația să abandonze Philadelphia și New York pentru a devasta coasta Noii Anglii și să trimită o expediție în Georgia pentru a pregăti un atac asupra insulei St. Lucia din Indiile de Vest franceze. Comisia pentru negocieri a cerut Congresului să înceapă tratativele, iar Congresul a răspuns la 17 iunie că nu va negocia până când independența nu va fi recunoscută și până când trupele britanice nu se vor retrage. Congresul a ratificat pactele cu Franța și în august 1778 a refuzat să mai negocieze cu comisia britanică.
Spania a tratat în secret cu Anglia, oferind neutralitate în schimbul Gibraltarului și insulei Minorca, dar Anglia a refuzat. Floridablanca a obținut sprijinul lui Vergennes că să recapete Gibraltarul, convenind în 1779 să semneze Convenția secretă franco-spaniolă de la Aranjuez. Spania a declarat război Angliei, dar a refuzat să recunoască independența SUA. În urmă formării Ligii de neutralitate armata ce includea Danemarca, Suedia, Rusia, Prusia, Austria, Portugalia, Regatul celor două Sicilii, Anglia a fost izolată diplomatic ceea ce ajută indirect cauzei americane. Între timp, pe 20 decembrie 1780, Anglia i-a declarat război Olandei.

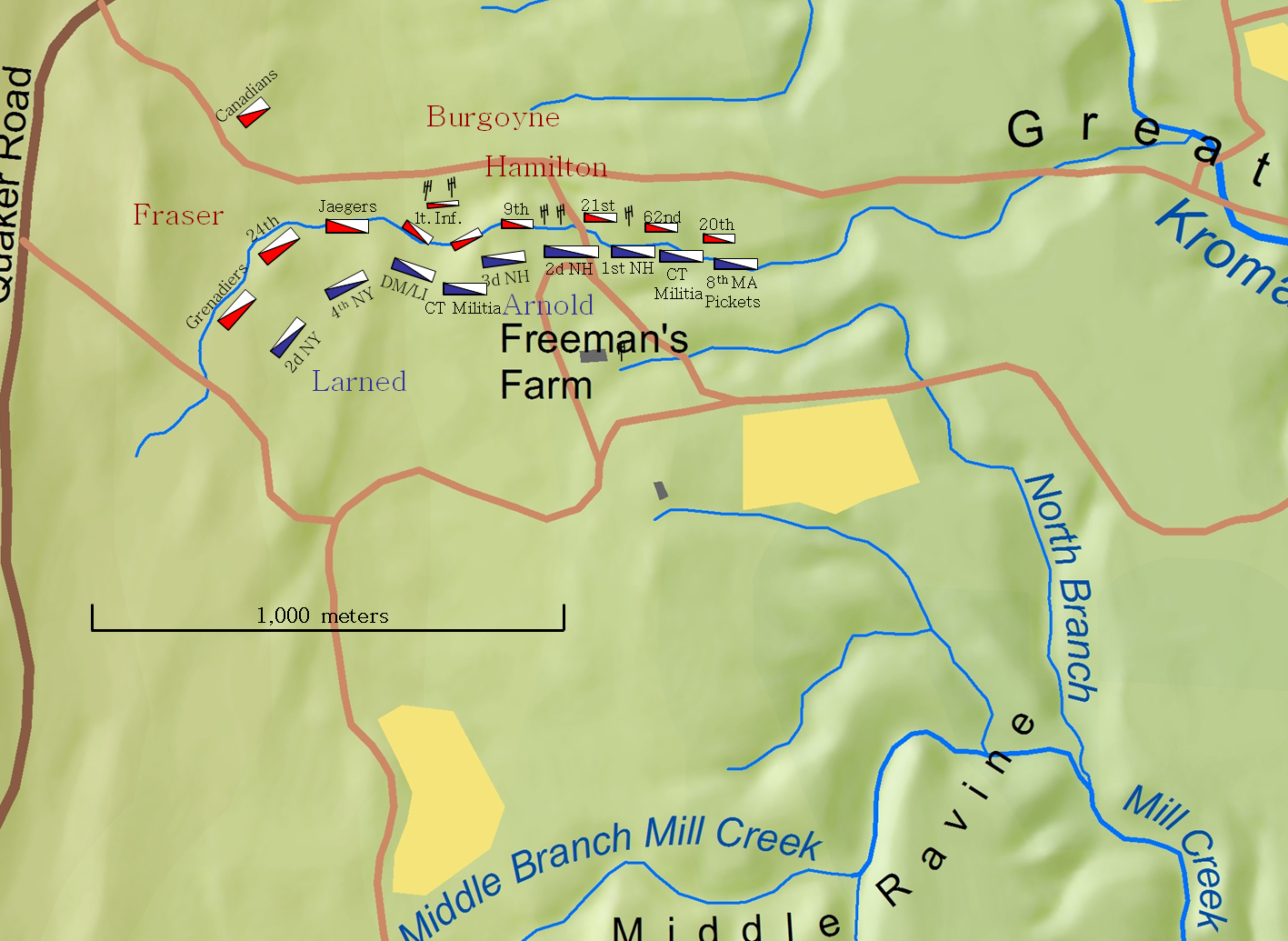
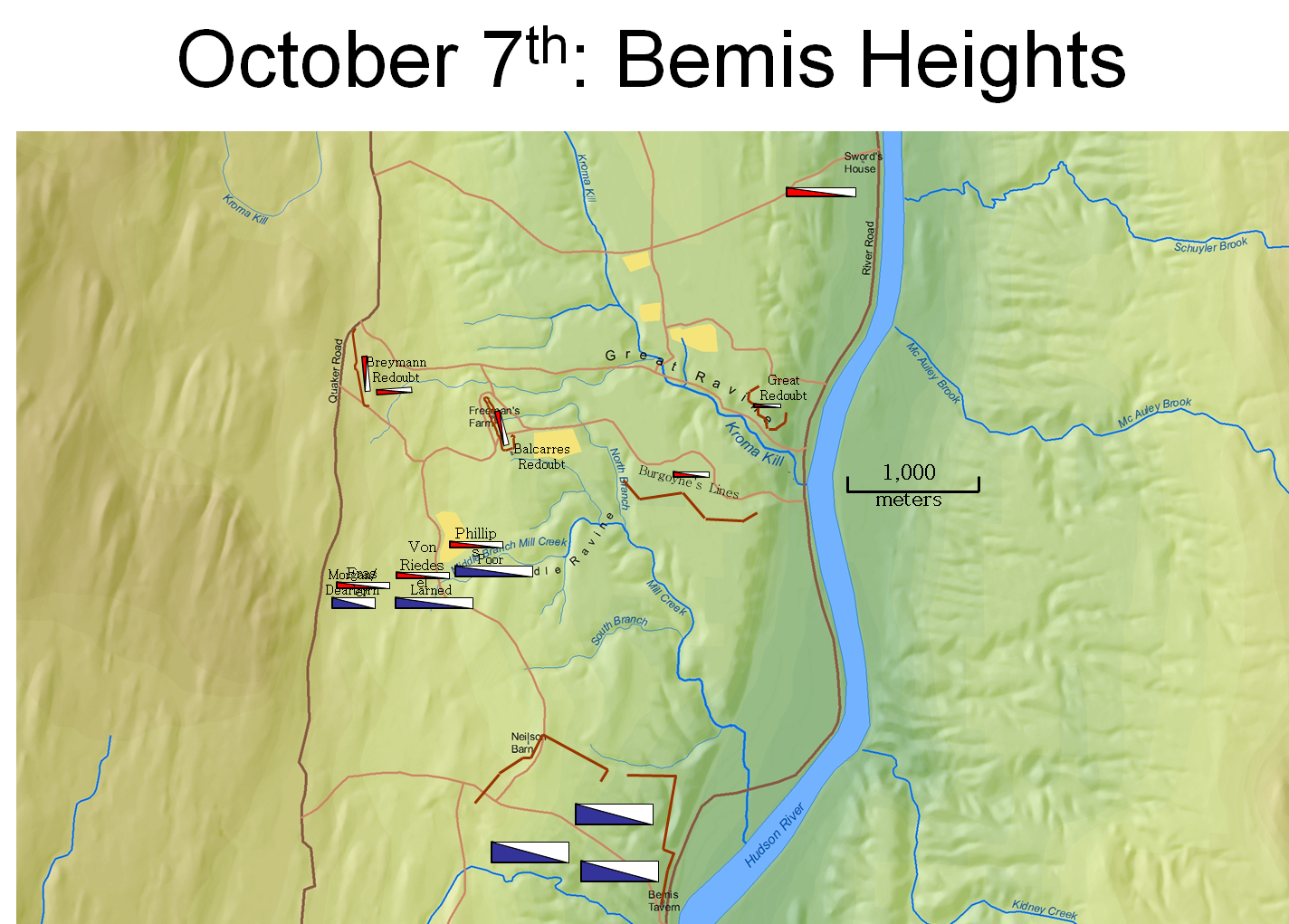

## Ultima etapă a războiului

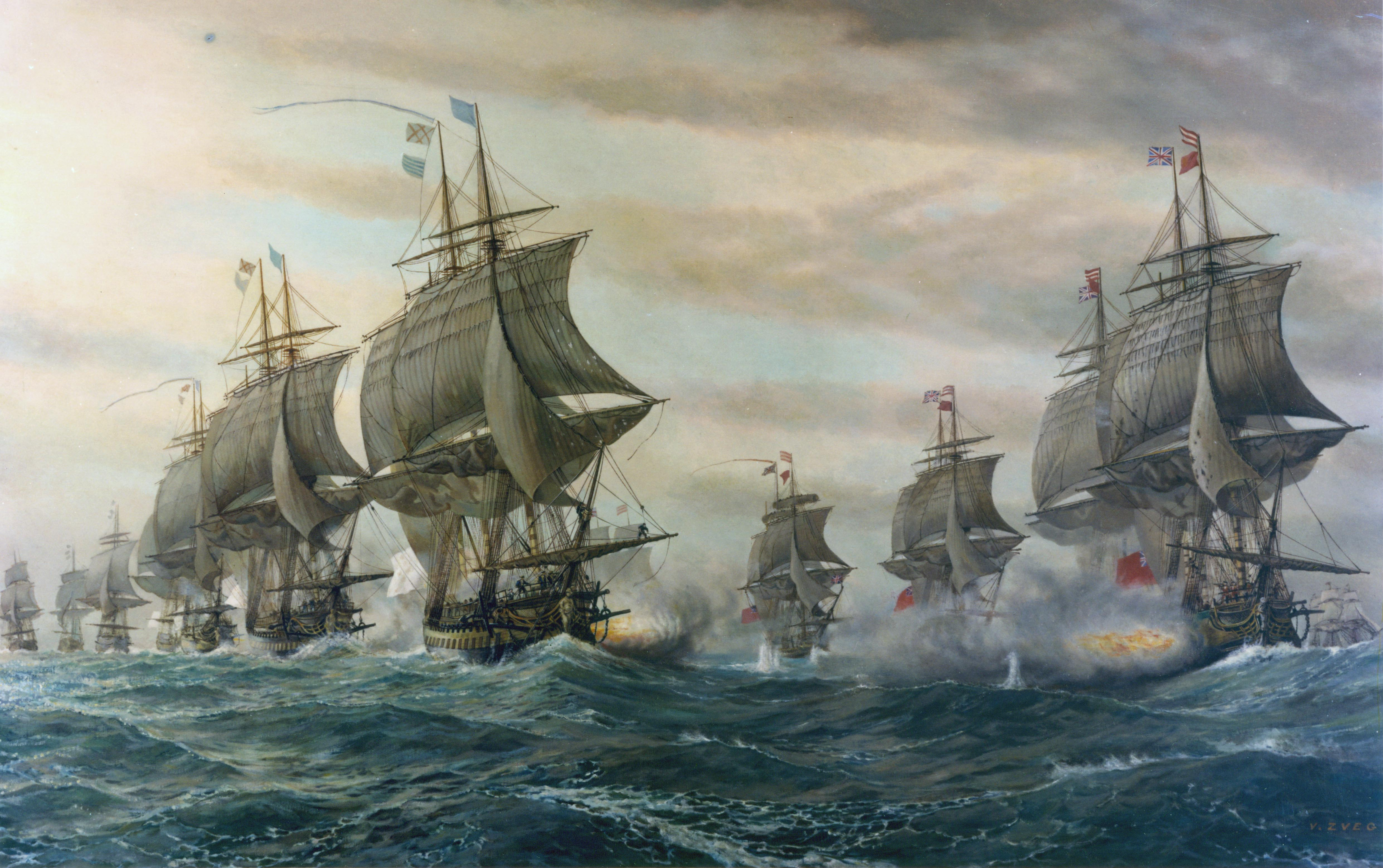
Batalia de la Virginia Capes

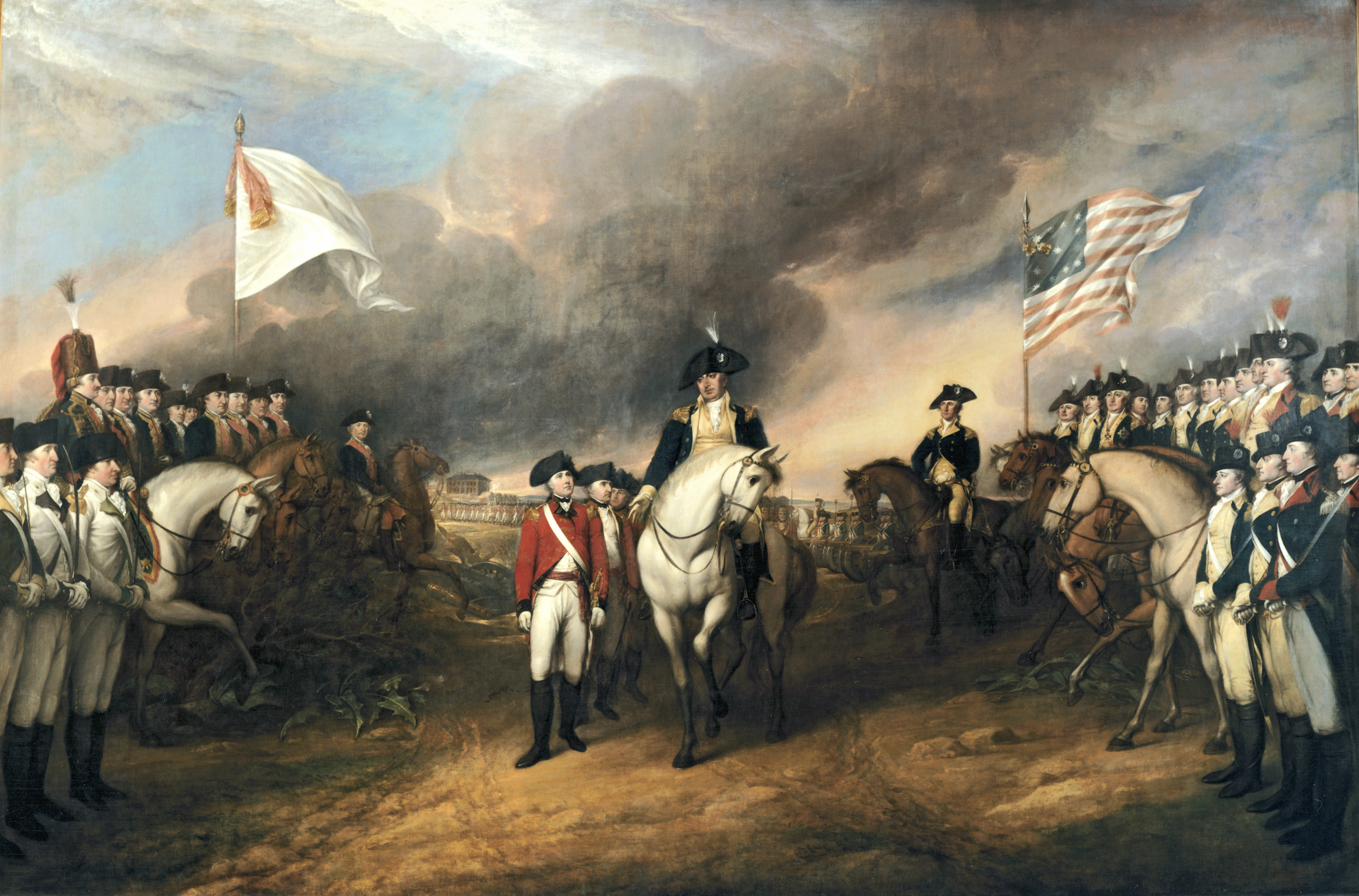
Capitularea Lordului Cornwallis

Armata lui Washington s-a amplasat la Valley Forge în iarnă 1777-1778, trecând prin suferințe, foamete, frig și boli. Asistență medicală era inexistentă. Washington se află permanent în mijlocul soldaților săi, suportând împreună cu ei lipsurile, având de înfruntat intrigile unor generali, certurile politicienilor, învinuirile nedrepte ale strategilor . Din 11 000 de soldați, 3000 au murit de foame și boli, iar 2000 au dezertat. Washington a primit sprijin din partea voluntarului Friedrich Wilhelmvon Steuben, ofițer de carieră, numit general-locotenent de Congres, ce a adoptat regulamentele de instrucție europene adaptate la condițiile americane și s-a ocupat intens și eficient de instruirea trupelor.
Iar odată ce Nathaniel Greene a fost numit la șefia armatei, a adus hrană, muniție, arme în cantități sporite, numărul efectivelor crescând. Clinton a preluat în mai 1778 comanda armatei britanice și a început pregătirile de retragere din Philadelphia, trimițând o parte din trupe la New York pe calea apei, iar cu grosul armatei a pornit în marș prin New Jersey. Washington l-a urmat din apropiere. La Monmouth Courthouse în 28 iunie, Washington a ordonat un asalt împotriva ariegǎrzii britanice. 
Forțele americane comandate de generalul Charles Lee, care a fost eliberat în urmă unui schimb de prizonieri, au fost salvate de la dezastru datorită intervenției lui Washington. Pierderile au fost egale, fiind uciși 800 de soldați. Lee, judecat de Curtea Marțială pentru incompetent, a fost găsit vinovat și i s-a retras comanda.
Bătălia de la Monmouth a fost ultima mare bătălie a războiului din nord. Efortul militar a fost limitat la raiduri spre frontier și debarcări pe coasta. Teatrul principal al războiului s-a mutat la sud în 1778. Participarea Franței și a Spaniei au adus americanilor forțe navale necesare, iar majoritatea statelor americane și-au amenajat vase pentru apărarea coastelor și Congresul a inițiat crearea flotei și a corpului naval de război. Dar corăbiile americane nu puteau ține piept flotei lui Howe, iar americanii nu aveau nici un vas în linie. Cu ajutorul statelor, particularii s-au apucat de piraterie. Vasele-corsar au făcut raiduri în apele din Indiile de Vest, Golful Sf. Laurențiu și în Europa, precum și în jurul insulelor britanice, fiind capturate 342 de vase britanice și 464 în 1777. Britanicii au pierdut în total 2000 de vase încărcate cu mărfuri și produse ale căror valori se ridicau la 18 milioane lire sterline, 12 000 de marinari fiind capturați.
În septembrie 1779 s-a desfășurat bătălia dintre vasul american “Sărmanul Richard”, comandat de John Paul Jones și fregată britanică “Serapis” cu 44 de tunuri ce escorta împreună cu Countess of Scarborough (22 de tunuri) o flota de 39 de vase comerciale baltice. Sarmarnul Richard, ce avea numai 42 de turnuri, însoțit de un alt vas francez “Pallas”, au atacat flota britanică. Primul schimb de focuri a fost în favoarea lui Serapis.Dar o ghiulea americană a provocat o explozie pe Serapis, iar când catargul principal a căzut, fregată s-a predate. Sărmanul Richard era în flăcări, Jones a transferat echipajul sau de 237 de oameni pe Serapis și a adus fregată într-un port olandez. În timpul bătăliei dintre Richard și Serapis, Pallas a silit vasul Countess of Scarborough să se predea. O escadră franceză formată din 12 vase de linie și 5 fregate sub comandă contelui Had d’ Estaing a sosit în iulie 1778 în golful Delaware și a cooperat cu Washington în blocarea New York-ului și a coastelor lui Rhode Island.
În 1779, escadrele Franței și Spaniei s-au îndreptat atacul principal asupra Indiilor de Vest britanice, silind forțele navale engleze să se disperseze pentru a putea apară insulele. În toamna 1778, britanicii s-au decis să ocupe Georgia, statul fiind mai izolat și mai puțin populat. Triburile Creeksilor și Cherokeezilor așezate de-a lungul frontierei erau favorabile britanicilor. Trupele britanice au încercat, sub comanda generalului Prevost, să ocupe Savanna în decembrie 1778. După o lunǎ, au cucerit Augusta. Atacurile americanilor conduși de generalul Benjamin Lincoln în martie 1779, Georgia fiind complet recucerită de britanici. Amiralul d’ Estaing s-a întors în toamna 1779 pe coastele Americii și a cooperat cu generalul Lincoln în asedierea Savannah în septembrie. Asediul s-a prelungit, iar la cererea francezilor, asaltul a început pe 9 octombrie. Respinși cu mari pierderi, d’Estaing fiind rănit, iar voluntarul polonez Casimir Pulaki fiind ucis, pierzând 800 de soldați, au fost siliți să se retragă. Flota lui d’Estaing s-a îndreptat spre Franța. Generalul Clinton a evacuat Rhode Island, retrăgând 8000 de soldați și din New York, concentrându-și forțele în sud în septembrie 1779. Obiectivul principal era Charleston. 
Armata lui Washington, având cartierele de iarnă la Morristown, a trecut prin suferințe și lipsuri. Rațiile de hrană au fost reduse la o optime. Foametea și mizeria au împins pe unii soldați la disperare. La 25 mai, două regimente din Connecticut s-au ridicat și au cerșit mâncare și achitarea soldelor, cu arma în mâna. Rebeliunea a fost înăbușită, câțiva ofițeri reușind să-i convingă.
Clinton a ajuns pe coasta Carolinei în februarie 1780 pentru a începe pregătirile pentru asediul Charleston, având 14 000 de soldați cu care a atacat orașul. La 12 mai, după un asediu de patru luni, având numai 255 de morți și răniți, a ocupat Charleston, luând 5400 de prizonieri. Pierderea Charlestonului și a întregii garnizoane avea să constituie o lovitură grea pentru americani.
Clinton a fost determinat să se întoarcă la New York cǎci fusese înștiințat de sosirea unei flote și armate franceze comandate de amiralul de Ternay și a contelui de Rochambeau. Clinton l-a lăsat pe lordul Cornwallis cu 8000 de soldați în Carolina de Sud. Detașamentele de revoluționari sub conducerea lui Francis Marion, Thomas Sumter și Andew Pickens au trecut la operații de gherilă de mari proporții împotriva trupelor britanice și loialiste. Congresul l-a însărcinat pe generalul Gates să conducă armata în sud că să restabilească situația. Forțele lui Gates au atacat forțele lui Cornwallis la Camden pe 16 august 1780. Dar s-a produs un dezastru, americanii pierzând 800 de soldați, plus având răniți, printre care baronul Kalb și peste 1000 de prizonieri, iar englezii doar 300 de morți și răniți. Gates a fost înlocuit cu Nathaniel Green la cererea lui Washington. În urma înfrângerii americanilor, regimentul de 1100 de loialiști și britanici au pătruns până la King’s Mountain pe granița dintre cele două Caroline, nimicind un detașament de luptători de gherilă condus de coloneii Issac Shelby și William Campbell la 7 octombrie 1780. Cornwallis s-a retras în Carolina de Sud. 
A fost descoperită trădarea generalului Benedict Arnold ce a intrat în legătură cu Clinton și căruia i-a predat planul fortăreței de la West Point.Arnold a fugit și a fost numit general brigadier în armata britanică, conducând incursiunile britanice în Virginia și Connecticut.
În 1781, armata americană era într-o situație jalnică, soldele costând în doar petice de hârtie datorită deprecierii monedei emisă de Congres. Explozia de nemulțumiri a izbucnit pe 2 ianuarie 1781, când șase regimente din Pennsylvania, sun comanda generalului Wayne, au pornit din Morristown la Philadelphia ca să se plângă Congresului. Ofițerii au încercat să-i oprească, doi dintre ei fiind uciși, alții răniți. În calea regimentelor au ieșit la Princeton un comitet ce a luat la cunoștință revendicările soldaților. Congresul a promis că vor satisface cerințele și au consimțit că vor elibera soldații care au optat pentru trei ani de război. Mulți s-au reinrolat, și chiar au arestat doi agenți britanici care au venit să-i corupă. La 20 ianuarie, trei regimente din New Jersey s-au răsculat la Pompton și Suffern. Temându-se de extinderea revoltei, Washington a trimis forțe pentru a reprima revolta, iar conducătorii ei au fost judecați, doi dintre ei fiind executați.
Nathaniel Greene a preluat comanda armatelor americane din sud în decembrie 1780 și conștientiza că nu avea să-l înfrunte pe Cornwallis într-o lupta deschisă.A preluat ofensiva și și-a imparit soldații să hărțuiască flancurile lui Cornwallis și comunicațiile. Cornwallis câștigă bătăliile de la Cowpens și Guilford Corthouse în ianuarie-martie 1781, dar pierzând mulți soldați. Cornwallis, nemaiputând rămâne în Carolina de Nord, s-a îndreptat spre Virginia, spre peninsula Yorktown.
Lăsându-l pe Cornwallis în seama detașamentelor de luptători de gherilă din Virginia, Greene a atacat forțele britanice și loialiste din Carolina de Sud și Georgia. A fost respins din nou la Hobkirk’s Hill pe 25 aprilie. Greene a împins cu sprijinul detașamentelor de gherilă, avanposturile britanice astfel încât până la sfârșitul verii anului 1781, britanicii nu mai dețineau numai Charleston și Savannah.
Generalul Clinton, comandantul supreme al armatei britanice, socotind că forțele Americano-franceze vor asalta New York, s-a pregătit să respingă atacul. 
Washington însoțit de Rochambeau au pregătit asaltul asupra New York-ului, o operație combinată de pe uscat și de pe mare, contend pe cooperarea flotei franceze de 20 de nave comandată de amiralul Grasse. Urmărind operațiile din sud, Rochambeau și-a dat seama că un atac împotriva forțelor britanice din Virginia puteau să aibă șanse mari de victorie. L-a convins pe Washington să-și schimbe obiectivul.
Flota lui Grasse a sosit în golful Chesapeake, aducând 3000 de soldați francezi din Indiile de Vest. A doua zi, Washington a planificat lupta, și la 21 august, lăsând 10 regimente pe Hudson, s-a îndreptat spre Virginia, alături de forțele franceze din Newport. Trupele, transportate de flota lui Grasse, au debarcat și au ocupat pozițiile de pe uscat din față Yorktown. Li s-au alăturat 1200 de soldați comandați de La Fayette, care au fost trimiși la Richmond să sprijine detașamentele de gherilă din Virginia.
Pe 20 septembrie, forțele aliate aveau peste 18 000 de soldați din care 9500 erau americani, inclusive 3200 de milițieni. Cornwallis se afla înconjurat pe uscat de forțe armate net superioare și retragerea pe mare era îndoielnică din cauza flotei franceze. Clinton a primit de la Cornwallis la 23 septembrie mesajul disperat. În cursul lunilor septembrie și octombrie, Clinton și ofițerii săi din New York au planificat diferite metode pentru salvarea lui Cornwallis. După multe discuții și după primirea flotelor navale, Clinton, cu 7000 de soldați și cu flota condusă de Thomas Graves, la 17 septembrie, a pornit spre Yorktown ca să-l salveze pe Cornwallis. Poziția lui Cornwallis pe răul York nu a putut fi apărată, iar o parte din soldații săi se aflau la Gloucester, pe malul nordic al răului. Fortificațiile erau slabe, mulți soldați erau bolnavi, iar la 6 octombrie, forțele aliate au trecut la atac. Cornwallis a cerut încetarea ostilităților pentru 24 de ore și începerea tratativelor. Pe 19 octombrie, Cornwallis și soldații săi au depus armele. Clinton a ajuns în golful Chesapeake la 24 octombrie, unde a auzit de capitularea lui Cornwallis. Fiind un risc inutil de a înainta, s-a întors și a debarcat la New York.
Washington i-a cerut lui Grasse să atace împreună New York, dar amiralul francez era așteptat în Caraibe și a plecat. Victoria de la Yorktown i-a convins pe guvernanții britanici că nu-i vor putea înfrânge pe americani. George al III-lea a refuzat inevitabilul. Dar economia britanică aflată la capătul resurselor și soldații britanici fiind obosiți, la 5 martie 1782, parlamentul a adoptat o rezoluție prin care cerea încheierea războiului și recunoașterea independenței coloniilor revoltate.
Guvernul North a demisionat la 20 martie. George al III-lea a încercat fără succes să formeze un nou guvern de coaliție care să continue războiul. A luat în calcul abdicarea, dar a acceptat un cabinet alcătuit doar din membrii de opoziție. Rockingham a devenit premier, iar Clinton a fost înlocuit de Sir Guy Carleton ce a primit instrucțiuni că să evite acțiuni offensive și să capituleze. A retras forțele britanice din America, iar lordul Shelburne, noul secretar de stat, a fost trimis la Paris să înceapă negocierile de pace.
În iunie 1781, congresul american a ales o comisie pentru negocierile de pace: Benjamin Franklin, John Jay, Henry Laurens, Thomas Jefferson și John Adams. La 12 aprilie 1782, Richard Oswald, reprezentantul britanic, a sosit la Paris, găsindu-l doar pe Benjamin Franklin, în timp ce ceilalți erau în celelalte capitale europene și au început negocierile. La 23 iunie, a sosit și Jay ce a cerut recunoașterea independenței înainte de încheierea tratatelor de pace. La 26 octombrie, a sosit și John Adams. Între timp, Rockingham a decedat și noul premier i-a mandatat pe Oswald și Henry Strachey să negocieze. Jay și Adams l-au convins pe Franklin să se acționeze fără Franța. În noiembrie 1782, britanicii și americanii se întâlneau zilnic, discutând chestiuni în privința datoriilor, pescuitului și loialiștilor. La 5 noiembrie proiectul de tratat ea în drum spre Londra. Erau emise următoarele prevederi: recunoașterea independenței SUA de către Anglia; granițele porneau de la St. Croix River ce separă Maine de Nouă Scoție, o linie de la Lacul Superior la Mississppi, separând Canada de SUA, o altă linie de la mijlocul lui Mississippi sud către paralelă 31, ce alcătuia granița cu Lousiana spaniolă și paralelă 31 până la St. Mary’s River granița cu Florida Spaniolă; SUA căpătau dreptul să pescuiască în locurile obișnuite din Terra Nova și Noua Scoție; toate datoriile cetățenilor erau valide; Congresul era rugat să recomande legislaturile statelor de a restaura pe loialiști în drepturile și proprietățile lor; ostilitǎțile vor înceta și forțele britanice aveau să fie evacuate. 
La 30 noiembrie, la Paris, a fost semnat tratatul preliminar de pace dintre Marea Britanie și SUA. La 20 ianuarie 1783, au fost purtate negocierile Angliei cu Franța și Spania, ceea ce a dus la încheierea unui armistițiu general. 
La 3 septembrie 1783, a fost semnat tratatul de pace, fiind semnat și tratatul de pace dintre Anglia și America.

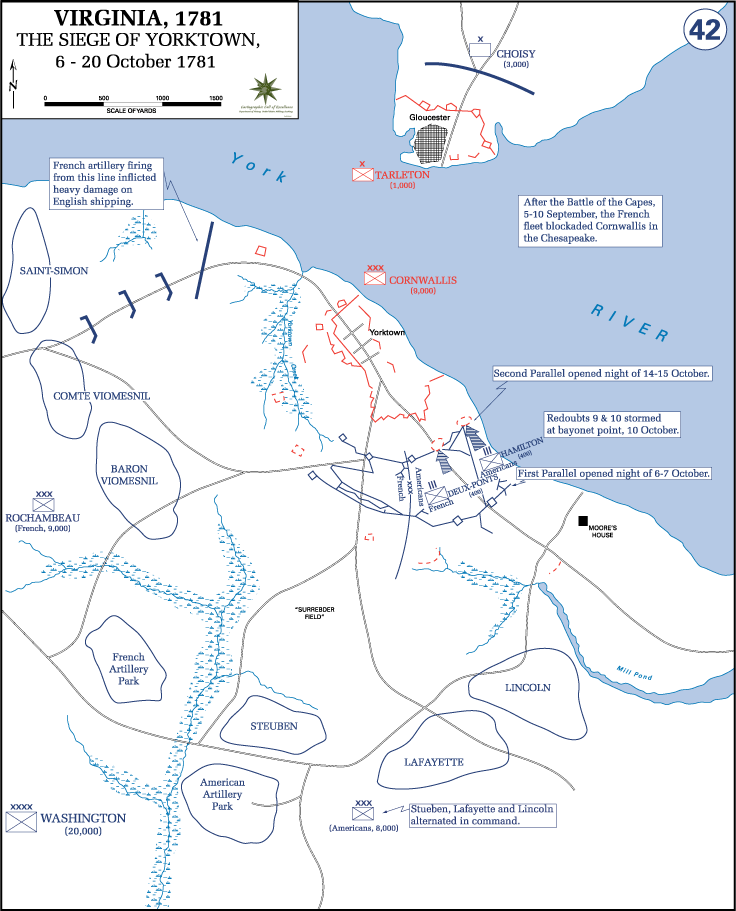
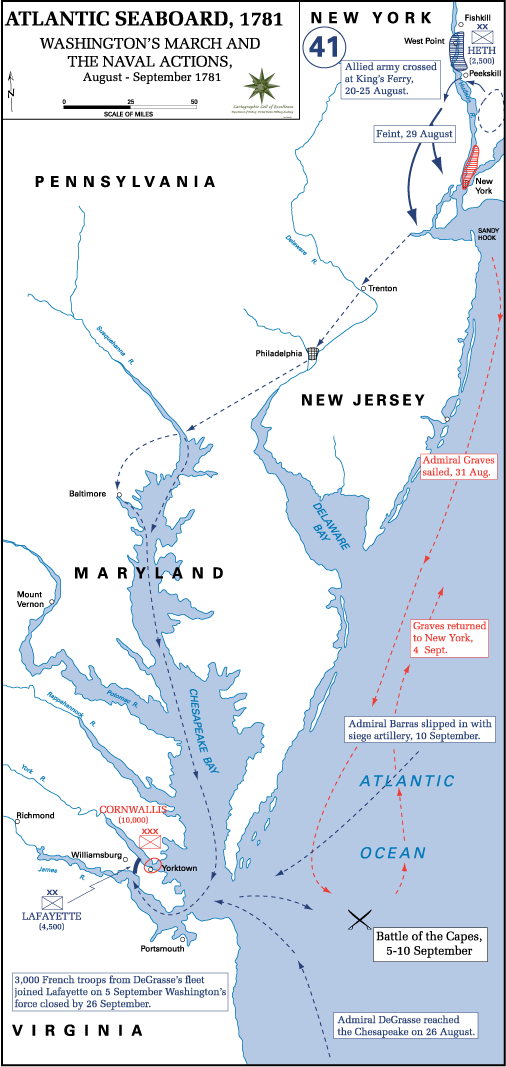

## Constituirea Statelor Unite ale Americii

Primul drapel al Statelor Unite (1777)

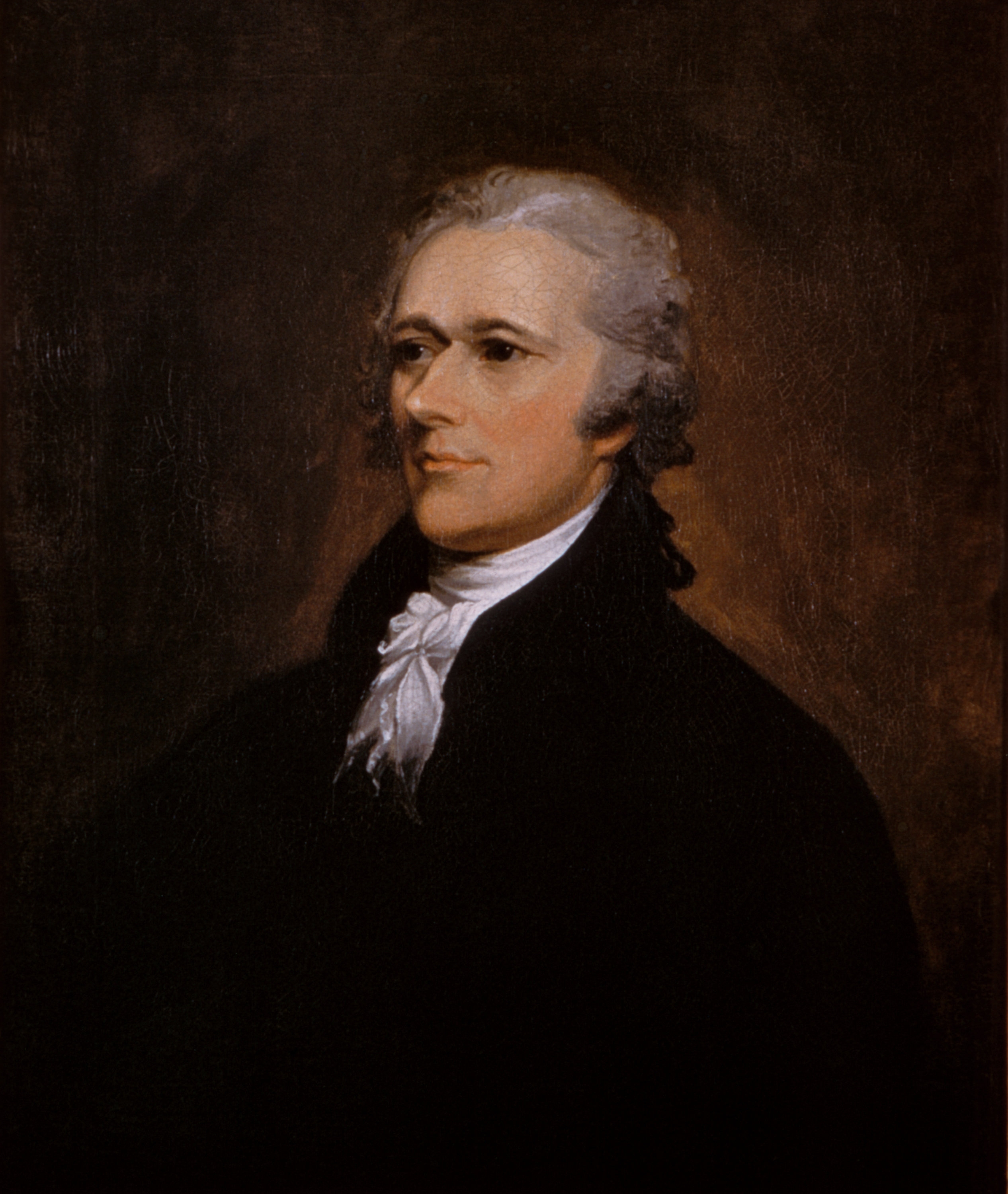
Alexander Hamilton

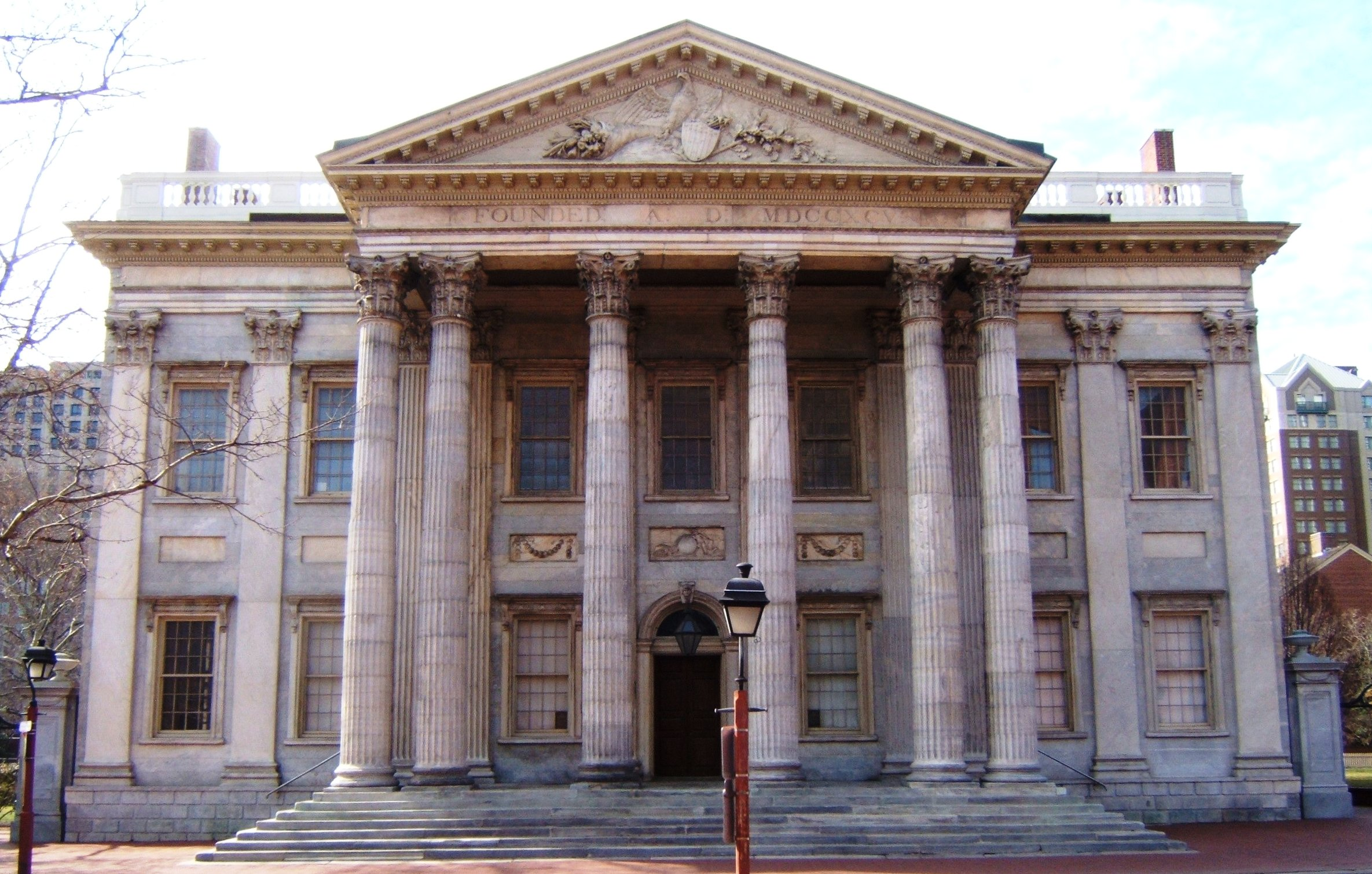
Prima banca nationala

După 1783, SUA funcționa pe baza primei constituții, deși era una criticată pentru ineficientă. Se consideră o națiune slabă, cu o conducere centrală lipsită de autoritate. Încă din 1781, Alexander Hamilton critică constituția, pledând pentru un guvern federal. SUA s-au confruntat cu diverse probleme economice, sociale și politice. Puterea executivă era slabă, menținută de un președinte schimbat anual, cel mai cunoscut fiind Patrick Henry Lee. Se confruntă cu grave probleme financiare, datoria statelor fiind crescută. Din această cauza, în 1782 s-a format o Banca a Statelor Unite, însă această nu a avut o existența prea îndelungată. 
O serie de ofițeri militari erau îngrijorați de situația dificilă, de dezordine și lipsa de autoritate și de aceea, au planificat Conspirația de la Newburgh-o lovitură de stat militară. Doreau să instaureze un guvern autoritar cu Washington drept lider. Washington a refuzat și a intervenit să dezamorseze această conspirație, sancționând și înlăturând ofițerii.
În 1784-1786, triburile indiene din nord-vest au semnat o serie de tratate, neștiind ce era prevăzut în ele, prin care cedau teritorii Congresului american. În anii următori s-a dezbătut modul în care trebuia realizară ocuparea teritoriilor. În iulie 1787 a fost adoptată Legea Ordonanței Nord-Vestice prin care stabilea procedura de organizare a teritoriilor care nu erau vacanțe. Congresul numea guvernatorul și magistrații unui anumit teritoriu bine delimitat-district. Când teritoriul era populat de un număr de 5000 de persoane adulte de sex masculin, se putea trece la alegerea unui parlament local. Atunci când populația ajungea la 60 000, teritoriul era admis în Uniune. Ordonanță stabilea acordarea drepturilor fundamentale celor stabiliți acolo și interzicea sclavia. Primul stat care a fost supus acestei proceduri a fost Ohio în 1883. 
În 1786, din inițiativa Virginei, a fost convocată o adunare la care au participat reprezentanții a cinci state ce urmau să discute relațiile comerciale, a cărei reuniune s-a desfășurat la Annapolis. De pe urmă discuțiilor despre problemele comerciale, se constată că trebuia refăcut sistemul politic și economic. 
S-a convocat o convenție care să dezbată articolele Confederației la Philadelphia ce a funcționat din mai până în septembrie 1787, avându-l drept președinte pe George Washington. 

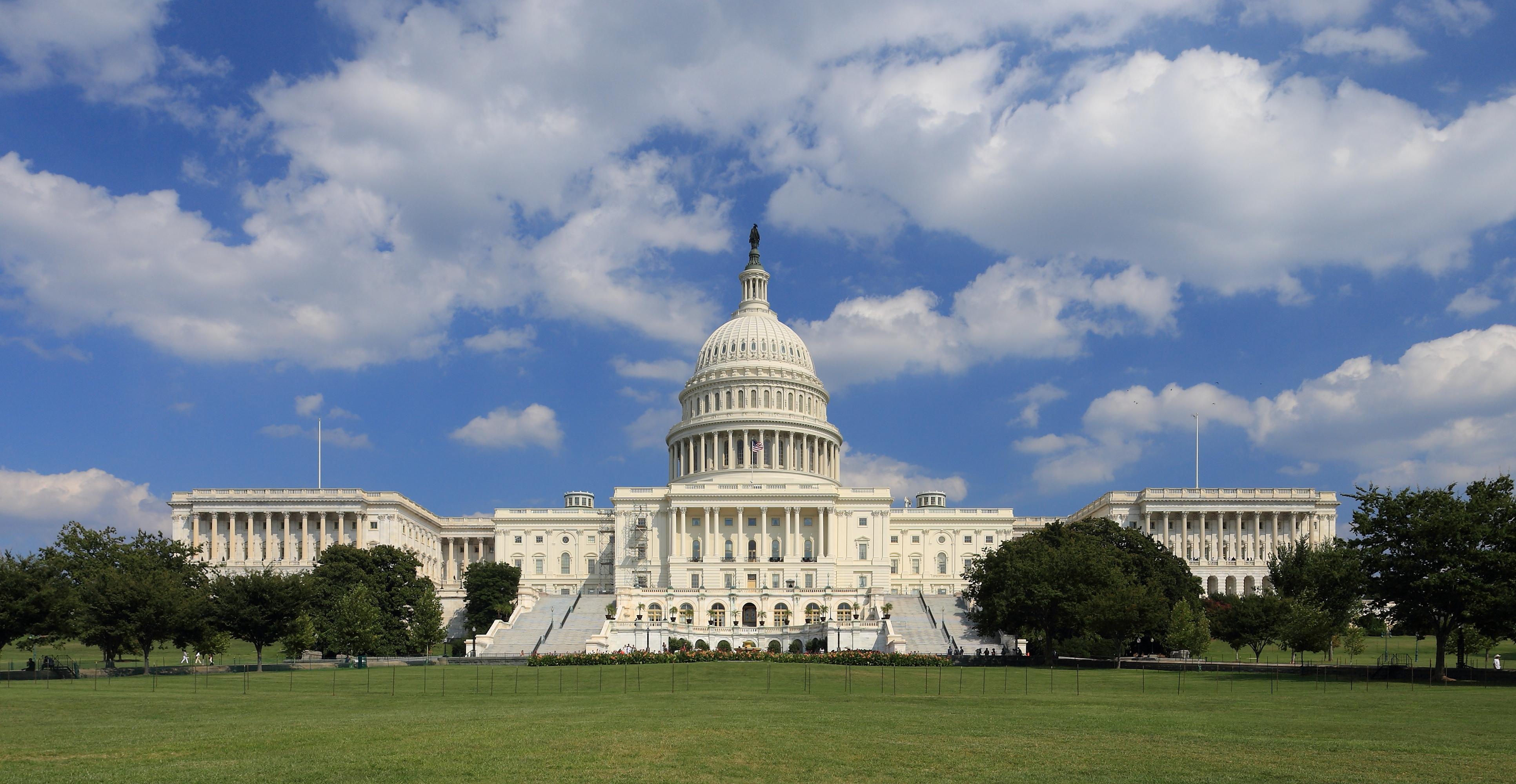
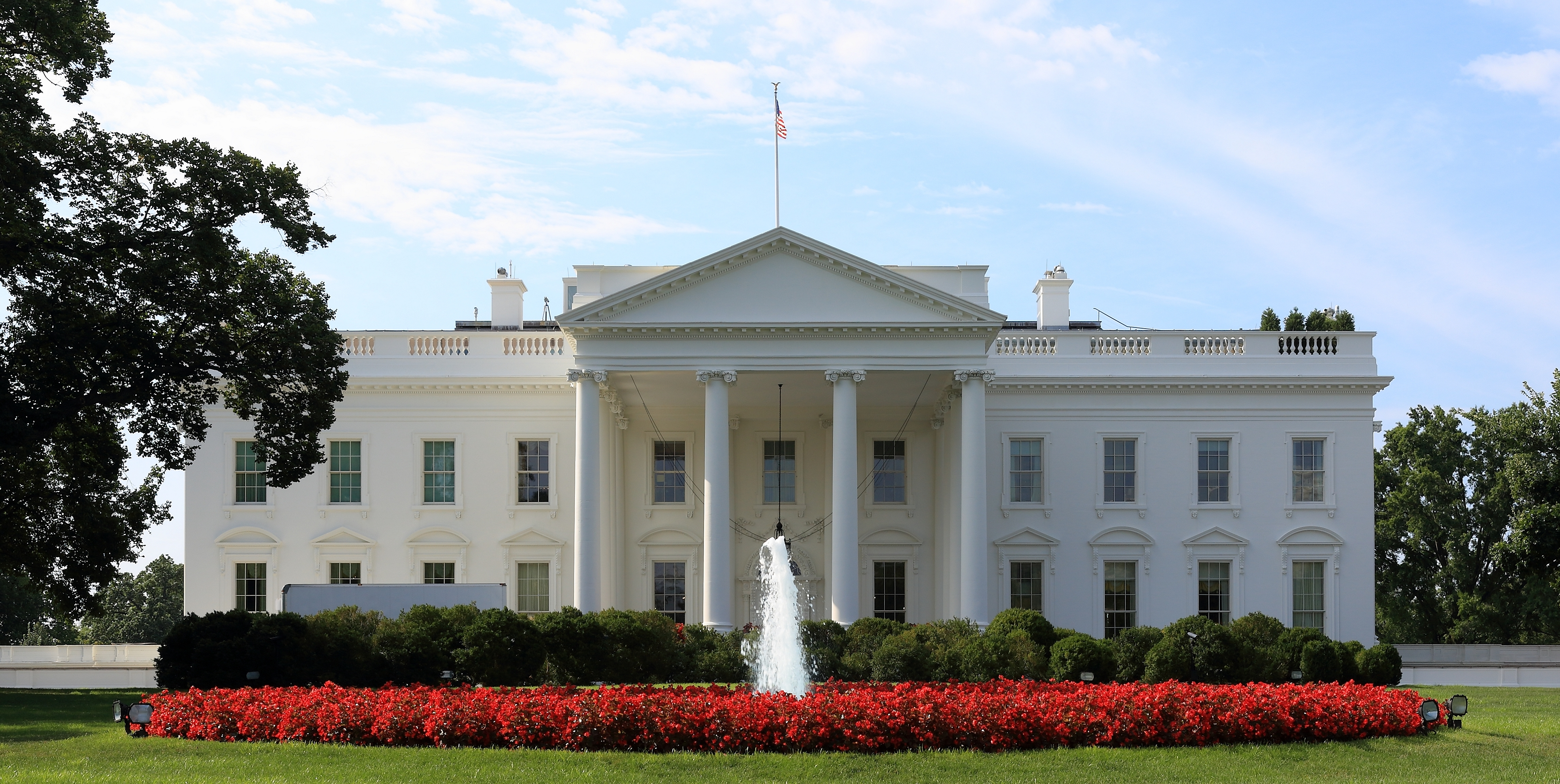
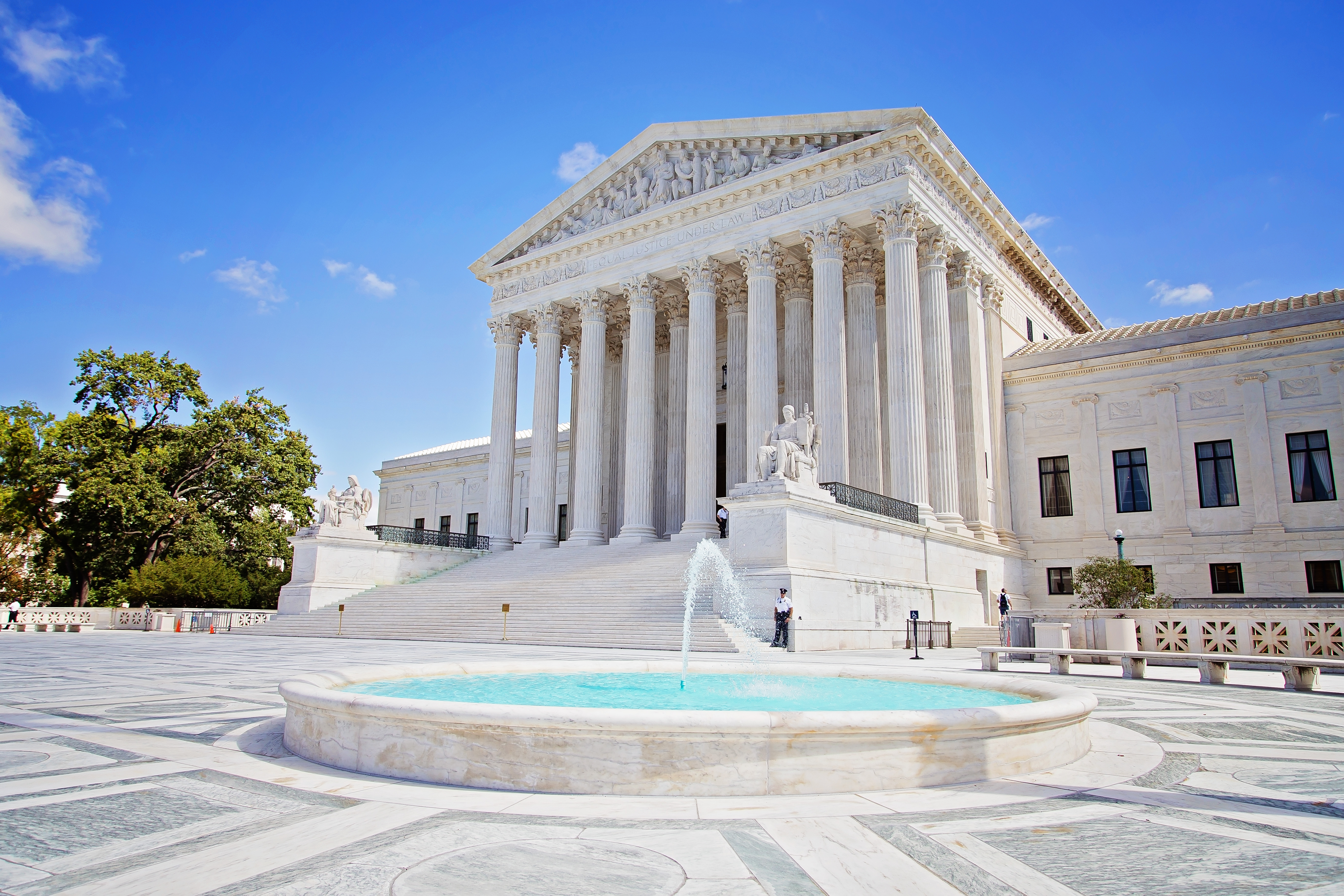

Constituția a fost pusă în vigoare după ce a fost aprobată de nouă state în 1789. Se respectă separația puterilor în stat, dar se aduceau câteva soluții care nu au fost întrezărite în 1777: 
- Puterea legislativă-parlament bicameral (Senatul și Camera Reprezentanților)
- Puterea executivă-Președintele și Vicepreședintele, aleși pentru un mandat de patru ani
- Puterea juridică-Curtea Supremă de Justiție care activă din 1790, avându-l că președinte pe John Marshall din 1803.

George Washington

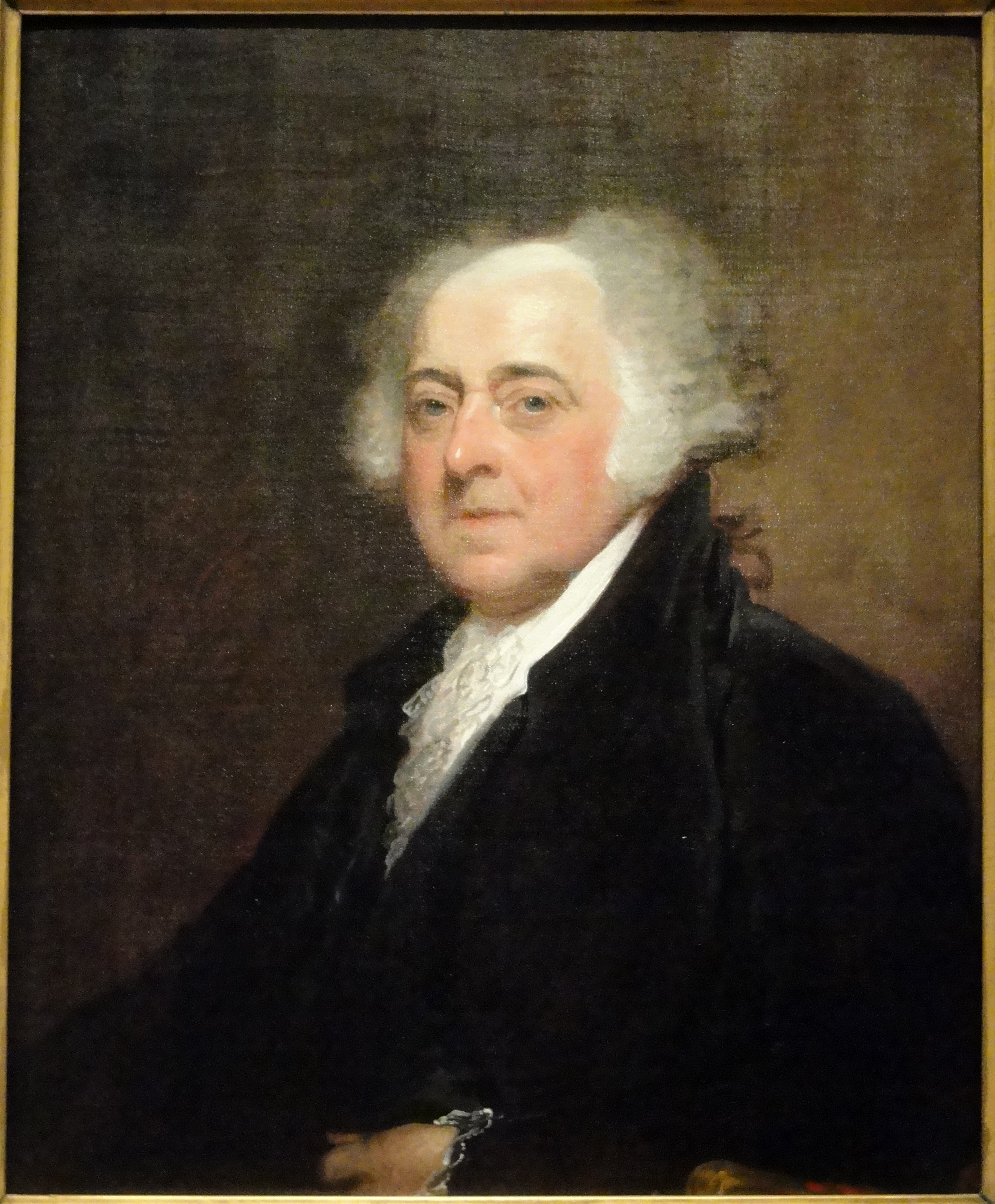
John Adams

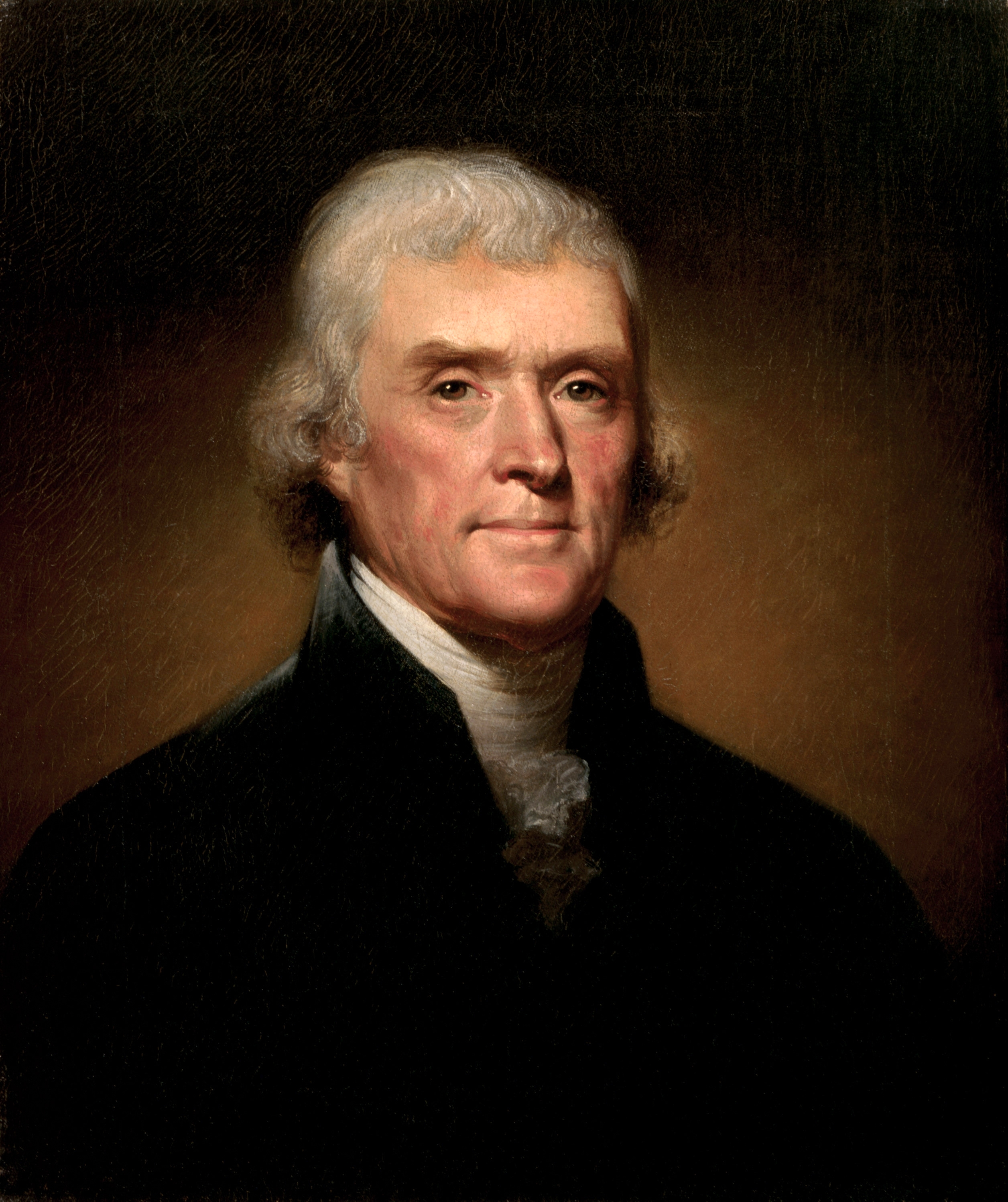
Thomas Jefferson

Politică externă era coordonată de președinte și de Congres. Președintele era comandantul suprem al armatei, numind comandanții și ambasadorii, încheia tratate ce trebuiau să fie ratificate de Senat cu o majoritate de 2/3 pentru a intră în vigoare. Constituția era acuzată că era lipsită de prevederi în privința drepturilor și libertăților individuale. S-au propus astfel cele zece amendamente, un rol important în elaborarea acestora avându-l James Madison, ce vor intră în vigoare în 1791-Bill of Rights, ce cuprindea libertatea religioasă, dreptul de petiție și liberă exprimare, purtarea armelor, securitatea persoanei, inviolabilitatea proprietății, nevoia unui mandat pentru percheziție, arestare sau confiscare sau nevoia unei juste îndemnizări pentru o rechiziționare, dreptul la egalitate, dreptul la apărare etc.
Colegiul electoral l-a ales în unanimitate pe George Washington președinte în 1789 și apoi în alegerile din 1792, Washington rămâne până azi singurul președinte care a luat 100% din voturile electorale. 
John Adams a fost ales vicepreședinte. George Washington a depus jurământul ca prim președinte conform constituției Statelor Unite ale Americii în 30 aprilie 1789 la Federal Hall în New York cu toate că, la început nu-și dorea această funcție. Primul Congres al Statelor Unite a votat să-i plătească lui Washington un salariu de 25000 de dolari pe an, o sumă foarte mare pentru 1789. Washington, deja bogat, refuză salariul deoarece prețuia foarte mult imaginea sa ca funcționar public dezinteresat. La insistența Congresului, totuși, acceptă în cele din urmă plata, pentru a evita un precedent în care postul de președinte ar fi perceput ca accesibil numai pentru persoanele bogate care își permiteau să servească țara fără salariu. Washington a participat cu mare atenție la pompa și ceremonia postului, având grijă ca titlurile și vestimentația să fie republicane și nu a imitat niciodată curțile regale europene. Până la sfârșit a preferat apelativul de, Domnule Președinte" altor denumiri pompoase care i-au fost sugerate. 
Washington nu era membru al niciunui partid politic și spera că acestea nu se vor forma, fiind de părere că duc la conflict și stagnare.
SUA nu s-au mai implicat în conflicte o vreme. Au fost de partea Revoluției Franceze exprimând o atitudine favorabilă, mai ales că marchizul de la Fayette a fost comandantul Gărzii Naționale în 1789 și jucase un rol important în Revoluția Franceză. 
În 1793, în urmă escaladării revoluției și instaurării regimului Terorii, George Washington s-a pronunțat pentru menținerea SUA sub neutralitate. Problema neutrilor nu a fost soluționată pozitiv în perioada Războiului de Independența, nerecunoscandu-li-se dreptul de a face comerț cu statele beligerante. 
După venirea ambasadorului francez în SUA, relațiile cu Franța erau puse sub semnul întrebării.
Ambasadorul Franței a lăut o serie de initiative fără să ia în calcul voia guvernului francez sau al celui american, precum recrutarea unor soldați împotriva Marii Britanii. Relațiile diplomatice dintre Franța și SUA s-au deteriorat. După venirea la putere a iacobinilor, crescuse pericolul real că SUA să fie atrase într-un război împotriva voinței lor, deși obiectivul acestora era menținerea unor relații pașnice cu Franța și Spania. Relațiile cu Marea Britanie erau proaste având în vedere că nu respectă preveri că evacuarea pozițiilor de frontieră cu Canada, sustinanu-i în continuare pe indieni și neevacuand fortificațiile. Nici americanii nu se grăbeau să respecte prevederile, că despăgubirea loialiștilor. Nici Franța și nici SUA nu recunoșteau neutralitatea SUA și dreptul comercial. Flota britanică continuă să percheziționeze corăbiile suspectate că ar furniza materiale către inamic, chiar răpind și înregimentând marinari americani în cadrul marinei britanice. 
În 1794, Marea Britanie și SUA au încheiat un tratat comercial de navigație, prin care se figura libertatea năvală pe fluviul Mississippi și era recunoscută neutralitatea. Erau reluate contactele comerciale și relațiile economice dintre acestea, iar în 1795 a fost încheiat un tratat cu Spania care cuprindea prevederi favorabile americanilor, prin care negustorii americani practicau comerțul pe Mississippi și în portul New Orleans. 
SUA au căutat să nu se implice în conflictele europene, deși francezii puteau să invoce tratatele semnate după războiul de independența. 
Printr-un discurs din 1796, Washington a susținut că americanii să nu se angajeze în afacerile europene, să nu contracteze alianțe cu puterile europene ce ar putea duce SUA în războaie, molitand pentru izolaționism. 
În 1796, John Adams a fost ales că președinte Constituția din 1797 a dus la apariția a două orientări politice. Pentru a-i lămuri pe oameni de binefacerile Constituției, Alexander Hamilton a scris articole publicate în volumul „Federalistul” – o pledoarie la Constituția din 1797, în favoarea organizării unui stat centralizat după viziunea să și crearea unei Bănci Naționale.
Apar două grupări: Federaliștii (de la numele lucrării lui Hamilton) și Democrat-Republicanii. Federaliștii aveau concentrări mari în nord, în zonele industrializate, iar Repulicanii aveau concentrări în sudul proaspăt colonizat. 
Primul stat ce a fost admis în uniune a fost Kentucky în 1792. 
John Adams era federalist, în timp ce vicepreședintele ales, Thomas Jefferson, era republican convins. 
După 1793, după începerea războiului dintre Franța și Marea Britanie, SUA încercau să-și conserve un spațiu de manevră cât mai mare pentru a continuă comerțul cu ambele părți. Relațiile cu Franța s-au înrăutățit, existând riscul izbucnirii unui război. În aceea perioada s-a manifestat afacerea XYZ. Pentru a nu ajunge la război, a fost trimisă o delegație care să negocieze la Paris. Francezii au declarat că vor ușura negocierile în schimbul unei sume de bani, iar John Adams a cerut a numele emisarilor francezi ce au primit mită să fie porecliți „XYZ”. Relațiile cu Franța s-au calmat în cele din urmă.
În 1798, Congresul a votat o serie de legi prin care permitea președintelui să expulzeze străinii considerați periculoși pentru SUA și să interzică textele considerate amenințătoare, fiind aplicată asupra jurnaliștilor republicani. 
A fost votată Legea Naturalizării ce punea limite în privința obținerii cetățeniei, căci cetățenii naturalizați erau atrași de partea republicană. Federaliștii erau filobritanici, reprezentând mediul de afaceri și industria, preferând un război cu Franța. Republicanii, în frunte cu Thomas Jefferson, erau filofrancezi și împotriva britanicilor, reprezentând populația lucrătoare. În 1793 s-a inventat mecanismul care facilita recoltarea bumbacului, comerțul cu bumbac luând amploare. 
John Adams a încheiat un acord de politică externă cu Franța prin care francezii acceptau libertatea comerțului pentru statele neute și acceptau să fie abrogate tratatele semnate după războiul de independența. 
În 1800, Thomas Jefferson este ales președinte. Mandatul sau a fost marcat de o perioada agitată pe plan extern. Marea lui afacere de succes a fost achiziționarea Louisianei de la Napleon pe 11 milioane de dolari în 1803 după ce a recuperat-o în 1800 de la spanioli pentru a obține bunăvoința americanilor. 
Napoleon și-ar fi dorit că Franța să își reia poziția în Caraibe și să reia ulterior Lousiana, dar situația s-a complicat după declanșarea revoluției din Santo Domingo (ce producea cel mai mult zahăr), fiind ințial imparita între Franța și Spania, colonizată cu sclavi africani, sclavia fiind reintrodusă în 1802, ce ulterior, în 1804, reobtinuta integral de francezi, își va declara independența, luând naștere Haiti. 
Jefferson s-a înfruntat în continuare cu probleme privind războiul franco-britanic. Britanicii controlau și confiscau corăbiile americane. În urmă instituirii Blocadei Continentale de către Napoleon, SUA și comerțul britanic se aflau în mare impas. 

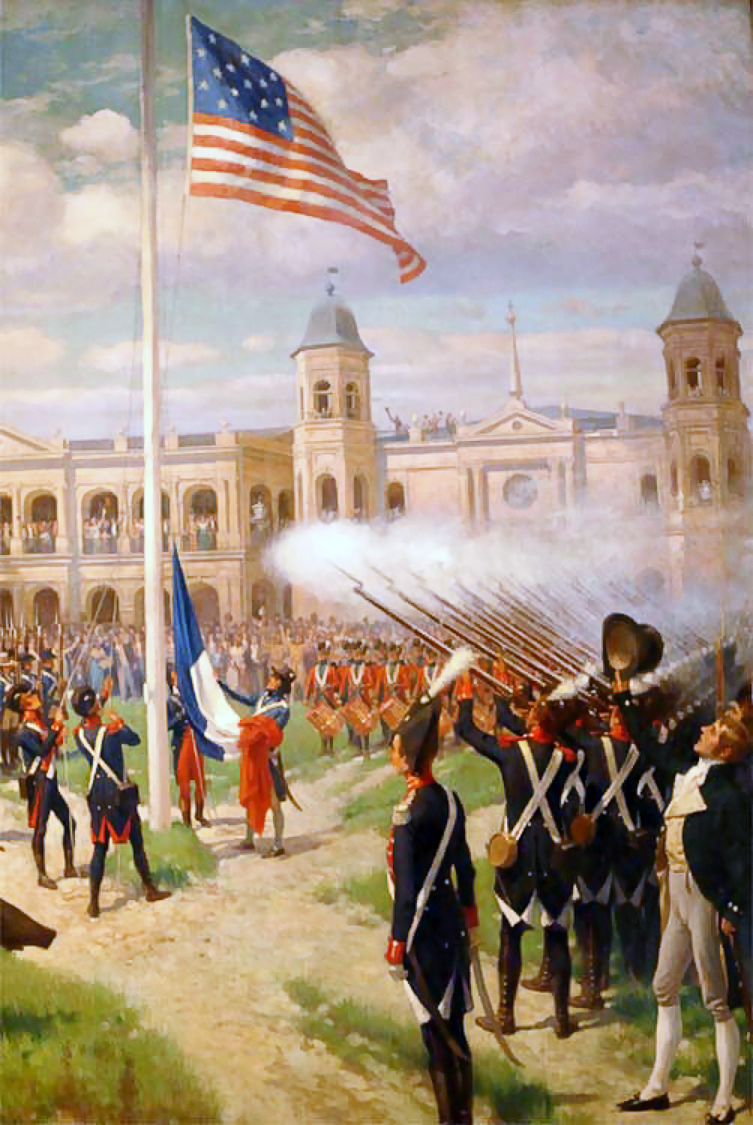
Cumpararea Lousianei

Fără succes a încercat Jefferson să rezolve situația. În 1807, Congresul a adoptat Legea Embargoului până în 1809, prin care era interzis comerțul SUA cu state beligerante, însă legea a lovit din plin economia americană. În 1809 a fost emisă o lege prin care permitea comerțul cu toate puterile, mai puțin cu Franța și Marea Britanie. Comerțul putea fi reluat numai dacă una dintre aceste puteri ridică restricțiile împotriva comerțului american, astfel americanii au reluat comerțul cu ambele puteri timp de 3 luni. 
În 1810, Napoleon a ridicat restricțiile asupra comerțului american, însă Marea Britanie nu a acceptat, ajungându-se la o escaladare a conflictului dintre SUA și Marea Britanie. Pentru că Marea Britanie se confruntă cu dificultăți interne și regele nu mai era capabil să domnească din cauza unor probleme psihice, fiind instituită o regență, și având loc asasinate și conflicte politice, căzând victima însuși premierul Marii Britanii, Spencer Perceval. Amasadorul britanic era slab, și astfel, începe un nou război SUA-Marea Britanie ce îi întoarce pe indieni împotriva americanilor. 
În 1811 are loc Bătălia de la Tippecanoe din zona Marilor Lacuri, agrenand efectiv 1000 de americani și 800 de indieni. Americanii, conduși de William Harrison ce s-a dovedit a fi un comandant militar bun, obțin o victorie împotriva indienilor conduși de căpetenia Tecumseh ce conducea o confederație a triburilor, finanțat și echipat de britanici.

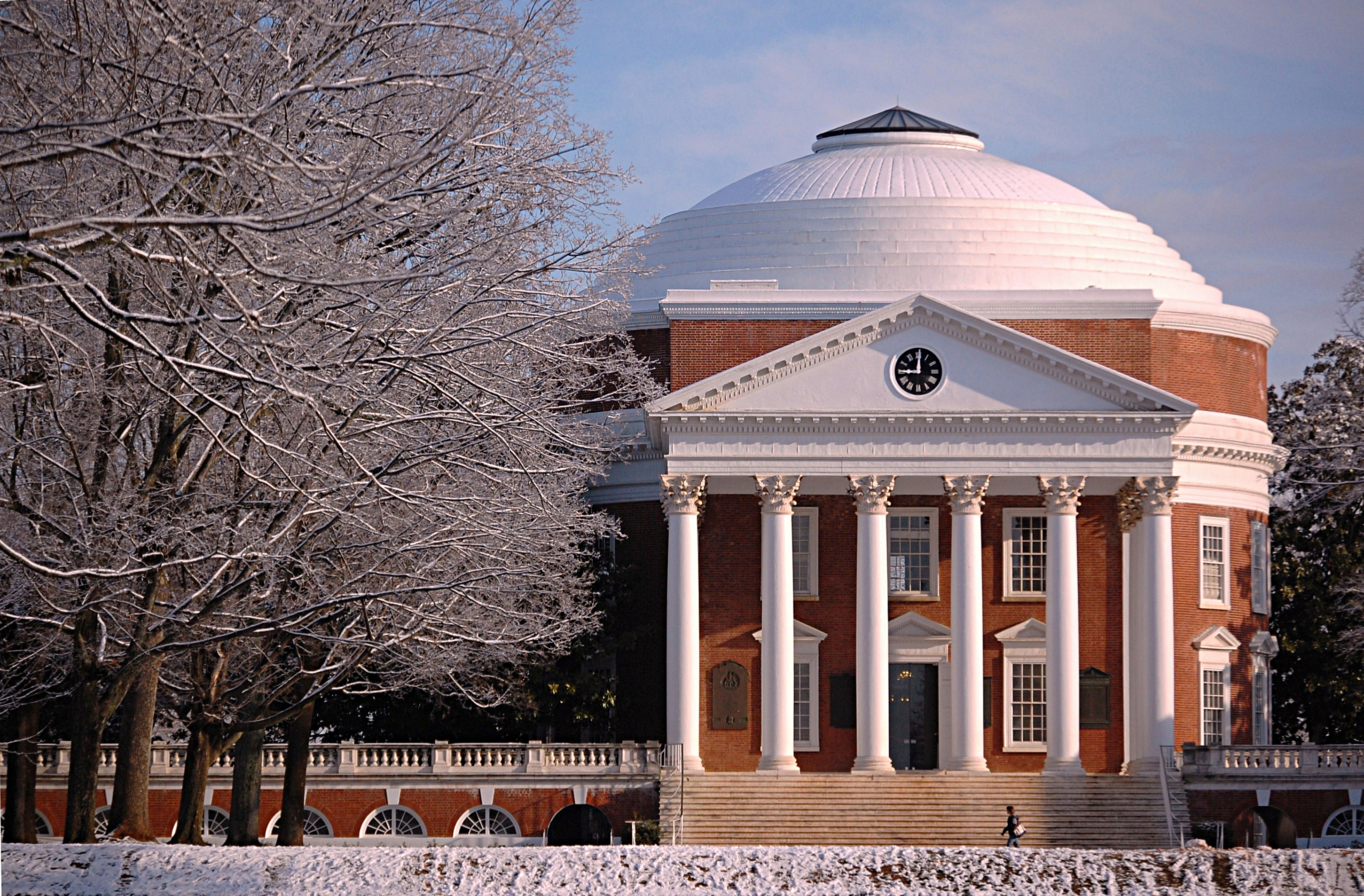
University of Virginia

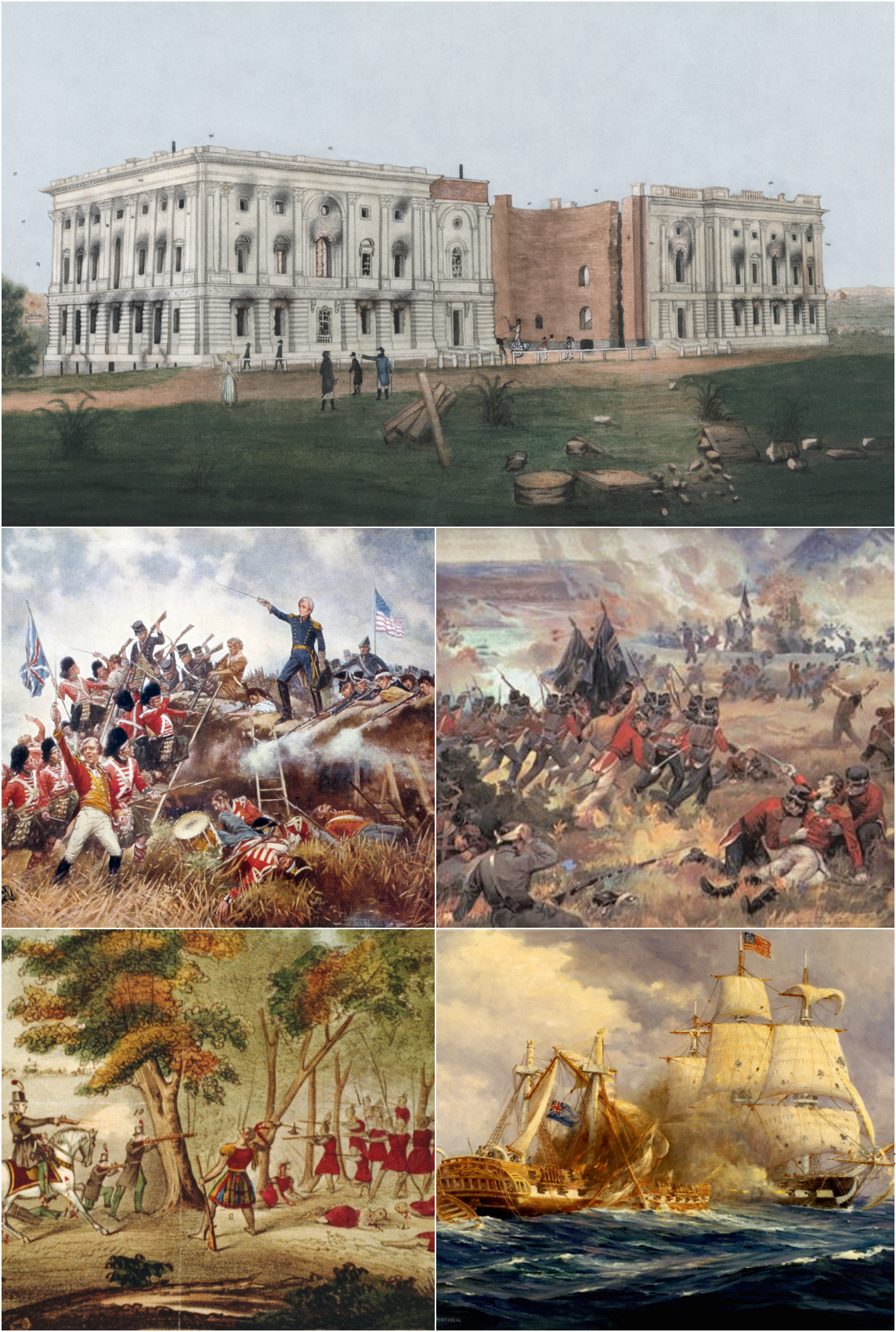
Razboiul din 1812

În 1812, în timpul mandatului lui James Madison, se declanșează cel de-al doilea război american de independența după ce valorile americanilor fuseseră batjocorite de-a lungul anilor. Americanii au încercat să cucerească din nou Canada, luptele fiind duse și pe mare. În 1813, americanii au fost înfrânți în încercarea lor de a cuceri Canada. În cursul unei bătălii din toamna 1813, Tecumseh moare, iar confederația indienilor dispare. Americanii au dobândit însă controlul Lacului Erie în 1813, au acaparat porțiuni din Ontario de Vest, distrugând astfel și visul lui Tecumseh de a realiza o confederație amerindiană. În Sud-Vest, generalul Andrew Jackson a umilit națiunea Creek în Bătălia de la Horseshoe Bend. Odată cu înfrângerea lui Napoleon din 1814, britanicii au adoptat o strategie mai agresivă, trimițând trei armate împreună cu mai multe patrule. Victoria din Bătălia de la Bladensburg din august 1814 a permis britanicilor să captureze și să incendieze Washington, D.C. Victoriile americane din septembrie 1814 și ianuarie 1815 au respins invaziile britanice ale orașelor New York, Baltimore și New Orleans. În 1814 încep negocierile de pace, în decembrie fiind semnat tratatul de pace de la Ganț, Belgia, fiind stabilite principii în privința delimitării frontierelor.

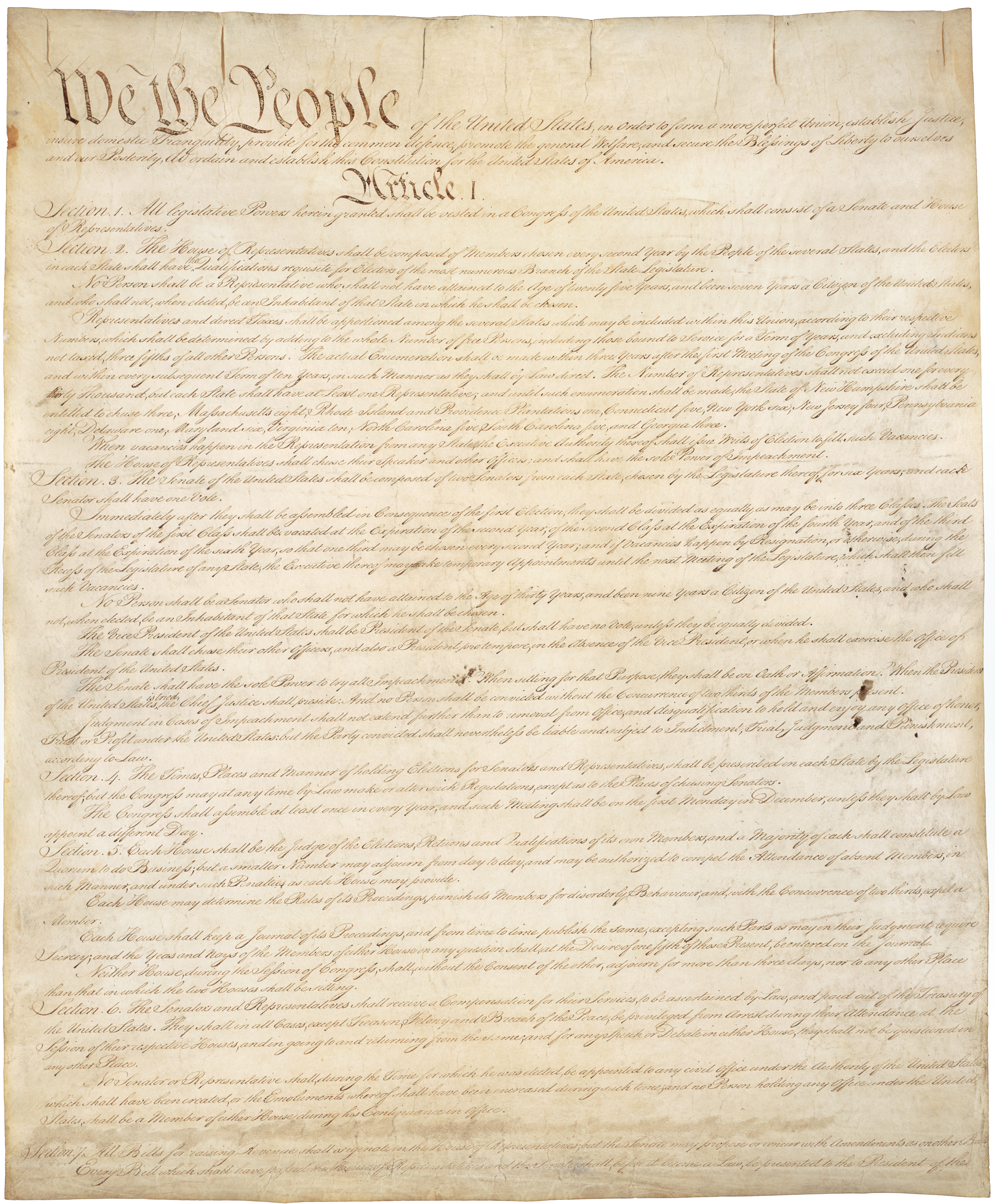
Constitutia SUA

Se deschide însă un nou front în sud, unde se da o bătălie în ianuarie 1815, lângă orașul New Orleans, câștigată de generalul Andrew Jackson. 
Pentru a pune capăt incursiunilor comise de indieni, trupele federale au ocupat cele două Floride, Spania nemaiavând forță să instituie controlul. În urmă tratatului, cele două Florida de vest și Florida de est erau unite, iar Spania acceptă cedarea acestor teritorii în urmă Tratatului Adams-Onís (după George Quincey Adams, secretarul de stat, și Luis de Onís y González-Vara, ministrul spaniol de externe). Se spunea că Spania a vândut Floridele pe un preț de 5 milioane $. Prin intermediul tratatului se stabilea frontieră cu regatul Mexicului apărut în 1822.
Potrivit Constituției, votul era cenzitar, iar sclavia era menținută. Autonomia locală era garantată, în sensul că guvernele statelor păstrau atribuții largi.
Se recunoaștea autoritatea federală în politica externă, apărare, legislația de interes general, monedă. Dar cucerirea vestului "sălbatic" va absorbi energiile tuturora și va da putere noului stat. Singura problemă majoră nerezolvată (până în 1863) va rămâne sclavia negrilor.
Până în zilele noastre, sistemul democratic adoptat de Statele Unite a constituit un model pentru majoritatea țărilor lumii.

## Cronologie

### Preludiul
- 5 aprilie 1764 - Parlamentul Britanic emite Legea Zahărului
- 1 septembrie 1764 - Prin "The Currency Act" este interzisă emiterea monedei-hârtie
- 22 martie 1765 - Parlamentul Britanic emite Legea Timbrului
- 24 martie 1765 - Este emisă Legea Cartiruirii
- 29 martie 1765 - Patrick Henry ține discursul"Dacă este o trădare, profită din plin de ea!"
- 30 mai 1765 - Rezoluțiile Virginia asupra Stam Act
- 7-25 octombrie 1765 - este organizat congresul ce disputa legea timbrului
- 1766: legea timbrului este abrogată
- 18 martie 1766: - este emis Legea Declaratorie
- 29 iunie 1767 - sunt emise Legile Townshend
- 1 august 1768 - Boston adoptă Acordul de non-import din imperiul britanic
- 5 martie 1770 - Masacrul de la Boston
- 9 iunie 1772 - atacarea vasului Gaspee
- 10 martie 1773 - Parlamentul Britanic emite Legea Ceaiului
- 16 decembrie 1773 - Partida de Ceai de la Boston

### 1774
- 31 martie - Este emis Boston Port Act, unul dintre "Legile intolerabile"
- 20 mai - Este emis " Administration of Justice Act" și "Massachusetts Government Act"
- 2 iunie - Quartering Act
- 22 iunie - Parlamentul Britanic emite "Quebec Act"
- 5 septembrie - 26 octimrie-Primul Congres Continental se întrunește la Philadelphia
- 10 octombrie - Bătălia de la Point Pleasant, Virginia
- 20 octombrie - Se formează Asociația ce interzicea comerțul cu Marea Britanie
- 24 octombrie - Planul lui Galloway este respins

### 1775
- 23 martie - Discursul "Give me liberty or give me death" al lui Patrick Henry
- 18 aprilie - Paul Revere și William Dawes avertizează liderii revoluției
- 19 aprilie - Voluntarii "minutemen" și trupele britanice se ciocnesc la Lexington și la Concord-"Glonțul al cărui zgomot a înconjurat lumea"
- 10 mai - Ethan Allen și forțele din Green Mountain Boys ocupă Fort Ticonderoga; Cel de-al doilea Congres Continental se întrunește la Philadelphia
- 15 iunie - George Washington a fost numit comandant suprem
- 17 iunie - Bătălia de la Bunker Hill; britanicii îi gonesc pe americani de pe Breed's Hill
- 3 iulie - Washington își asumă comanda asupra Armatei Continentale
- 10-21 noiembrie - Asaltul Ninety-Six
- 13 noiembrie - Patrioții, sub comanda lui Montgomery, ocupă Montreal în Canada
- 11 decembrie - Virginia și patrioții resping trupele loialiste și ard Norfolk
- 22 decembrie - Colonelul Thomson cu 1500 de trupe și miliție îi capturează pe loialiști la Great Canebrake
- 23-30 decembrie - Campania de Zăpadă în South Carolina
- 30-31 decembrie - trupele americane sub comandă lui Benedict Arnold sunt răpuse în asediul Quebec.

### 1776
- 1 ianuarie - Daniel Morgan este luat prizonier în tentativa de preluare a orașului Quebec
- 15 ianuarie - Thomas Paine publică lucrarea "Common Sense"
- 27 februarie - Patrioții îi resping pe loialiști din Moore's Creek Bridge
- 3 martie - Flota continentală capturează New Providence Island din Bahamas
- 17 martie - Britanicii evacuează Boston, flota britanică se îndreaptă spre Halifax, Cananda
- 8 iunie - Patrioții eșuează în preluarea Three Rivers, Quebec
- 12 iunie - Declarația drepturilor din Virginia este emisă
- 28 iunie - Sullivan's Island cade în urmă atacului naval britanic; Patrioții înving decisiv flota britanică la Fort Moultrie
- 29 iunie - Este emisă prima Constituție a Virginiei
- 1 iulie - Cherokee atacă întreagă frontieră sudică
- 1-4 iulie - Congresul dezbate și votează Declarația de Independență
- 4 iulie - Congresul adopta Declarația de Independență
- 8 iulie - Declarația de Independența este citită în public
- 15 iulie - Lyndley's Fort, Patrioții fentează atacul indienilor și Tories imbracandu-se că indieni
- 1 august - Ambuscadă produsă de cherokee, patrioții sunt salvați de un atac călare pe Seneca
- 2 august - Delegații semnează Declarația de Independență
- 10 august - Răul Tugaloo, Andrew Pickens învinge Cherokee
- 12 august - Andrew Pickens se preda în față indienilor Cherokee, formând o formație de inel, trăgând. Colonelul Williamson și Andrew Pickens înving indienii și ard Tamassy, așezare indiana
- 27 august - Trupele britanice înving armata lui Washington în Bătălia de la Long Island, dar Washington scapă pe timp de noapte
- 15 septembrie - Britanicii ocupă New York City
- 16 septembrie - Generalii George Washington, Nathanael Greene și Israel Putnam își mențin pozițiile în Bătălia de la Harlem Heights
- 19 septembrie - Patrioții conduși de Williamson sunt atacați de indieni pe răul Coweecho
- 11 octombrie - Benedict Arnold este învins în Bătălia de la Valcour Island, dar întârzie avansul britanic
- 28 octombrie - Americanii se retrag de pe White Plains, New York, dar britanicii pierd 300 de soldați, cu o sută mai mulți decât americanii
- 16 noiembrie - Hessienii capturează Fortul Washington
- 20 noiembrie - Lordul Cornwallis capturează Fort Lee de la Nathanael Greene
- 26 decembrie - Washington traversează răul Delaware și capturează Trenton de la Hessieni.